# ヴィクトリア (イギリス女王)
ヴィクトリア（英語: Victoria、1819年5月24日 - 1901年1月22日）は、イギリス・ハノーヴァー朝第6代女王（在位：1837年6月20日 - 1901年1月22日）、初代インド皇帝（女帝）（在位：1877年1月1日 - 1901年1月22日）。
ハノーヴァー朝第3代国王ジョージ3世の孫。エドワード7世、ドイツ皇后ヴィクトリア、ヘッセン大公妃アリスの母。
2022年9月8日までイギリス女王であったエリザベス2世の高祖母にあたる。
世界各地を植民地化・半植民地化して繁栄を極めた大英帝国を象徴する女王として知られ、その治世は「ヴィクトリア朝」と呼ばれる。在位は63年7か月にも及び、歴代イギリス国王の中ではエリザベス2世に次いで2番目の長さである。

## 概要
1819年5月24日誕生。ジョージ3世の第4王子であるケント公エドワード・オーガスタスの一人娘。3人の伯父たちが嫡出子を残さなかったため、1837年6月20日に18歳で即位する。
なお上の従兄にはハノーファー王ゲオルク5世が、下の従弟にはケンブリッジ公ジョージという王子がいる。
ハノーヴァー朝の国王は代々ドイツの領邦国家ハノーファーの君主（選帝侯、のち国王）を兼ねていたが、ハノーファーではサリカ法による継承法を採っており、女性君主の統治が認められていなかった。そのためハノーファー王位はヴィクトリアでなく叔父エルンスト・アウグストが継ぎ、イギリスとハノーファーの同君連合は解消された。
在位初期は、ホイッグ党の首相メルバーン子爵を偏愛した。1840年に母方の従弟にあたるザクセン＝コーブルク＝ゴータ公国の公子アルバートと結婚する。ヴィクトリアはアルバートとの間に4男5女の9人の子供をもうけた。夫アルバートの忠告に従って王権の中立化に努めるようになった。その後もしばしば政治に影響力を行使しながらも、基本的に議会の状況に基づいて首相を選出するようになった。国王の政治的影響力の面では夫アルバートがヴィクトリアに代わって重きをなすようになっていったが、彼はその権威が絶対的になる前の1861年12月14日に満42歳で薨去した（また同年3月に母ケント公夫人ヴィクトリアを亡くしている）。これにより、イギリスに立憲君主制の道が開かれることとなった。
一方、悲しみにくれるヴィクトリアはその後10年以上にわたって服喪し、公務に姿を見せなくなったが、1870年代に保守党の首相ベンジャミン・ディズレーリに励まされて公務に復帰し、ディズレーリの帝国主義政策を全面的に支援し、大英帝国の最盛期を築き上げた。1876年には「インド女帝」に即位した。ディズレーリを偏愛する一方、ディズレーリと並んでヴィクトリア朝を代表する自由党のウィリアム・グラッドストン首相のことは一貫して嫌悪し、グラッドストンのアイルランド自治法案の阻止に全力を挙げた。晩年には老衰で政治的な活動は少なくなり、立憲君主化が一層進展した。
1901年1月22日に満81歳で崩御し、王位は長男（第2子）であるエドワード7世に継承された。
ヴィクトリアの63年7か月の治世は「ヴィクトリア朝」と呼ばれ、政治・経済のみならず、文化・技術面でも優れた成果を上げた。この時代のものは、政治、外交、軍事、文学、科学、家具などいずれであれ、「ヴィクトリア朝の〜」と形容をされることが多い。
この時代、イギリスは世界各地を植民地化して、一大植民地帝国を築き上げた。その名残でヴィクトリア島（カナダ）、ヴィクトリア湖（ケニア・ウガンダ・タンザニア）、ヴィクトリア滝（ジンバブエ・ザンビア）、ヴィクトリア・ハーバー（香港）、ヴィクトリアランド（南極大陸）、ヴィクトリア（世界各地の都市名）、ヴィクトリア・パーク（世界各地の公園）など、女王の名にちなんだ命名も少なくない。ヴィクトリアは帝国主義政策においては最強硬派・主戦論者として政府に発破をかける役割を果たすことが多かったが、彼女の「帝国の母」「慈愛」のイメージは世界各地の植民地の臣民たちを一つに結び付け、大英帝国の維持・拡大に大きな礎となった。
9人の子女（4男5女）が欧州各国の王室・帝室と婚姻を結んだ結果、ヴィクトリアは「ヨーロッパの祖母」と呼ばれるに至った。例えば、ドイツ皇帝ヴィルヘルム2世とロシア皇后アレクサンドラ（ロシア皇帝ニコライ2世妃）は孫にあたる。

## 生涯

### 生誕
ヴィクトリアは、1819年5月24日午後4時15分頃にロンドンのケンジントン宮殿で誕生した。
父はケント公爵エドワード（ジョージ3世の四男）。母はその妃ヴィクトリア（ザクセン＝コーブルク＝ザールフェルト公国の公フランツの娘）。
「父ケント公は借金まみれであり、物価の高いイギリスでは暮らしていけない」と言って、ベルギーやドイツ諸国を転々として暮らしていたが、妃の出産が近くなると、生まれてくる子を「ロンドン出生」にするため流産の危険を冒してでも一時帰国し、ケンジントン宮殿を兄の摂政王太子ジョージ（後の英国王ジョージ4世）から借り受けていた。
- 父のケント公爵エドワード
- 母のヴィクトリア妃
- ケンジントン宮殿とヴィクトリア像（2005年撮影）

また、母のヴィクトリア妃はケント公との結婚前にライニンゲン侯エミッヒ・カール（1814年死去）と結婚しており、カールとフェオドラという異父兄姉がいた。

### 生誕時の王位継承における立場
ハノーヴァー家はドイツの領邦ハノーファー王国の王家であるが、旧イギリス王家ステュアート家と縁戚関係があり、その関係でステュアート家が絶えた後、ハノーファー君主（当時は選帝侯）が同君連合でイギリス王位も継承した。ハノーファー王室はサリカ法の適用を受けるため、女子の王位継承が認められていないが、イギリス王室にはサリカ法の適用がないため、女子にも継承権があった。イギリス王位継承順位は、2013年王位継承法の制定まではコモン・ローに基づき、王の最年長の男子が継承するのが基本だったが、男子がなく女子のみある場合には最年長の女子が王位を継承するとなっていた。
生誕時のヴィクトリアのイギリス王位継承順位は3人の伯父、摂政王太子ジョージ、ヨーク公フレデリック、クラレンス公ウィリアム（後の国王ウィリアム4世）と父ケント公に次ぐ第5位であった。
かつて摂政王太子ジョージにはシャーロットという嫡出子がおり、いずれ彼女が王位を継ぐものと目されていたが、1817年11月6日に身ごもった子供を死産させた際に薨去したため次々世代の王位継承者が消滅した。というのも、この1817年の時点ではジョージ3世の王子らは摂政王太子を除いて誰も嫡出子を持っていなかったからである。
これに焦った摂政王太子と議会は、結婚していない王子たちに資金援助をちらつかせて、しかるべき君主家の娘を正妃に迎えて嫡出子作りを促した。借金まみれのケント公もそれが目当てで未亡人のドイツの小領邦君主の娘と結婚してヴィクトリアを儲けたのであった。ヴィクトリアが生まれる2か月ほど前に伯父クラレンス公にも嫡出子シャーロットが生まれていたが、その子は出生後すぐに薨去したため、ヴィクトリア誕生の時点ではヴィクトリアが次々世代の王位継承最有力候補者であった。とはいえクラレンス公妃アデレードはまだ十分に子を産めそうであり、またヴィクトリアの母ケント公妃もまだ子が産めそうであったため、これから弟が生まれる可能性もあり、そうした場合には第4王子の女子に過ぎないヴィクトリアの王位継承は一気に遠のくという不安定な立場であった。
ヴィクトリア生誕時（1819年5月24日）のイギリス王位継承順位
※灰色は故人、()の中の〇位はハノーファー王位の継承順位。なお3日後にはアーネストにゲオルク5世が誕生している。

|                                                    |                                                    |                                                    |                                                    |                                                    |                                                    |  |  |                                |                                |                                |                                |                                |                                |  |  |                                                          |                                                          | イギリス王 ハノーファー王 ジョージ3世                    | イギリス王 ハノーファー王 ジョージ3世                    | イギリス王 ハノーファー王 ジョージ3世                    | イギリス王 ハノーファー王 ジョージ3世                    | イギリス王 ハノーファー王 ジョージ3世 | イギリス王 ハノーファー王 ジョージ3世 |                              |                              |                              |                              |                              |                              | 王妃 シャーロット | 王妃 シャーロット | 王妃 シャーロット                    | 王妃 シャーロット                    | 王妃 シャーロット                    | 王妃 シャーロット                    |                                      |                                      |  |  |                                    |                                    |                                    |                                    |                                    |                                    |  |  |                                      |                                      |                                      |                                      |                                      |                                      |  |  |  |  |  |  |  |  |  |  |  |  |  |  |  |  |  |  |  |  |  |  |  |  |  |  |  |  |  |  |  |  |  |  |  |  |  |  |  |  |  |  |
|                                                    |                                                    |                                                    |                                                    |                                                    |                                                    |  |  |                                |                                |                                |                                |                                |                                |  |  |                                                          |                                                          | イギリス王 ハノーファー王 ジョージ3世                    | イギリス王 ハノーファー王 ジョージ3世                    | イギリス王 ハノーファー王 ジョージ3世                    | イギリス王 ハノーファー王 ジョージ3世                    | イギリス王 ハノーファー王 ジョージ3世 | イギリス王 ハノーファー王 ジョージ3世 |                              |                              |                              |                              |                              |                              | 王妃 シャーロット | 王妃 シャーロット | 王妃 シャーロット                    | 王妃 シャーロット                    | 王妃 シャーロット                    | 王妃 シャーロット                    |                                      |                                      |  |  |                                    |                                    |                                    |                                    |                                    |                                    |  |  |                                      |                                      |                                      |                                      |                                      |                                      |  |  |  |  |  |  |  |  |  |  |  |  |  |  |  |  |  |  |  |  |  |  |  |  |  |  |  |  |  |  |  |  |  |  |  |  |  |  |  |  |  |  |
|                                                    |                                                    |                                                    |                                                    |                                                    |                                                    |  |  |                                |                                |                                |                                |                                |                                |  |  |                                                          |                                                          |                                                          |                                                          |                                                          |                                                          |                                       |                                       |                              |                              |                              |                              |                              |                              |                   |                   |                                      |                                      |                                      |                                      |                                      |                                      |  |  |                                    |                                    |                                    |                                    |                                    |                                    |  |  |                                      |                                      |                                      |                                      |                                      |                                      |  |  |  |  |  |  |  |  |  |  |  |  |  |  |  |  |  |  |  |  |  |  |  |  |  |  |  |  |  |  |  |  |  |  |  |  |  |  |  |  |  |  |
|                                                    |                                                    |                                                    |                                                    |                                                    |                                                    |  |  |                                |                                |                                |                                |                                |                                |  |  |                                                          |                                                          |                                                          |                                                          |                                                          |                                                          |                                       |                                       |                              |                              |                              |                              |                              |                              |                   |                   |                                      |                                      |                                      |                                      |                                      |                                      |  |  |                                    |                                    |                                    |                                    |                                    |                                    |  |  |                                      |                                      |                                      |                                      |                                      |                                      |  |  |  |  |  |  |  |  |  |  |  |  |  |  |  |  |  |  |  |  |  |  |  |  |  |  |  |  |  |  |  |  |  |  |  |  |  |  |  |  |  |  |
| 摂政王太子 ジョージ （のちのジョージ4世） 1位(1位) | 摂政王太子 ジョージ （のちのジョージ4世） 1位(1位) | 摂政王太子 ジョージ （のちのジョージ4世） 1位(1位) | 摂政王太子 ジョージ （のちのジョージ4世） 1位(1位) | 摂政王太子 ジョージ （のちのジョージ4世） 1位(1位) | 摂政王太子 ジョージ （のちのジョージ4世） 1位(1位) |  |  | ヨーク公 フレデリック 2位(2位) | ヨーク公 フレデリック 2位(2位) | ヨーク公 フレデリック 2位(2位) | ヨーク公 フレデリック 2位(2位) | ヨーク公 フレデリック 2位(2位) | ヨーク公 フレデリック 2位(2位) |  |  | クラレンス公 ウィリアム （のちのウィリアム4世） 3位(3位) | クラレンス公 ウィリアム （のちのウィリアム4世） 3位(3位) | クラレンス公 ウィリアム （のちのウィリアム4世） 3位(3位) | クラレンス公 ウィリアム （のちのウィリアム4世） 3位(3位) | クラレンス公 ウィリアム （のちのウィリアム4世） 3位(3位) | クラレンス公 ウィリアム （のちのウィリアム4世） 3位(3位) |                                       |                                       | ケント公 エドワード 4位(4位) | ケント公 エドワード 4位(4位) | ケント公 エドワード 4位(4位) | ケント公 エドワード 4位(4位) | ケント公 エドワード 4位(4位) | ケント公 エドワード 4位(4位) |                   |                   | カンバーランド公 アーネスト 6位(5位) | カンバーランド公 アーネスト 6位(5位) | カンバーランド公 アーネスト 6位(5位) | カンバーランド公 アーネスト 6位(5位) | カンバーランド公 アーネスト 6位(5位) | カンバーランド公 アーネスト 6位(5位) |  |  | サセックス公 オーガスタス 7位(6位) | サセックス公 オーガスタス 7位(6位) | サセックス公 オーガスタス 7位(6位) | サセックス公 オーガスタス 7位(6位) | サセックス公 オーガスタス 7位(6位) | サセックス公 オーガスタス 7位(6位) |  |  | ケンブリッジ公 アドルファス 8位(7位) | ケンブリッジ公 アドルファス 8位(7位) | ケンブリッジ公 アドルファス 8位(7位) | ケンブリッジ公 アドルファス 8位(7位) | ケンブリッジ公 アドルファス 8位(7位) | ケンブリッジ公 アドルファス 8位(7位) |  |  |  |  |  |  |  |  |  |  |  |  |  |  |  |  |  |  |  |  |  |  |  |  |  |  |  |  |  |  |  |  |  |  |  |  |  |  |  |  |  |  |
| 摂政王太子 ジョージ （のちのジョージ4世） 1位(1位) | 摂政王太子 ジョージ （のちのジョージ4世） 1位(1位) | 摂政王太子 ジョージ （のちのジョージ4世） 1位(1位) | 摂政王太子 ジョージ （のちのジョージ4世） 1位(1位) | 摂政王太子 ジョージ （のちのジョージ4世） 1位(1位) | 摂政王太子 ジョージ （のちのジョージ4世） 1位(1位) |  |  | ヨーク公 フレデリック 2位(2位) | ヨーク公 フレデリック 2位(2位) | ヨーク公 フレデリック 2位(2位) | ヨーク公 フレデリック 2位(2位) | ヨーク公 フレデリック 2位(2位) | ヨーク公 フレデリック 2位(2位) |  |  | クラレンス公 ウィリアム （のちのウィリアム4世） 3位(3位) | クラレンス公 ウィリアム （のちのウィリアム4世） 3位(3位) | クラレンス公 ウィリアム （のちのウィリアム4世） 3位(3位) | クラレンス公 ウィリアム （のちのウィリアム4世） 3位(3位) | クラレンス公 ウィリアム （のちのウィリアム4世） 3位(3位) | クラレンス公 ウィリアム （のちのウィリアム4世） 3位(3位) |                                       |                                       | ケント公 エドワード 4位(4位) | ケント公 エドワード 4位(4位) | ケント公 エドワード 4位(4位) | ケント公 エドワード 4位(4位) | ケント公 エドワード 4位(4位) | ケント公 エドワード 4位(4位) |                   |                   | カンバーランド公 アーネスト 6位(5位) | カンバーランド公 アーネスト 6位(5位) | カンバーランド公 アーネスト 6位(5位) | カンバーランド公 アーネスト 6位(5位) | カンバーランド公 アーネスト 6位(5位) | カンバーランド公 アーネスト 6位(5位) |  |  | サセックス公 オーガスタス 7位(6位) | サセックス公 オーガスタス 7位(6位) | サセックス公 オーガスタス 7位(6位) | サセックス公 オーガスタス 7位(6位) | サセックス公 オーガスタス 7位(6位) | サセックス公 オーガスタス 7位(6位) |  |  | ケンブリッジ公 アドルファス 8位(7位) | ケンブリッジ公 アドルファス 8位(7位) | ケンブリッジ公 アドルファス 8位(7位) | ケンブリッジ公 アドルファス 8位(7位) | ケンブリッジ公 アドルファス 8位(7位) | ケンブリッジ公 アドルファス 8位(7位) |  |  |  |  |  |  |  |  |  |  |  |  |  |  |  |  |  |  |  |  |  |  |  |  |  |  |  |  |  |  |  |  |  |  |  |  |  |  |  |  |  |  |
| シャーロット                                       | シャーロット                                       | シャーロット                                       | シャーロット                                       | シャーロット                                       | シャーロット                                       |  |  |                                |                                |                                |                                |                                |                                |  |  | シャーロット                                             | シャーロット                                             | シャーロット                                             | シャーロット                                             | シャーロット                                             | シャーロット                                             |                                       |                                       | ヴィクトリア 5位(-)          | ヴィクトリア 5位(-)          | ヴィクトリア 5位(-)          | ヴィクトリア 5位(-)          | ヴィクトリア 5位(-)          | ヴィクトリア 5位(-)          |                   |                   |                                      |                                      |                                      |                                      |                                      |                                      |  |  |                                    |                                    |                                    |                                    |                                    |                                    |  |  | ジョージ 9位(8位)                    | ジョージ 9位(8位)                    | ジョージ 9位(8位)                    | ジョージ 9位(8位)                    | ジョージ 9位(8位)                    | ジョージ 9位(8位)                    |  |  |  |  |  |  |  |  |  |  |  |  |  |  |  |  |  |  |  |  |  |  |  |  |  |  |  |  |  |  |  |  |  |  |  |  |  |  |  |  |  |  |
| シャーロット                                       | シャーロット                                       | シャーロット                                       | シャーロット                                       | シャーロット                                       | シャーロット                                       |  |  |                                |                                |                                |                                |                                |                                |  |  | シャーロット                                             | シャーロット                                             | シャーロット                                             | シャーロット                                             | シャーロット                                             | シャーロット                                             |                                       |                                       | ヴィクトリア 5位(-)          | ヴィクトリア 5位(-)          | ヴィクトリア 5位(-)          | ヴィクトリア 5位(-)          | ヴィクトリア 5位(-)          | ヴィクトリア 5位(-)          |                   |                   |                                      |                                      |                                      |                                      |                                      |                                      |  |  |                                    |                                    |                                    |                                    |                                    |                                    |  |  | ジョージ 9位(8位)                    | ジョージ 9位(8位)                    | ジョージ 9位(8位)                    | ジョージ 9位(8位)                    | ジョージ 9位(8位)                    | ジョージ 9位(8位)                    |  |  |  |  |  |  |  |  |  |  |  |  |  |  |  |  |  |  |  |  |  |  |  |  |  |  |  |  |  |  |  |  |  |  |  |  |  |  |  |  |  |  |
| 男子                                               |                                                    |                                                    |                                                    |                                                    |                                                    |  |  |                                |                                |                                |                                |                                |                                |  |  |                                                          |                                                          |                                                          |                                                          |                                                          |                                                          |                                       |                                       |                              |                              |                              |                              |                              |                              |                   |                   |                                      |                                      |                                      |                                      |                                      |                                      |  |  |                                    |                                    |                                    |                                    |                                    |                                    |  |  |                                      |                                      |                                      |                                      |                                      |                                      |  |  |  |  |  |  |  |  |  |  |  |  |  |  |  |  |  |  |  |  |  |  |  |  |  |  |  |  |  |  |  |  |  |  |  |  |  |  |  |  |  |  |

### 洗礼式の命名をめぐる騒動
6月24日に行われたヴィクトリアの洗礼式において代父となったのは、摂政王太子ジョージ、ロシア皇帝アレクサンドル1世（イギリス訪問中で、ジョージとも仲が良かった）。代母は、ケント公爵夫人ヴィクトリアの実母アウグステ、ヴュルテンベルク王妃シャルロッテ（伯母）だった。
ケント公は娘に「ジョージアナ」（ジョージの女性名）や「エリザベス」といった将来の英国女王としてふさわしい名前を付けたがっていたが、ケント公と仲の悪い摂政王太子ジョージは命名権は自分にあると主張して譲らなかった。摂政王太子はできればクラレンス公夫妻に再び嫡出子を作らせて、その子に王位を継がせたかった。
洗礼式当日にカンタベリー大主教チャールズ・マナーズサットンが「何という名で祝福するか」王族たちに尋ねると摂政王太子は「アレクサンドリナ」（ロシア皇帝の名前アレクサンドルの女性名）と答えた。それに対してケント公はミドルネームに「エリザベス」を加えるよう訴えたが、摂政王太子は拒否し、母と同じ「ヴィクトリア」をミドルネームとさせた。
こうして彼女の名前は「アレクサンドリナ・ヴィクトリア」というイギリス人になじみが薄いロシア名とドイツ名になった（ヴィクトリアの名がイギリスの一般的な名前になるのは彼女が女王に即位した後のことである）。即位前にはアレクサンドリナという名から「ドリナ」と愛称された。

### ジョージ4世治世下の幼女時代

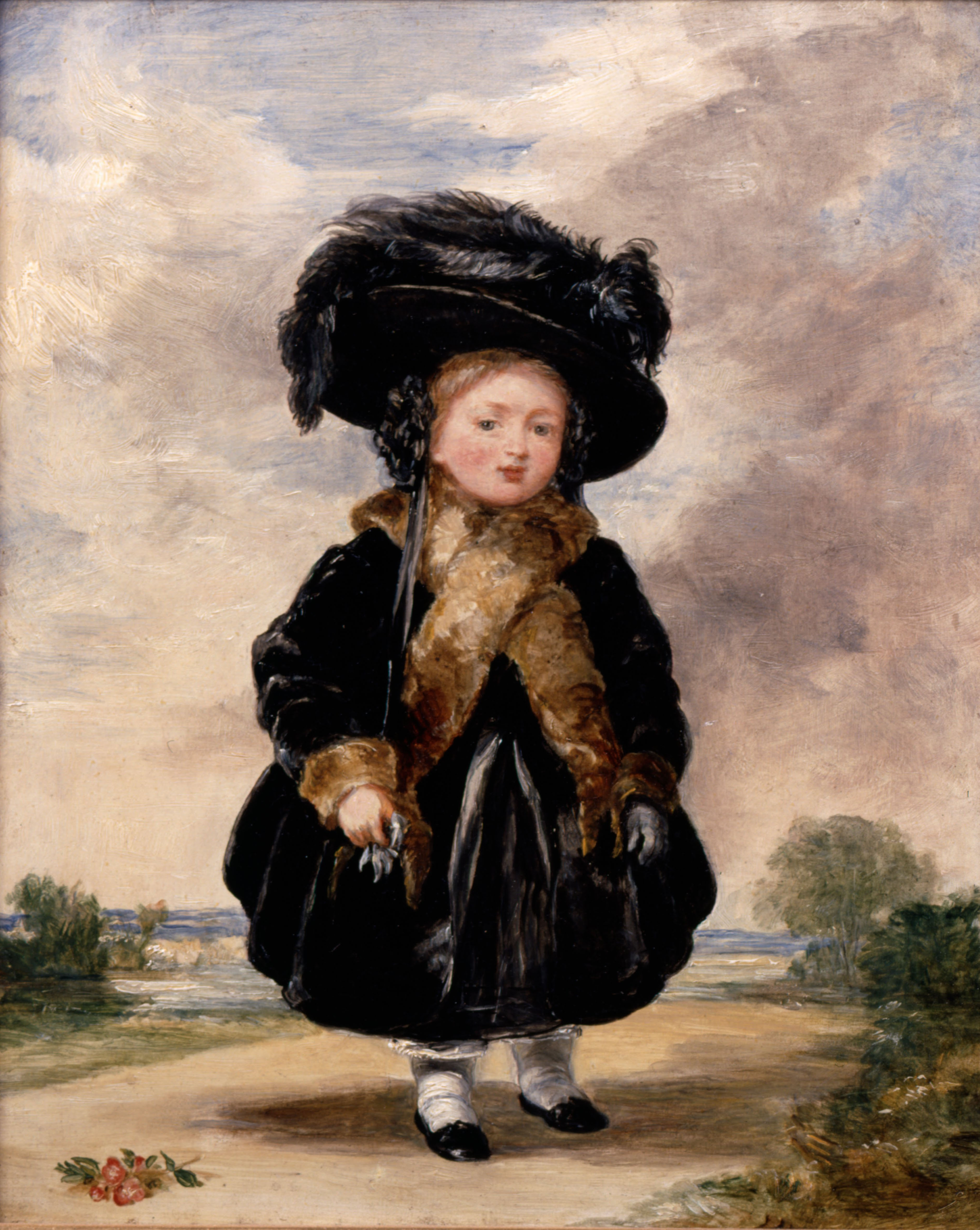
4歳の頃のヴィクトリア（スティーヴン・ポインツ・デニング画）

1820年1月23日、ヴィクトリアが生後8か月のとき、父ケント公が薨去した。時期同じくして1月29日には国王ジョージ3世が崩御し、摂政王太子ジョージがジョージ4世としてハノーヴァー朝第4代国王に即位した。
夫が残した莫大な借金を背負わされた母ケント公妃はヴィクトリアを連れて英国を離れることも考えたが、弟レオポルド（亡きシャーロットの夫で1831年にベルギー国王に即位するまで英国に滞在し続けていた）から資金援助を受け、ジョージ4世からそのまま住むことを認められていたケンジントン宮殿に留まることにした。
1820年12月にはクラレンス公が娘エリザベスを儲けたため、ヴィクトリアの王位継承は一時遠のいた。しかし、このエリザベスは1821年春に生後4カ月で薨去したため、再びヴィクトリアの王位継承の可能性が高まった。
ヴィクトリアはケンジントン宮殿で母ケント公妃に大事に育てられた。ヴィクトリアは何歳になっても個室を与えられず、母と同じ寝室で寝起きして母の監視を受けた。母はヴィクトリアがジョージ3世の放蕩息子たちのようにならぬよう宮殿に近づけようとせず、貞潔・道徳を重んじる女性に育てようとした。また母はケント公爵家家令サー・ジョン・コンロイの影響を強く受けており、ヴィクトリアもコンロイの娘ヴィクトワールとの交友をなかば強制された。母とコンロイはヴィクトリアが王位を継いだ後、彼女を操って権力を握る算段であった。
母はドイツ語を母語としていたので、ヴィクトリアも3歳までドイツ語のみを話す生活を送った。幼児期に英語とフランス語の学習を始め、やがて三ヶ国語を自由に話せるようになった。後にはイタリア語とラテン語も少し使えるようになった。ヴィクトリアは5歳まで反抗してアルファベットの勉強をしようとしなかったというが、5歳の頃イギリスと同君連合のハノーファー出身のルイーゼ・レーツェンがガヴァネスに付くと反抗も落ち着いてきて勉強をするようになったという。このレーツェンはヴィクトリアに非常に大きな影響を与えた。
6歳の頃には自らの高貴な身分を自覚していたといい、臣民の友人が身分をわきまえずに自分のおもちゃに触ろうとしたり、自分の名前を呼び捨てにするとたしなめるようになったという。
国王ジョージ4世は相変わらずケント公妃を嫌っていたが、同時にこの頃にはヴィクトリアの王位継承は避けられないと考えるようにもなっていた。1825年にケント公爵家の年金が6000ポンド増額され、1826年にヴィクトリアは7歳にしてガーター勲章を与えられ、以降国王は頻繁に彼女を引見するようになった。国王の釣り船に乗せてもらった際に国王が軍楽隊に何を弾かせるかヴィクトリアに尋ねると彼女は『神よ、国王陛下を守りたまえ』をリクエストしたという。
- 伯父である国王ジョージ4世
- 母ケント公妃と5歳の頃のヴィクトリア。
- ヴィクトリアのガヴァネスだったルイーゼ・レーツェン。
- 母ケント公妃に強い影響力を持った家令ジョン・コンロイ。

### ウィリアム4世治世下の少女時代

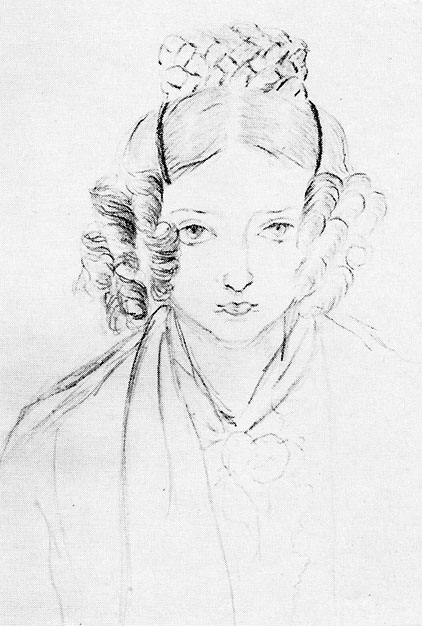
ヴィクトリアの自画像、1835年

1830年6月26日、国王ジョージ4世が子のないまま崩御した。国王の次弟ヨーク公はすでに3年前に薨去しており、三弟クラレンス公ウィリアム王子がウィリアム4世として新国王に即位した。ウィリアム4世は即位時すでに65歳で新たに嫡出子を儲けることはほとんど諦めており、ヴィクトリアに王位継承の期待を寄せるようになっていた。ただ彼はヴィクトリアの母であるケント公妃のことを非常に嫌っていた。
ウィリアム4世の即位とともに、ヴィクトリアは議会から推定王位継承者として承認され、彼女の帝王教育も本格化した。乗馬・舞踏・絵画・音楽など上流階級のたしなみを身に付けていった。ヴィクトリアは特にスケッチが得意で、生涯にわたって絵を描き続けた。近親者や歴代英国首相をはじめ、フランス皇帝ナポレオン3世を描いた絵などがロイヤル・コレクションに収蔵されている。
公に推定王位継承者になっても、ヴィクトリア自身には彼女が次の君主となる身であることはしばらく告げられていなかった。この年ヴィクトリアは11歳になっていたが、ケント公妃はカンタベリー大主教ウィリアム・ハウリら聖職者たちの助言を容れてヴィクトリアにすべてを話すことを決心した。ガヴァネスのルイーゼ・レーツェンが英国王室の系図を英国史の教科書の中に隠しておき、それをヴィクトリアに発見させ、その場で彼女がいかなる立場にあるのか説明した。レーツェンの回顧によれば、それを聞いたヴィクトリアは「私は思ったより王座に近いところにいるのね」と感想をもらすと、「良い人になるように心がけます」と応えたという。のちにヴィクトリア本人は、そのあと周囲に誰もいなくなったところで号泣したと告白している。
1830年11月、トーリー党（後の保守党）政権が崩壊し、ホイッグ党（後の自由党）が政権を取ると第一次選挙法改正など自由主義改革が行われた。
かつてケント公がジョージ4世との対立からホイッグ党に肩入れしていた経緯もあって、ケント公妃もホイッグ党を支持していた。彼女の周りには自由主義者が続々と集まり、その中には急進派のダーラム伯爵やアイルランド独立運動家ダニエル・オコンネルのような者もいた。そのためヴィクトリアは、強硬な保守主義者の叔父カンバーランド公アーネスト・オーガスタスと対比される形で自由主義者の期待を一身に受けることとなった。カンバーランド公はしばしその目的を達成するためには手段を選ばないことで知られていたことから、急進派の新聞は「ヴィクトリア王女がカンバーランド公に暗殺されることがないよう守らねばならない」と書きたてた。
保守的なウィリアム4世はこのホイッグ党内閣と対立を深め、1834年には首相のメルバーン子爵を罷免する。そしてケント公妃をホイッグ党の黒幕とまでみなして彼女を憎悪するようになった。
ヴィクトリアが推定王位継承者になると、ケント公妃はしばし摂政同然にふるまうようになった。帝王教育の一環でヴィクトリアは母に連れられてイギリス各地を視察旅行するようになったが、そんな時でも彼女はヴィクトリアを差し置いていかにも摂政然とした傲岸不遜な態度が目立ったという。ソレント海峡を旅した際には海峡沿岸の砲台や軍艦に対して座乗艦への礼砲を要求したが、これにはさすがのウィリアム4世も激しく怒り、以後は王と王妃以外への礼砲を厳しく禁じる緊急勅令を出すまでに至っている。
この頃からケント公妃は、ヴィクトリアに実家のザクセン＝コーブルク家の公子たちを機会あるごとに引き会わせようと画策するようになった。ウィリアム4世はこれに苛立ち、その阻止に全力を尽くした。またケント公妃の弟でベルギー国王のレオポルド1世が頻繁にヴィクトリアに手紙を送ってくることも気にくわなかった。ザクセン＝コーブルク家は家をあげてイギリス王室を乗っ取ろうとしている、ウィリアム4世にはそのように思えたのである。
1836年8月21日の国王誕生日の式典における祈りの言葉において、ウィリアム4世は「主よ、願わくば我が寿命をあと9か月は延ばし給え。そうすれば（ヴィクトリアが成人して）摂政を置く必要はなくなり、邪悪な相談者を持ち行動も能力も全く信用に値しないあの者（＝公然とコンロイという愛人を持ち利己的で倫理感の欠如したケント公妃）など眼中に入れることなく推定王位継承者であるレディー（＝ヴィクトリア）が正当に王位を継承することができましょう」と付け加えて、目の前に控えるケント公妃にその怒りをぶちまけた。この公の場における国王からの驚愕の侮辱に立腹したケント公妃は直ちに馬車を呼ぶよう命じて式典を中途退席しようとし、これに動顚したヴィクトリアはその場で泣き出すという大騒ぎになった。
果して9か月と3日後の1837年5月24日、ヴィクトリア18歳に達し成人した。国王はこれを祝福して彼女の年金を1万ポンド増額させるとともに新宮殿を与えるので母親から独立してはどうかと勧めたが、ケント公妃の反対によりヴィクトリアはこれを辞退している。
- 伯父の国王ウィリアム4世
- ヴィクトリア王女肖像（リチャード・ウェスタール画、1830年)
- ヴィクトリア王女肖像（アレクサンドル・デュボア（英語版）画、1832年）
- ヴィクトリア王女肖像（ジョージ・ハイター画、1833年）

### 英国女王に即位

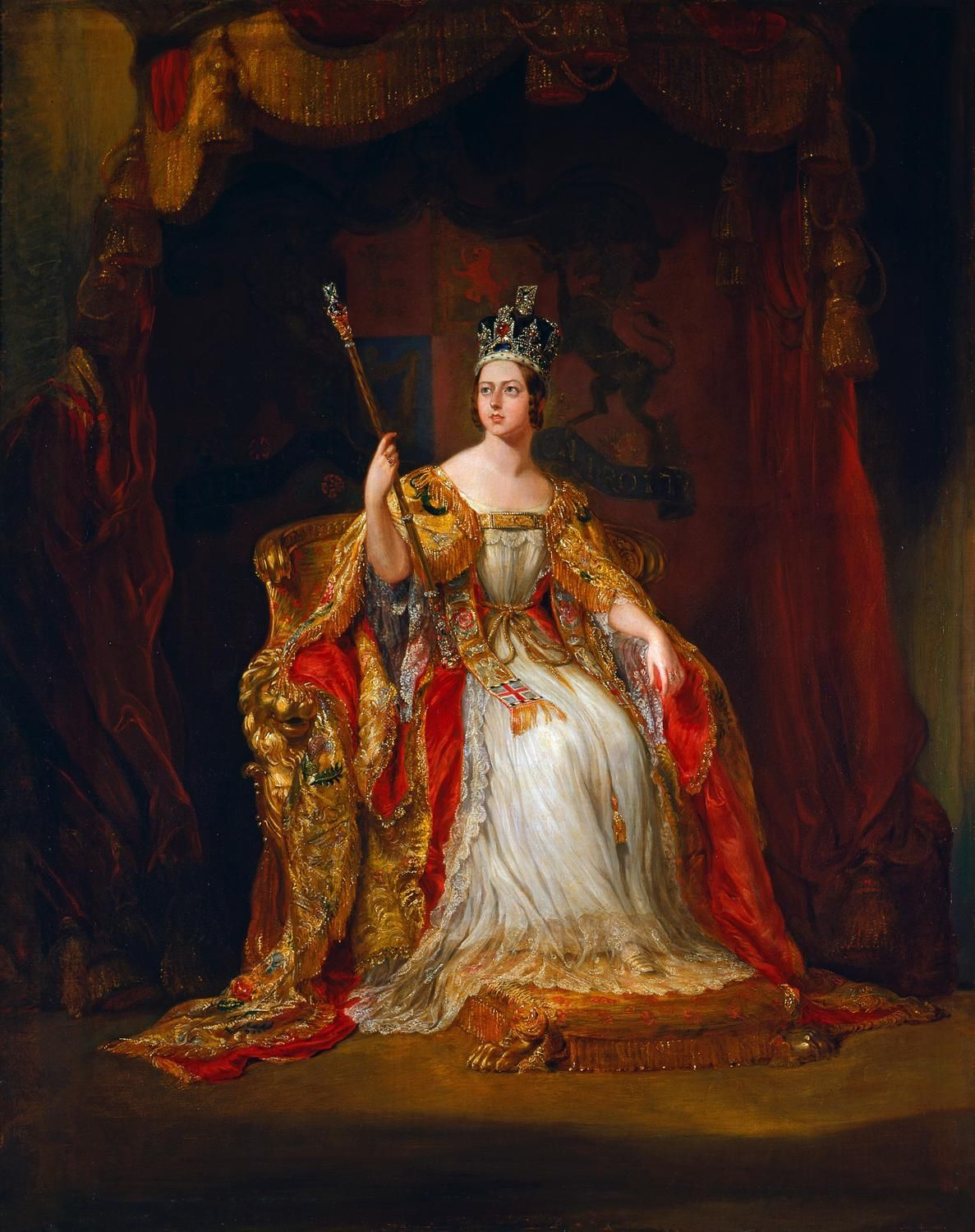
戴冠式の際のヴィクトリア女王を描いたジョージ・ハイターの肖像画。

1837年6月20日午前2時20分にウィリアム4世はウィンザー城で崩御した。これによりヴィクトリアが18歳にしてハノーヴァー朝第6代女王に即位した。
宮内長官カニンガム侯爵とカンタベリー大主教ウィリアム・ハウリは新女王に即位の報告をするため、ケンジントン宮殿へと向かった。ヴィクトリアは午前6時に母ケント公妃に起こされ、純白の寝衣のまま、カニンガム侯爵とカンタベリー大主教を引見した。カニンガム侯爵は彼女に国王崩御を報告し、その場に跪いて新女王の手に口づけした。
ついで午前9時に首相であるメルバーン子爵がケンジントン宮殿を訪問してヴィクトリアの引見を受け、彼女の手に口づけした。ヴィクトリアは彼に引き続き国政を任せると述べた。
午前11時半よりケンジントン宮殿内の赤の大広間において最初の枢密院会議を開いた。出席した枢密顧問官たちは新女王の優雅な物腰、毅然とした態度、堂々たる勅語に感服したという。ウェリントン公爵はその光景を「彼女はその肉体で自らの椅子を満たし、その精神で部屋全体を満たしていた」と表した。またジョン・ラッセル卿は「ヴィクトリア女王の治世は後代まで、また世界万国に対して不滅の光を放つであろう」と予言した。
イギリスではピューリタン革命や名誉革命、またハノーヴァー朝初代国王ジョージ1世（ハノーファー選帝侯ゲオルク1世）がハノーファーばかりに関心を持ち、イギリスにほとんど関心を示さなかったことなどにより、他国の君主に比べると君主権がやや弱く、内閣や議会の力が強い傾向があった。とはいえ19世紀半ばのイギリス国王はいまだ巨大な国王大権を有しており、いざという時には強権発動が可能であった。大臣の任免、議会の招集・解散、国教会の聖職者と判事の任免、宣戦布告などは国王の大権であった。前王ウィリアム4世も自分と対立した首相メルバーン子爵を一度罷免している。彼女が受け継いだ王位とはそうした巨大な権力であった。
ヴィクトリアは即位の日の日記に「私が王位につくのが神の思し召しなら、私は全力を挙げて国に対する義務を果たすだろう。私は若いし、多くの点で未経験者である。だが正しいことをしようという善意・欲望においては誰にも負けないと信じている。」と抱負を書いている。
即位の日の引見はいずれも母の同席なしで行なった。この日以来彼女は家族絡みの会見以外はすべて一人で行うようになった。母もヴィクトリアとともにケンジントン宮殿からバッキンガム宮殿へ移っているが、ヴィクトリアは母が自分に干渉してこないよう、母の部屋を自分の部屋から遠ざけた。家令サー・ジョン・コンロイに至っては今後の目通りは一切叶わない旨を通達している。一方、レーツェンは自分の部屋の隣に留め置いて相談役として重用した。また叔父ベルギー国王レオポルドの側近であるコーブルク家臣クリスティアン・フリードリヒ・フォン・シュトックマー男爵がレオポルドとの連絡役としてバッキンガム宮殿に勤務するようになり、ヴィクトリアの新たな助言役となっていった。しかし、ベルギーに肩入れするよう求めるレオポルドの要請に対してはヴィクトリアは慎重に回避し続けた。
女王として年金38万5000ポンド、ランカスター公としてランカスター公領からの収入2万7000ポンドを受けるようになり、そのお金で父親が残した巨額の借金を返済し、何不自由ない生活を送るようになった。
翌6月21日にセント・ジェームズ宮殿で君主宣言の儀を行い、勅命によって王名を「ヴィクトリア」と定め、以降「アレクサンドリナ」は使用されなくなった。
戴冠式は即位後1年後の1838年6月28日にウェストミンスター寺院において挙行した。ウェストミンスター寺院までの道すがら、「女王陛下万歳」を叫ぶ群衆たちの中をゴールド・ステート・コーチで通過した。ヴィクトリアはその日の日記に「このような国民たちの女王となることをいかに誇りに思うことか」と書いている。ちなみに、ヴィクトリアの戴冠式に合わせてオーストリアからヨハン・シュトラウス1世が到来し、ヴィクトリアは彼から『ヴィクトリア女王讃歌』というウィンナ・ワルツを捧げられた。これが端緒となって、ヨーロッパ大陸諸国に遅れること20年、ようやくイギリス社交界においてもワルツが受容されたという。
- 新女王の御前に跪いてその手に口づけする宮内長官カニンガム侯爵とカンタベリー大主教ウィリアム・ハウリ。
- 即位当日、最初の枢密院会議を開くヴィクトリア女王を描いたデイヴィッド・ウィルキーの絵画。ヴィクトリアが純白の服を着ているが、これは彼女を目立たせるためであり、実際には黒い喪服を着ていた[83]。
- ウェストミンスター寺院でのヴィクトリア女王の戴冠式を描いたジョン・マーティンの絵画
- 戴冠式。カンタベリー大主教から聖油（英語版）を注がれるヴィクトリアを描いた絵画。

### 内政

#### メルバーン子爵への寵愛

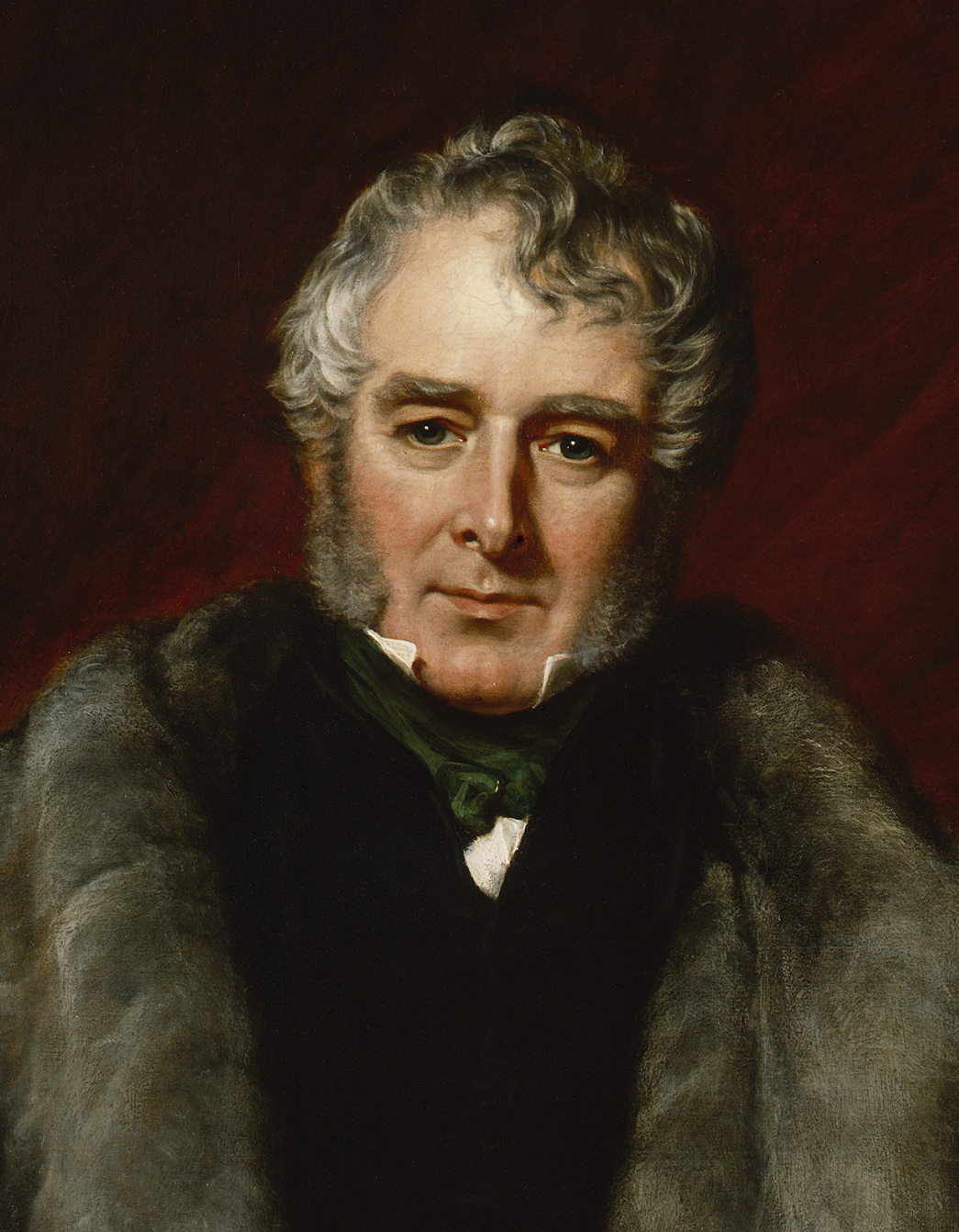
ヴィクトリア朝最初の首相メルバーン子爵

首相メルバーン子爵はホイッグ党の所属だが、本質的には貴族主義・保守主義者だった。一方で機会主義者でもあったので内心選挙権拡大に反対の立場ながらグレイ伯爵内閣の第一次選挙法改正に内務大臣として協力した人物だった。
彼は前王ウィリアム4世との関係は悪かったが、シュトックマー男爵がメルバーン子爵の良い評判をヴィクトリアに聞かせていたため、ヴィクトリアからは早々に気に入られることとなった。
メルバーン子爵は一日のほとんどを宮廷ですごし、様々な問題でヴィクトリアの相談に乗り、半ばヴィクトリアの個人秘書になっていった。彼の洗練されたマナーと話術はヴィクトリアを魅了して止まなかった。二人は毎日6時間は額を突き合わせて過ごしたといい、君臣の関係を越えて、まるで父娘のような関係になっていった。女王の日記にも毎日のように「メルバーン卿」「M卿」の名前が登場するようになる。ヴィクトリアがはじめて貴族院に出席して議会開会宣言を行なった日の日記には「彼が玉座の側に控えていてくれるだけで安心できる。」と書いている。
しかし、ホイッグ党を離党していたスタンリー卿（後の第14代ダービー伯爵）らダービー派が1839年春に保守党に合流し、またこれまでメルバーン子爵を支持してきた急進派やオコンネル派もメルバーン子爵が新たな改革を行おうとしないことに不満を強めたことで、メルバーン子爵は議会において苦しい立場に立たされるようになった。
1839年5月初めにメルバーン子爵が議会に提出した英領ジャマイカの奴隷制度廃止法案は庶民院を通過したものの、わずか5票差という僅差であったため、メルバーン子爵は自らの求心力の低下を悟り、5月7日にヴィクトリアに辞表を提出した。ヴィクトリアの衝撃は大きく、泣き崩れたという。

#### 寝室女官事件

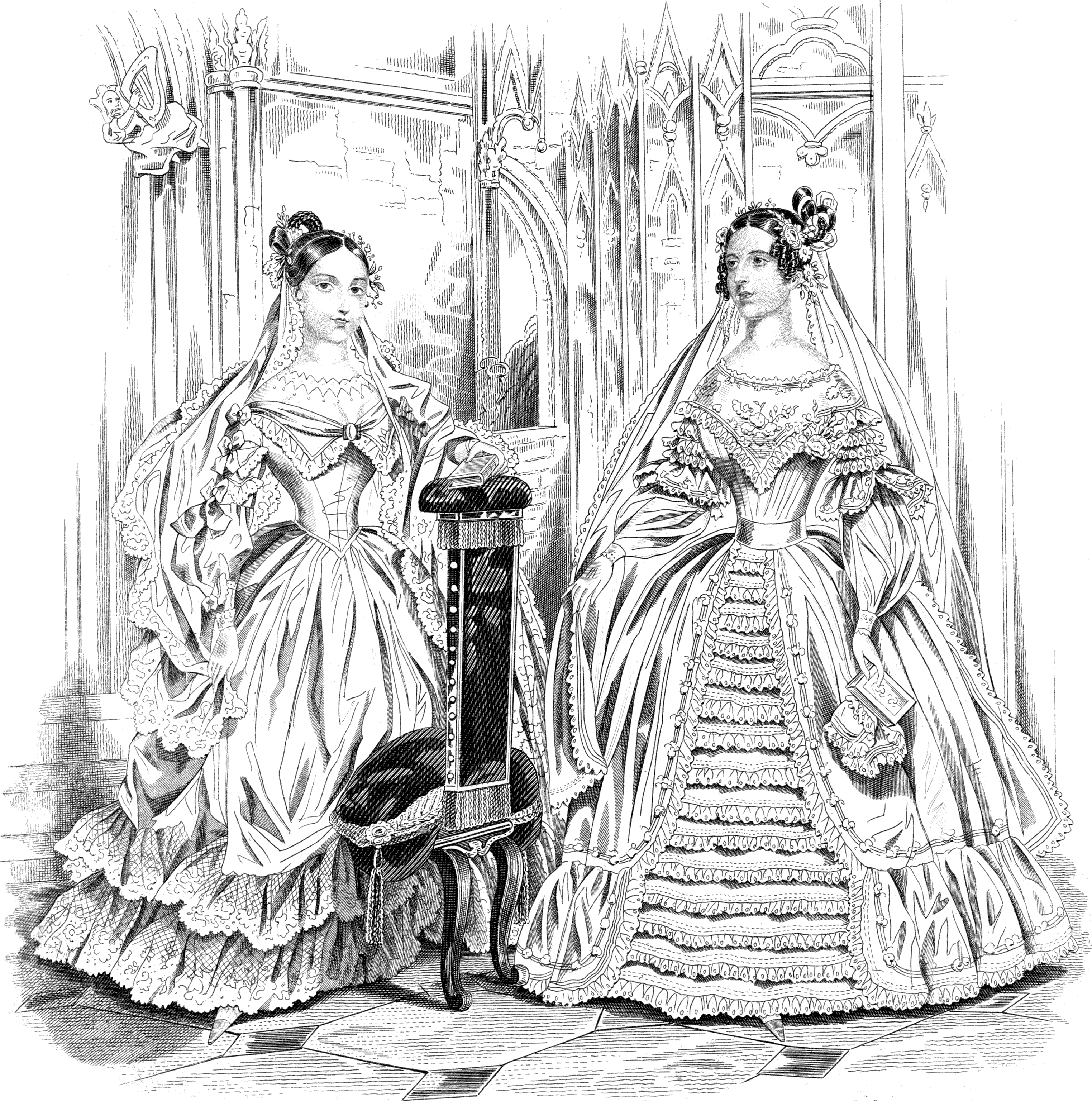
女王（左）と女官長サザーランド公爵夫人（右）

メルバーン子爵の助言に従って、5月8日午前、保守党貴族院院内総務ウェリントン公爵を召し、彼に大命を与えようとしたが、公爵は「自分は老齢であるし、庶民院に影響力を持たない」としてこれを拝辞し、保守党庶民院院内総務サー・ロバート・ピールに大命降下されるべきことを奏上した。
公爵の助言に従って午後にピールを召して、彼に大命を降下した。この際にヴィクトリアは今後もメルバーン卿に諮問して良いかとピールに下問したが、枢密院や議会ではなく宮中において野党党首が個人的に女王の側近になるなど前代未聞のことであったからピールはこれを拒否した。このせいでヴィクトリアはピールに強い不信感を持つようになった。その日の日記にもピールについて「何を考えているか分からない男」と書いている。
翌9日にピールが持ってきた人事案の中に女王の寝室女官（ほとんどがホイッグ党の国会議員の妻）を保守党の国会議員の妻に代えるという人事があったが、女王はこれに強く反発し、「一人たりとも辞めさせない」と言って頑強に退けた。
宮内官を務めている国会議員は、政権交代とともに入れ替わるのが慣例であった。ヴィクトリアは女王だったので国会議員の代わりにその妻が女官をやっていたわけだが、国会議員の場合と別個に考える道理はないから、ピールの要求は慣例に照らし合わせれば正当なものだった。だがヴィクトリアは女官の人事は女王の私的人事であることを強弁した。とりわけヴィクトリアの信頼できる相談役になっていた女官長サザーランド公爵夫人の更迭は論外だった。
女官人事をめぐって5日ほどヴィクトリアとピールの激闘が続いた。ウェリントン公爵も女王の説得に現れたが、ヴィクトリアは公爵の前でも「サー・ロバートはそんなに弱い方なのですか。女官まで自分と同意見の者でなければ困るなんて」と怒りを爆発させ、譲歩の姿勢を見せなかった。ナポレオンを倒した老公が19歳の少女の剣幕に気圧されて、ほうほうの体で御前から退下した。
最終的にピールは大命を拝辞し、メルバーン子爵が首相に留まることでこの騒動は決着した。女王の個人的感情で政権交代が阻止されたこの事件は、世に寝室女官事件と呼ばれた。
マスコミは女王のきまぐれが立憲政治の確立を妨げていると批判し、彼女を諌める夫が必要だという議論を加速させた。ヴィクトリア本人は後年に寝室女官事件について「あの頃の私は非常に若かった。あの一件を今やり直せるとしたら、私は違った行動を取るだろう。」と語っている。

#### アルバート公子との結婚と「共同統治」

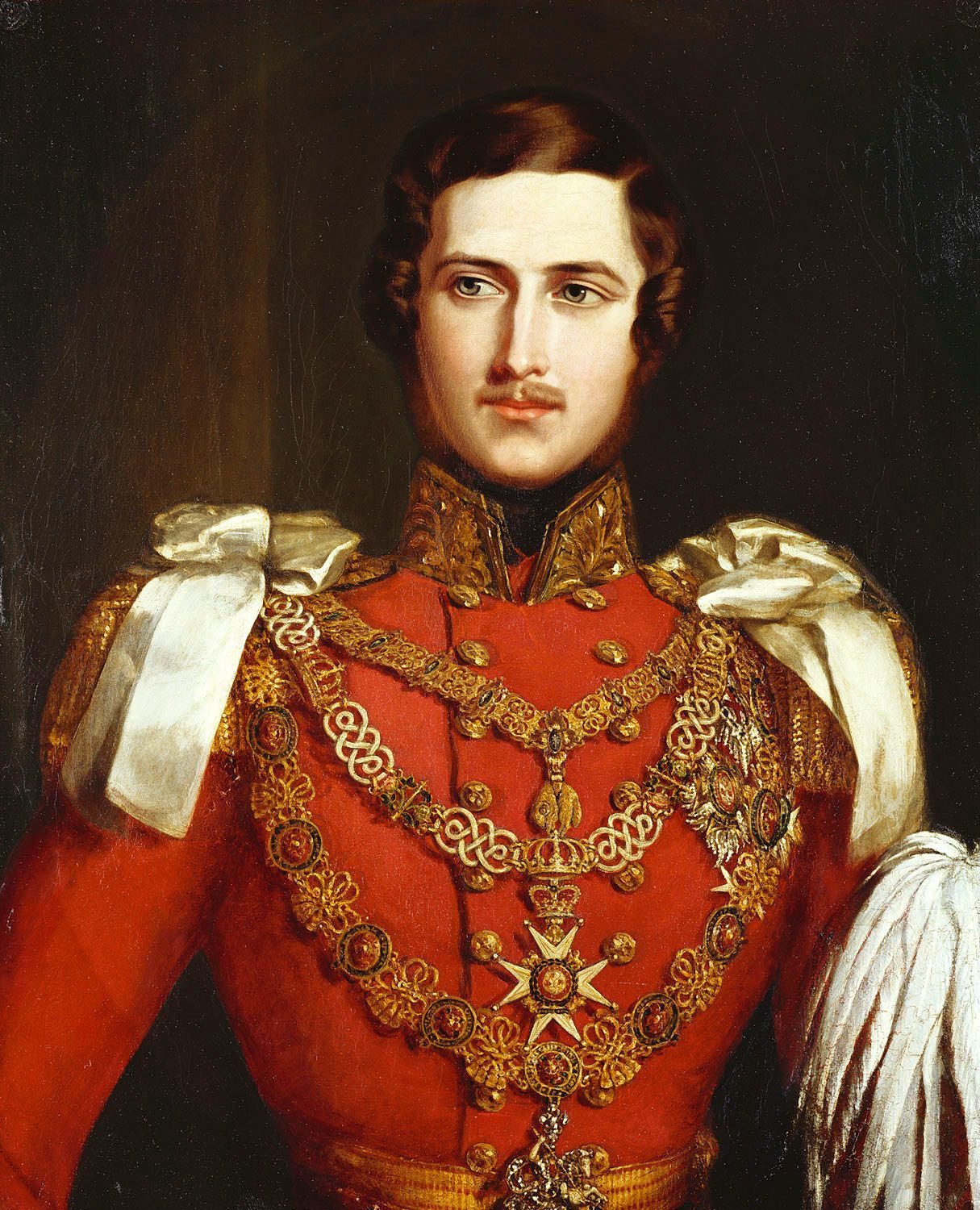
1840年時のアルバート公子を描いたジョン・パートリッジの肖像画（ロイヤル・コレクション）。

ザクセン＝コーブルク＝ゴータ公エルンスト1世（母ケント公妃の兄）の次男であるアルベルト（英語名アルバート）がヴィクトリアの婿の最有力候補だった。この二人の結婚はエルンスト1世、母ケント公妃、ベルギー国王レオポルド1世とザクセン＝コーブルク家をあげて推進していた。
ヴィクトリアは1836年にアルバートと会ったことがあり、その時の日記の中でアルバートを「髪は私と同じ褐色、目は綺麗な碧眼、美しい鼻と口。顔の表情は魅力的だ。同時に善良さと甘美さと知的さを持っている」と絶賛していた。
もっとも1839年4月にヴィクトリアはメルバーン子爵に対して「私は当面いかなる結婚もしたくない」と語っている。アルバートのことは嫌いではなかったが、周囲が勝手にアルバートとのお見合いを進めているのが気に入らなかったという。だが結局周囲に流される形で同年10月10日にウィンザーを訪れたアルバートを引見することになった。この頃アルバートは身長こそ167センチと低めだが、顔は一層美男になっており、また高い教養をもっていた。ヴィクトリアはすっかり彼に一目ぼれした。引見の翌日に彼女はメルバーン子爵に対して「結婚に対する意見を変えた」と述べ、さらに翌々日には「アルバートと結婚する意志を固めた」と述べた。
後日再びアルバートを召し、君主である彼女の方からプロポーズを行なった。「貴方が私の（結婚の）望みを叶えてくれたらどんなに幸せでしょう」と言ってプロポーズしたという。
ヴィクトリアとアルバートは1840年2月10日にセント・ジェームズ宮殿で結婚式を挙行した。その翌日のレオポルド1世への手紙でヴィクトリアは「世界で私ほど幸せな人間はいないと思います。彼は天使のようです。昨日の披露宴は楽しくて熱気にあふれていました。ロンドン市内では群衆が果てしなく沿道に続いていました」と書いている。

ヴィクトリアのハードスケジュールのため、新婚旅行はウィンザーまでのわずか42kmで済まされた。アルバートがそれについて不満を述べるとヴィクトリアは「貴方は私が君主であることをお忘れなのね。今は議会の会期中であり、私が行わねばならない執務も山のようにあります。ほんの2、3日であっても私がロンドンを離れることは許されないのです」と反論したという。

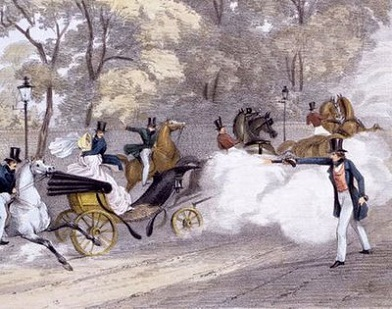
1840年のヴィクトリアとアルバートの乗った馬車への狙撃事件。

1840年6月、ヴィクトリアとアルバートが馬車でコンスティテューション・ヒルを通過中、見物人の一人が女王に向けて発砲する事件が発生した。一発目は外れ、続けて二発目が撃たれる直前にアルバートはヴィクトリアを馬車のなかに引き倒して彼女を守った。アルバートの行動は新聞に称賛され、ヴィクトリアとアルバートが行くところ国民の万歳の声があがるようになった。
しかし、貴族社会や社交界からはアルバートは「外国人」として疎まれていた。ヴィクトリアも結婚初期にはアルバートが政治の場に出てくることを望まず、公文書を見ることを許可しなかった。アルバートに宛てた手紙の中でヴィクトリアは彼に何の爵位も与えない理由として「イングランドの民は外国人がこの国の政治に参画することを嫌います。すでにいくつかの新聞は貴方が政治介入することに反対しています。私自身は貴方にそんな考えは微塵もないと確信していますが、貴方が爵位を得れば国民は声をそろえて連呼するでしょう。貴方が政治的役割を果たそうとしていると」と書いている。だが、1840年11月に生まれた長女ヴィクトリア、1841年11月に生まれた長男アルバート・エドワードを筆頭に1840年代にヴィクトリアが出産を繰り返したため、アルバートが補佐役を務める必要性が増した。
1842年頃からヴィクトリアは公文書作成にあたってアルバートの助力を得るようになり、また大臣引見の際にもアルバートを同席させるようになった。これ以降イギリスはヴィクトリアとアルバートの共同統治に近い状態と化した。アルバートはメルバーン子爵やホイッグ党に肩入れするヴィクトリアに対して「君主は党派争いを超越した存在にならなければならない」と諌め、王権の中立化に努めた。
アルバートは宮中での自身の影響力の増大にも努めた。1842年にはヴィクトリアの幼い頃からの側近であるレーツェンを宮廷から去らせた。さらに1844年にはピール首相の反対を押し切って二大政党の綱引きで雁字搦めになっていた王室管理機構の改革にあたり、宮内長官、家政長官、主馬頭の分掌体制を王室家政長官の下に一元化した。
- 1840年2月10日のヴィクトリアとアルバートの結婚式を描いたジョージ・ハイターの絵画
- ウィンザー城のアルバート公子とヴィクトリア女王、夫妻の長女ヴィッキーを描いたエドウィン・ランドシーアの絵画
- 1851年5月、ヴィクトリアとアルバートと三男アーサーに贈り物を捧げるウェリントン公爵を描いたフランツ・ヴィンターハルターの絵画。『東方三博士の礼拝』を模している。

#### ピールの改革支援
1841年6月4日、ピール率いる保守党はメルバーン子爵内閣に内閣不信任案を突きつけた。メルバーン子爵の上奏を受けてヴィクトリアは庶民院を解散した。解散総選挙の結果、保守党がホイッグ党に80議席以上の大差をつけて勝利した。
メルバーン子爵も今度こそ辞職せざるを得なくなった。ヴィクトリアはこの時点でもピールを首相にすることを渋っていたが、アルバートが彼女を説得した結果、同年8月30日にピールに大命を下した。
ヴィクトリアは過去の経緯やそのそわそわした態度からピールを嫌っていた。ピールの方も宮殿に居心地の悪さを感じて長時間宮殿に滞在しようとはせず、ヴィクトリアと疎遠になった。しかし、アルバートは宮廷策謀より首相の職務に全力を挙げているとしてピールの態度を高く評価した。首相ピールはアルバートの支持のもと関税の大幅減税、所得税導入などの改革を推進した。やがてヴィクトリアもアルバートとともにピールに全幅の信頼を寄せるようになった。保守党内部にはピールの改革に反発もあったが、アルバートとヴィクトリアがピールを支持したことにより、ピールは長らく抵抗勢力を押し込むことができた。
ピール首相がミッドランド地方の紡績工場主だった関係でヴィクトリアは外国との過当競争や需要低下に苦しむ織物産業に関心を持つようになり、イングランド織物の宣伝のために1842年5月12日に14世紀の絹織工業をテーマにした「プランタジネット舞踏会」を開催した。アルバートはエドワード3世、ヴィクトリアはフィリッパ王妃の仮装をした。しかし、この舞踏会はエドワード3世を侵略者として憎むフランス人の反発を買って英仏関係をギクシャクさせたばかりか、イギリスのマスコミからも失業者が飢えている時に何をやっているのか、という強い批判に晒された。
- 1842年5月12日のプランタジネット舞踏会におけるヴィクトリアとアルバートを描いたエドウィン・ランドシーアの絵画
- 首相サー・ロバート・ピール。

#### ジャガイモ飢饉と保守党の分裂

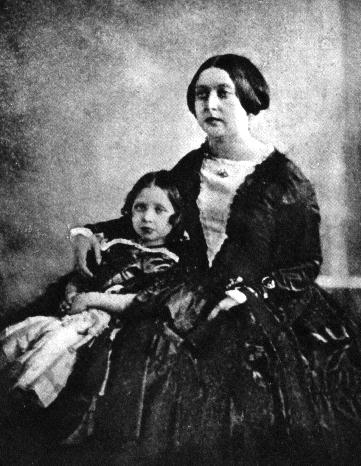
1844年か1845年に撮影。ヴィクトリア女王の最古の写真

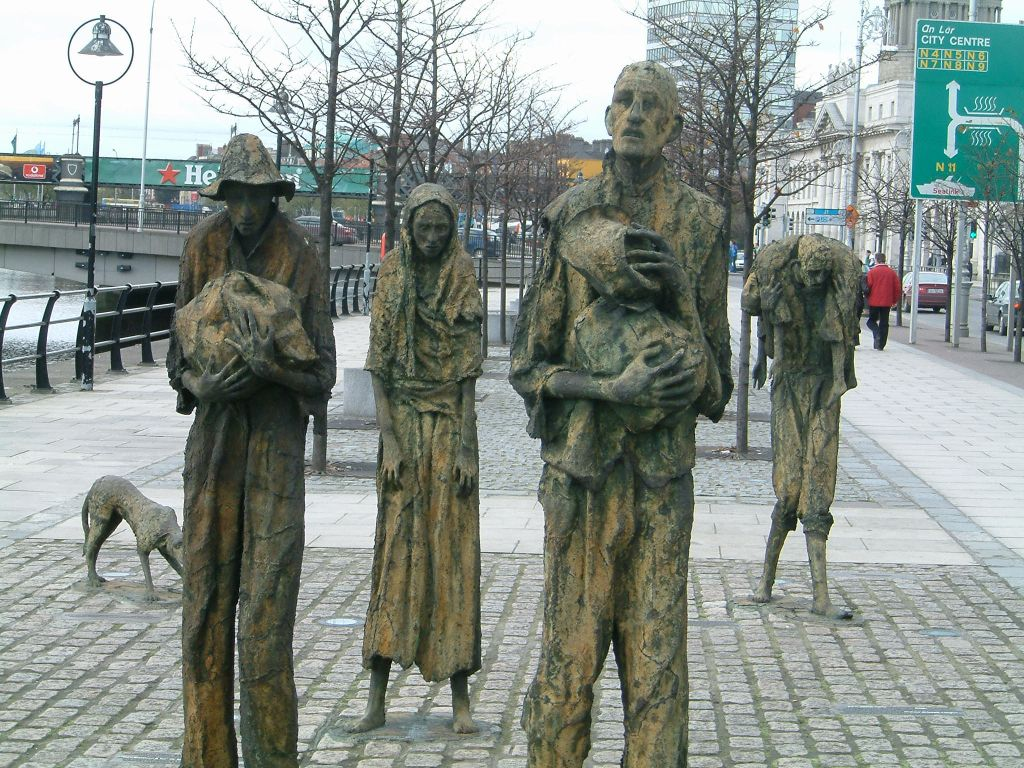
ダブリン市にあるジャガイモ飢饉追悼記念像。

1845年夏にアイルランドでジャガイモ飢饉が発生した。これによりアイルランドでは100万人が餓死もしくは栄養失調で病死した。さらに100万人が新天地アメリカやカナダへ移民することを余儀なくされた（アメリカ大統領ジョン・F・ケネディの曾祖父もその一人）。1841年時に800万人だったアイルランド人口が1851年には650万人に減るという惨状だった。
ヴィクトリアはライオネル・ド・ロスチャイルドが主宰する「アイルランドとスコットランドの貧民のための英国救貧協会」に2000ポンドの寄付をしている。これは同協会に寄せられた寄付金額の第一位であり、第二位のロスチャイルドとデヴォンシャー公爵の寄付金額1000ポンドを大きく引き離す額だった。
ジャガイモ飢饉の深刻さを受け止めたピール首相はアイルランド人が安い価格の輸入穀物を購入できるよう、保護貿易主義の穀物法を廃止する決意をした。ヴィクトリア夫妻も貧しい民衆もそれを支持した。しかし、地主貴族など保守党内の抵抗勢力が穀物の自由貿易に強く反発したため、ピールは穀物法廃止法案と刺し違える形で1846年6月に辞職を余儀なくされた。
この騒ぎで保守党はピールを筆頭とする自由貿易派とダービー伯爵を筆頭とする保護貿易派に分裂しピール派がホイッグ党と連携したことでホイッグ党が議会の多数派になり、ホイッグ党首であるジョン・ラッセル卿に大命降下した。ヴィクトリアはラッセル卿の内閣で外相になったパーマストン子爵が親仏外交でアイルランド貧困問題を無視するようになるのではと心配していた。

#### チャーティズム運動

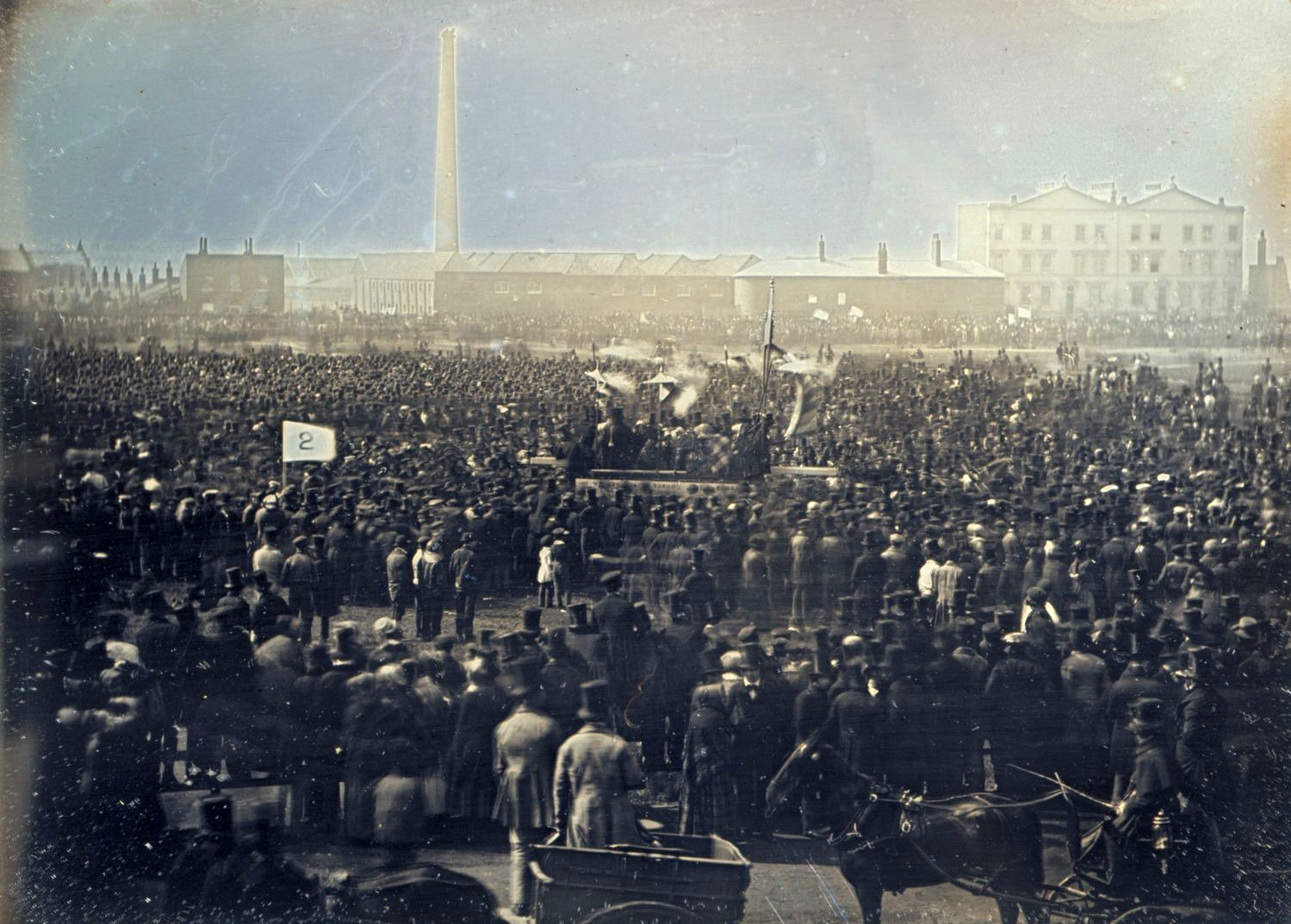
1848年ケンジントン・パークで開催されたチャーティストの集会

ヴィクトリア女王夫妻、メルバーン子爵、ピールらによる自由主義的な改革は裕福なブルジョワには歓迎されたが、貧しい労働者階級には期待はずれであり、社会改革を求めるチャーティズム運動が高まった。
1848年には大陸で1848年革命が発生し、イギリスでもチャーティズム運動が勢いを増した。「共和制万歳」を叫ぶ者たちがバッキンガム宮殿の外のランプを破壊する騒ぎがあり、ヴィクトリアは恐怖のあまり泣き出してしまったという。身の危険を感じたヴィクトリアら王族はワイト島のオズボーン・ハウスへ一時的に避難した。
しかし、比較的自由主義的な政府があり、不十分とはいえ一定の改革を行なったイギリスでは絶対主義的な君主国家ばかりの大陸ほど革命は燃え広がらず、やがてチャーティズム運動も下火になっていった。ヴィクトリアは「労働者たちはプロの扇動家、犯罪者、クズどもに扇動されただけで王室への従順さを失っていなかった」と述べて胸をなでおろした。

#### ロンドン万博
1851年の第1回ロンドン万国博覧会の準備はアルバートが取り仕切った。ロンドン万博の会場としてハイド・パークにデヴォンシャー公爵所有の豪邸チャッツワース・ハウスの温室をモデルにデザインされた30万枚のガラスで覆われた巨大な水晶宮（クリスタル・パレス)）が建設された。
開会宣言はヴィクトリアが行なった。女王暗殺を警戒して開会宣言を内輪で行うべきとの意見もあったが、最終的にはヴィクトリア自身が公開して行うと決めた。世界30カ国以上が参加し、水晶宮には世界各地から集められた10万点の展示物が飾られた。ヴィクトリアは万博開催中の数か月間、気分が高揚してロンドン万博以外のことはほとんど頭になくなっていた。万博のすべてを見学しようと1週間に数回という頻度で水晶宮を訪れている。
ロンドン万博は140日の期間中にのべ600万人（リピーターや外国人も含む）も訪れたという。これは当時のイギリス人の人口の3分の1に相当する。収益も相当な額に上り、その収益と議会の創設した基金とでケンジントン地区再開発を行い、エクサビション・ロードやクロムウェル・ロード、クイーンズ・ゲートなどの道路が整備された（道路の名前は全てアルバートが命名した）。さらに1850年代にも万博実行委員会所有の土地を使ってロイヤル・アルバート・ホール、ヴィクトリア&アルバート博物館、ロンドン自然史博物館、サイエンス・ミュージアムなどを続々と創設した。
ヴィクトリアは1851年7月18日付けの日記に「我が愛する夫と我が国の功績に対して寄せられた平和の祈りと親善が大勝利を収めた」と書いている。
- ロンドン万国博覧会が開催された水晶宮外観。
- 水晶宮内部を描いた絵画
- 水晶宮で万国博覧会の開催宣言を行うヴィクトリア。

#### 政党政治の混迷の後二大政党が確立
| ヴィクトリア朝のイギリス首相一覧                           |                |
| 首相 (政党)                                                | 就任日         |
| メルバーン子爵 (ホイッグ)                                  | 1835年4月18日  |
| サー・ロバート・ピール (保守党)                            | 1841年8月30日  |
| ジョン・ラッセル卿 (ホイッグ)                              | 1846年7月6日   |
| ダービー伯爵 (保守党)                                      | 1852年2月23日  |
| アバディーン伯爵 (ピール派)                                | 1852年12月28日 |
| パーマストン子爵 (自由党)                                  | 1855年2月8日   |
| ダービー伯爵 (保守党)                                      | 1858年2月25日  |
| パーマストン子爵 (自由党)                                  | 1859年6月12日  |
| ラッセル伯爵ジョン・ラッセル卿 (自由党)                    | 1865年10月30日 |
| ダービー伯爵 (保守党)                                      | 1866年7月6日   |
| ベンジャミン・ディズレーリ (保守党)                        | 1868年2月27日  |
| ウィリアム・グラッドストン (自由党)                        | 1868年12月9日  |
| ビーコンズフィールド卿 ベンジャミン・ディズレーリ (保守党) | 1874年2月20日  |
| ウィリアム・グラッドストン (自由党)                        | 1880年4月28日  |
| ソールズベリー侯爵 (保守党)                                | 1885年6月24日  |
| ウィリアム・グラッドストン (自由党)                        | 1886年2月3日   |
| ソールズベリー侯爵 (保守党)                                | 1886年7月25日  |
| ウィリアム・グラッドストン (自由党)                        | 1892年8月16日  |
| ローズベリー伯爵 (自由党)                                  | 1894年3月6日   |
| ソールズベリー侯爵 (保守党)                                | 1895年6月28日  |
| 詳細は「en:List of prime ministers of Queen Victoria」参照 |                |

ジョン・ラッセルは1851年2月に労働者階級に選挙権を拡大する更なる選挙法改正法案を議会に提出したが、庶民院の反対で退けられた。この件でラッセルはヴィクトリアに辞表を提出した。ヴィクトリアは自由党に次ぐ勢力である保守党保護貿易派の指導者ダービー伯爵に首相の大命降下をくだしたが、保守党の議席は過半数に程遠く、また実務経験のある政治家が党分裂でほとんどピール派に移っていたこともあってダービー伯爵はこれを拝辞し、自由党とピール派に政権を担当させるようヴィクトリアに具申した。ヴィクトリアはその通りにしようとしたが、この二勢力には自由貿易しか共通点がなく、カトリック規制など他の問題で様々な対立を抱えていたため、連立政権を作れなかった。ヴィクトリアはランズダウン侯爵やウェリントン公爵など元老たちにどう対処すべきか諮問し、結果ラッセルを首相に戻すこととした。迷走ぶりを露わにした政党政治の力は減退し、王権の担い手たるアルバート公子の存在感は一層増していった。
1852年2月にヴィクトリアは伯父であるベルギー国王レオポルド1世に宛てて「アルバートは日増しに政治が好きになっていますが、彼の洞察力や勇気はそうした仕事には非常に向いています。一方私は日増しに仕事が嫌になっています。私たち女性は「統治」するようには創られていません。善良な女性であるなら、そのような仕事は好きにはなれないのです。」と書いている。
1851年12月にジョン・ラッセル卿内閣外相パーマストン子爵が独断でフランス大統領ルイ・ナポレオンのクーデタを支持した廉で辞任に追いやられて以降、ホイッグ党はラッセル卿派とパーマストン子爵派という二つの派閥が形成されて内部対立するようになった。
このホイッグ党の内部対立に付け入る形で保守党党首ダービー伯爵が政権奪還することもしばしばあったが、ピール派が離脱した保守党は復古主義的農本主義団体と化していたため、国民から背を向けられ、総選挙で多数派が取れなかった。穀物の自由貿易はイギリス農業を衰退させるどころか大きな繁栄をもたらしていたためである。保守党は徐々に保護貿易主義をフェードアウトさせていったが、多数派を得るのは1874年の解散総選挙まで待たねばならなかった。
1850年代を通じて政党政治の混迷は続き、5回も政権交代があった（1852年2月に保守党のダービー伯爵、1852年12月にピール派のアバディーン伯爵、1855年2月のホイッグ党のパーマストン子爵、1858年2月のダービー伯爵再任、1859年6月にパーマストン子爵再任）。
1859年6月にホイッグ党、ピール派、急進派の三派が合同して自由党を結成したことで二大政党制への道が開かれ、政党政治が安定化するようになった。自由党は早速議会に内閣不信任案を可決させ、不安定な少数与党政権の第三次ダービー伯爵内閣（保守党政権）を辞職させ、パーマストン子爵を首相とする自由党長期政権を樹立した。こうして1860年代以降には1850年代のようにヴィクトリアが長老政治家に諮問して首相を選定するようなことも減っていった。

#### アルバートの薨去

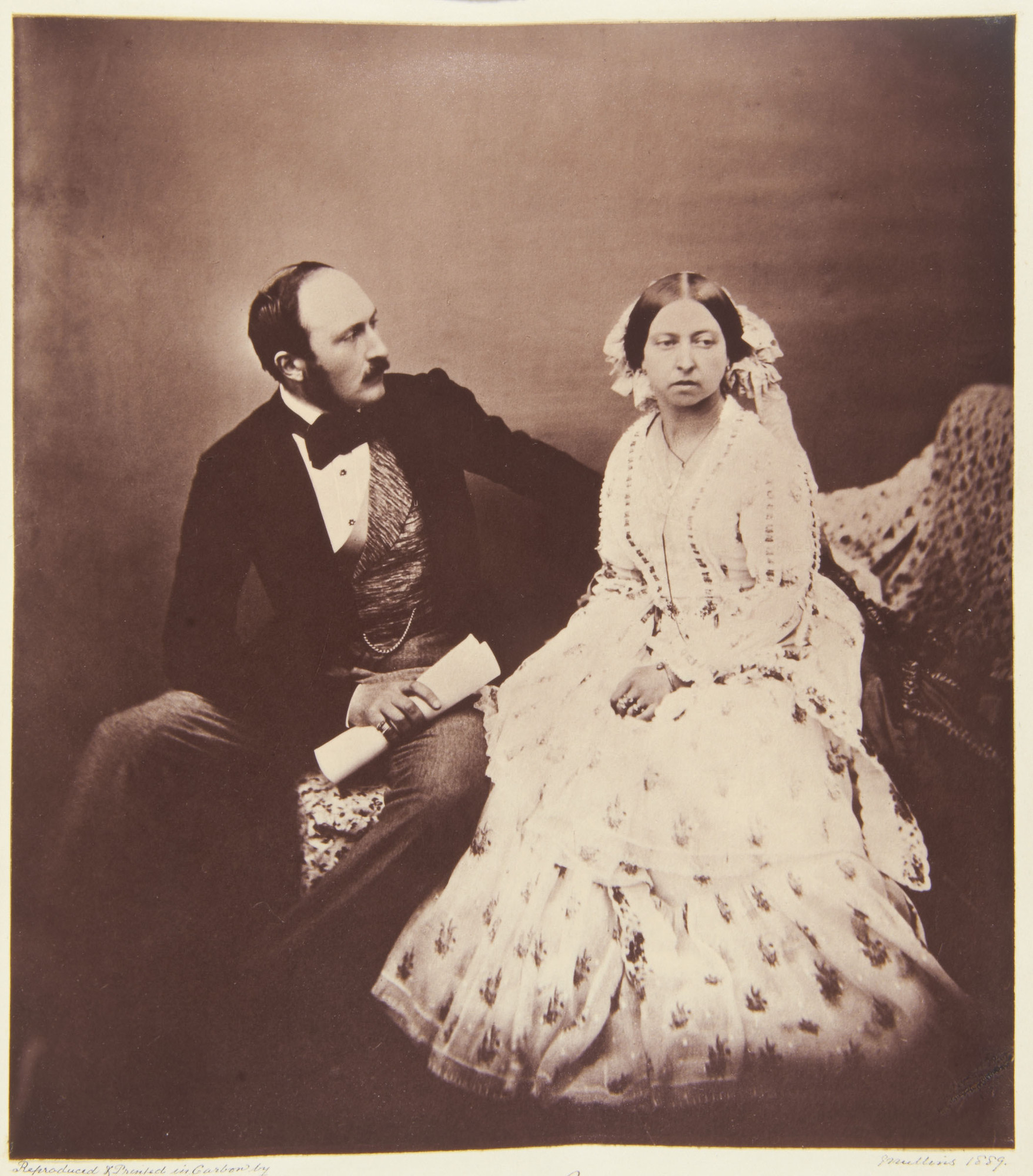
1854年のアルバートとヴィクトリア

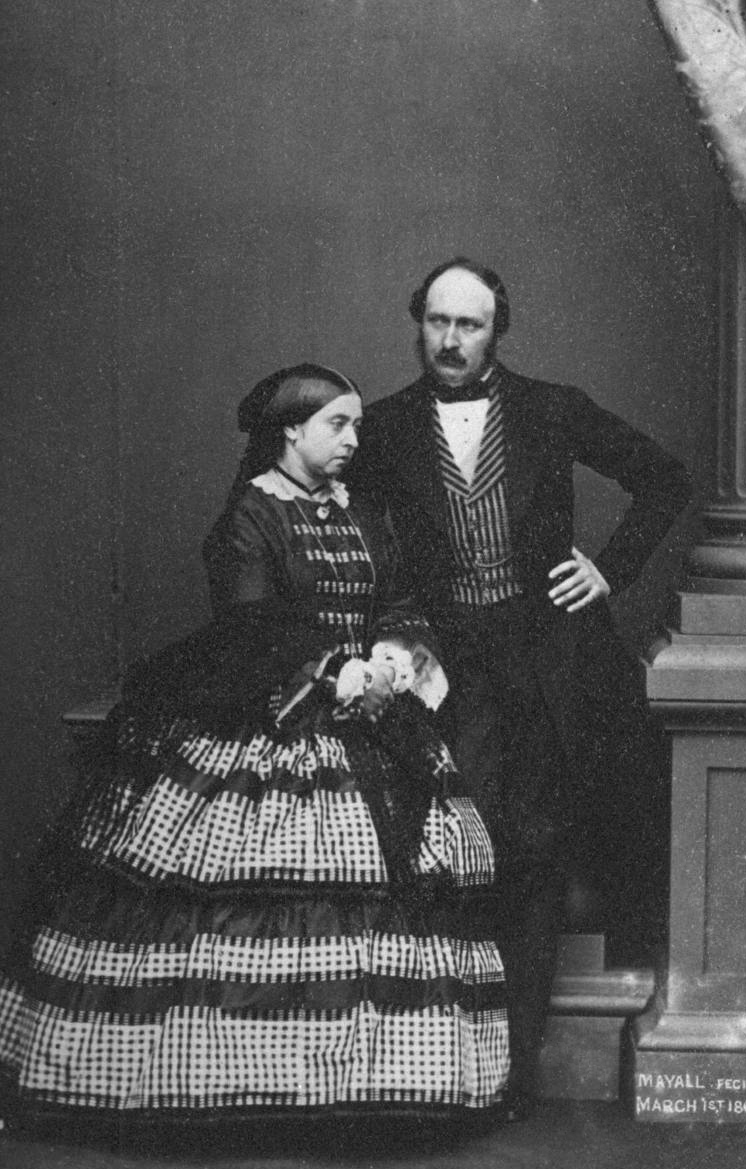
1861年のアルバートとヴィクトリア

アルバートは1857年に議会から王配殿下(Prince Consort)の称号を受けていたが、1850年代後半から徐々に健康を害するようになっていた。若い頃には美男だった外見もいつしか髪が薄くなり、引き締まっていた身体もすっかり肥満していた。
ヴィクトリアによると夫妻が溺愛していた自慢の長女ヴィッキーが1858年にプロイセン王子フリードリヒに嫁いでからアルバートの元気がなくなったという。夫妻が愚鈍と評価していた王太子バーティの不良行為や問題行動にもアルバートは随分頭を悩まされ、胃痛がひどくなり、リューマチも患うようになった。
1861年11月22日にアルバートはヴィクトリアが止めるのも聞かず、豪雨の中サンドハースト王立陸軍士官学校の新校舎竣工式に出席し、続けてケンブリッジ大学で校則破りを繰り返す王太子に説教するためにケンブリッジを訪問し、体調を悪化させた。12月に入ると食事もほとんど取れないほどに衰弱した。そうした中でもアルバートは最期の力を振り絞ってトレント号事件をめぐってのパーマストン子爵の対米強硬姿勢を穏健化させて英米戦争を回避することに尽力した。
侍従医は特に気になる症状はないとしており、ヴィクトリアは侍従医を全面的に信頼していたので、首相パーマストン子爵が他の医者に見せることを提案しても拒否した。だがアルバートの病状は悪化する一方で12月11日にはヴィクトリアも他の医師に診せることを承諾した。召集されたワトソン医師はすでに手遅れの腸チフスと診断した。
12月13日午後遅く、アルバートは危篤状態に陥り、ヴィクトリア女王はじめ家族が集められた。その日の晩ヴィクトリアはヒステリック状態に陥り、落涙と祈祷を繰り返していた。ヴィクトリアがアルバートの枕元に近づくと彼女の存在に気付いたアルバートは彼女にキスをして手を握り、弱弱しい声ながら「gutes Fräuchen（私の可愛い小さな奥さん）」と声をかけたという。翌14日朝にはアルバートは回復に向かっているように見えたが、正午までにはほとんど動けなくなった。アルバートの息が荒くなるとヴィクトリアは彼に駆け寄り、「Es ist Fräuchen（貴方の小さな奥さんですよ）」と囁き、彼とキスをしたという。
ヴィクトリア女王ら家族が見守る中、アルバートは42歳にして薨去した。ヴィクトリアは冷たくなった夫の手をしばらく握り続けていたが、やがて部屋を飛び出して泣き崩れたという。
ヴィクトリアは叔父ベルギー王レオポルドに宛てて「生後8カ月で父を亡くした赤ん坊は、42歳で打ちひしがれた未亡人となってしまいました。私の幸せな人生は終わりました。私がまだ生きなければならないとしたら、それは父を失った哀れな子らのため、彼を喪うことで全てを失った我が国のため、また私だけが知る彼の希望を実現するためです。彼は私の傍らにいつもいてくれるのです。」と書いている。

#### 服喪時代

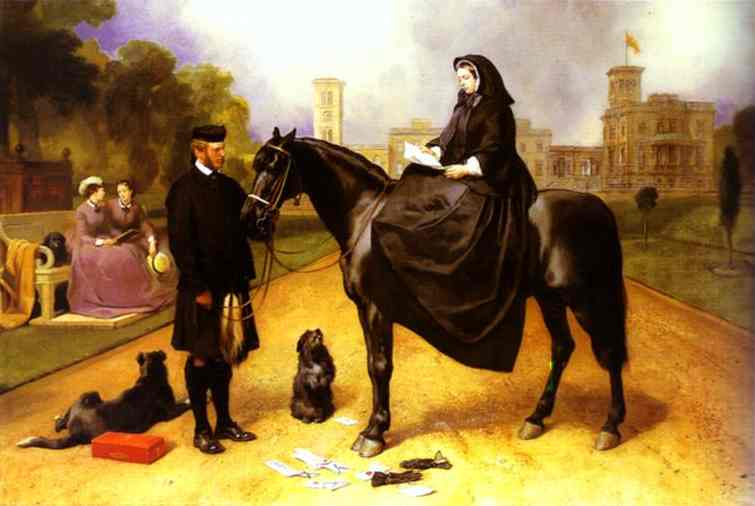
1865年オズボーン・ハウスでのヴィクトリア女王と馬係ジョン・ブラウンを描いたエドウィン・ランドシーアの絵画。

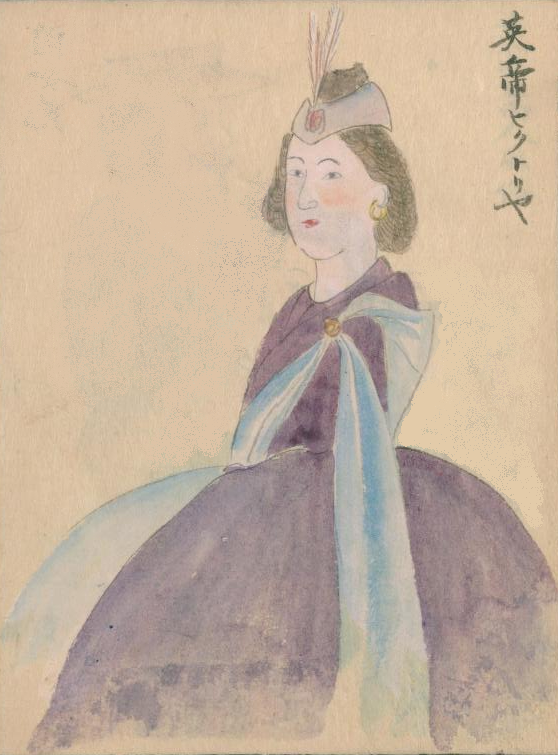
ヴィクトリア女王 開市開港延期交渉使節漢方医高嶋祐啓画。使節一行は第2回ロンドン万博にも出席した

ヴィクトリアの悲しみは深く、その後彼女は10年以上にわたって隠遁生活をはじめた。日々をワイト島のオズボーン・ハウスやスコットランドのバルモラル城などで過ごしてロンドンには滅多に近寄らなくなった。国の儀式にも出席せず、社交界に顔を出すこともなくなった。たまに人に姿を見せる時には常に喪服姿であった。自分だけではなく侍従や女官、奉公人に至るまで宮殿で働く者全員に喪服の着用を命じていた。ヴィクトリアによればアルバートを失った直後の3年間は死を希望する心境にさえなっていたという。
政治家たちにとってはヴィクトリアがこれまで散々行ってきた政治への介入を止めさせる絶好のチャンスであり、「喪」に服したいという彼女の意思を支持した。だがヴィクトリアは「喪」に服することに全力をあげるために政権交代を阻止しようとするようになった。アルバート崩御直後の頃、パーマストン子爵の政権運営が危なくなっていた時期だったが、ヴィクトリアは野党党首ダービー伯爵に対して「今の自分は政権交代などという心労に耐えられる状態ではない。もし貴下が政権打倒を目指しているのならば、それは私の命を奪うか、精神を狂わせる行為である。」という脅迫的な手紙を送っている。これを見たダービー伯爵は思わず「女王陛下がそんなに奴らをお気に入りだったとは驚いたな」と述べたという。
1862年に再びロンドン万博が開催されたが、彼女はアルバートのことを思いだして居た堪れなくなるとして欠席した。
国民ははじめヴィクトリアに同情する人が多かったが、やがていつまでも公務に出席しない彼女を批判する論調が増えていった。特にヴィクトリアが二女アリスの結婚式をまるで葬式のようにやらせたのを機に女王批判が強まっていった。保守的な『タイムズ』紙さえも「女王の喪はいつになったら開けるのか」「女王には公人としての義務があり、それを無視するのであれば君主制は失われるだろう」という忠告の論調を載せている。女王のあまりの引きこもりぶりに「女王がいなくても国は問題なくやっていけている。王室を養う税金は無駄」などとして共和主義者が台頭し始める始末となった。
女王が君主としての公務を行えないなら王太子バーティが代行するのが普通であるが、ヴィクトリアはそれも許さなかった。この「出来そこない」の息子のせいでアルバートが過労になったと考えていたヴィクトリアはバーティには重要なことは何も任せないつもりでいた。
引きこもってばかりいると身体に悪いという侍医の薦めでヴィクトリアは乗馬や馬車で出かけるようになり、その関係でバルモラル城でのアルバートの馬係であったスコットランド人ジョン・ブラウンと関わる機会が増え、彼を寵愛するようになった。ブラウンは事実上ヴィクトリアの秘書、ボディーガードとなっていき、王族や首相といえどもブラウンを介さなければヴィクトリアに謁見できなくなった。この女王とブラウンとの関係をマスコミが面白半分に取り上げ、二人が秘密結婚したなどという噂が流れるに至り、ヴィクトリアは「ミセス・ブラウン」などと呼ばれるようになった。1872年、バッキンガム宮殿でヴィクトリアに17歳のアイルランド人が拳銃を向け、ブラウンに取り押さえられる事件が発生する。拳銃に弾が入っていなかったため、犯人の刑は懲役1年だった。二人の間にセックスの関係があったのかについては歴史家の間で意見が分かれており定かではない。ヴィクトリアとブラウンの親密な関係は1883年のブラウンの死まで続いたが、その頃にはすっかり肥満した老婆になっていたヴィクトリアはあまりゴシップのネタにならず、ブラウンも勤勉な世話係として評価されるようになっていた。ブラウンが亡くなった際にはヴィクトリアはアルバート崩御の時並みに取り乱したという。そしてブラウンの部屋を死去までの18年にわたってそのままの状態で保存させ、毎日摘みたてのバラを彼の枕に添えさせた。
ただこの服喪時代にもヴィクトリアは外交には強い興味を持ち、パーマストン子爵の内閣がイタリア統一、アメリカ南北戦争、ポーランド1月蜂起、シュレースヴィヒ＝ホルシュタイン問題など他の欧米諸国の問題に介入を企む姿勢を見せるとヴィクトリアは不介入を政府に指示してブレーキをかけた。また逆にダービー伯爵の孤立主義・不介入主義に対してはルクセンブルク問題のようにヨーロッパの平和が脅かされる恐れがある問題については積極的に介入するべきであると発破をかける役割を担った。
また夫を弔う事には勤勉であり、アルバートの銅像や霊廟の建設、弔慰アルバム作成などに熱心だった。1868年にはスコットランドでの夫アルバートとの思い出を綴った『ハイランド日誌』を出版した。こうした真摯な追悼の姿は共和主義を台頭させながらも王室への親近感も与えていた。共和主義者のジョン・ブライトも「女王であろうと労働者の妻であろうと愛する者を失った悲劇への同情は広くあるべき」としてヴィクトリア女王への同情を表明していた。
最終的にヴィクトリアを引きこもり生活から立ち直らせたのはベンジャミン・ディズレーリであった。

#### ディズレーリへの寵愛

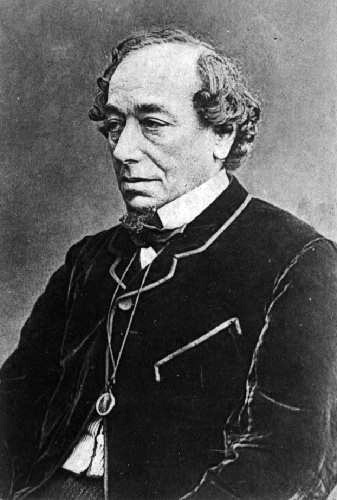
ベンジャミン・ディズレーリ。1876年以降ビーコンズフィールド伯爵。

1868年2月、保守党の首相ダービー伯爵が病気で退任し、大蔵大臣・庶民院院内総務ベンジャミン・ディズレーリが後任の首相となった。ディズレーリはユダヤ人として生まれたが、幼い頃、父の判断で将来のためにイングランド国教会に改宗した。小説家として活躍し、1837年の総選挙で初当選して政界入りした。ロバート・ピール首相の穀物法廃止への反対運動を主導したことで保護貿易主義の旗手として名をあげ、ピール派が保守党を離党した後に保守党の指導的地位に上り詰めた人物である。
アルバートとヴィクトリアは自由貿易主義者であり、ピールを尊敬していたので、その彼を攻撃したディズレーリのことはもともと憎んでいた。しかしヴィクトリアは第一次ダービー伯爵内閣の時に大蔵大臣として入閣したディズレーリが送ってくる報告書の小説的な面白さで彼に注目するようになり、彼の印象についても「青白い顔、黒い目とまつ毛、黒い巻き毛の髪という典型的なユダヤ人風の容貌であり、その表情は不快感を覚える。しかし話してみるとそうでもなかった。」と書くようになった。ヴィクトリアがディズレーリに本格的に好感を抱くようになったのはアルバート崩御の際にディズレーリがアルバートの人格を称え、アルバート記念碑の創設に尽力したことだった。ヴィクトリアによれば「アルバートの死去後、多く者が私を憐れんでくれたが、私の悲しみを本当の意味で理解してくれた者はディズレーリだけだった。」という。
ディズレーリの政策面にも共感することが増えた。国民の暴動を阻止するため労働者上層への選挙権拡大が不可避の情勢になった第三次ダービー伯爵内閣期、ヴィクトリアは自由党政権のもとで急進的な選挙法改正を嫌がり、保守党政権による選挙法改正を希望したが、その意を汲んで自由党と交渉の末に第二次選挙法改正を達成したのがディズレーリであった。ヴィクトリアはヴィッキー宛ての手紙の中で「彼は驚くべき方法で改正法案を通過させました。彼について今の私には称賛以外の言葉は何もありません。」と絶賛している。またウィリアム・グラッドストンが目指すアイルランド国教会廃止に反対する姿勢にも好感をもっていた。
第一次ディズレーリ内閣は少数与党なのですぐに議会で敗北したが、世論が保守党有利に転じる時期を見計らうため、解散総選挙の先延ばしを図っていた。そのためにヴィクトリアを公務に復帰させ、彼女の大御心によって政権を存続させようとした。彼はヴィクトリア本人に「政治が重大な時局にある時は国民も君主に備わる"威厳"を再認識すべきであります。同時に政府もそのような時局における内閣の存立は女王陛下の大御心次第だという事を了解するのが賢明というものです。」という立憲政治否定に近い上奏を行っている。ヴィクトリアもまんざらではなく、ディズレーリを助けるために徐々に公務に復帰するようになった。1868年春頃からヴィクトリアは自らが摘んだ花束をディズレーリへ送り、ディズレーリはお礼に自分の小説をヴィクトリアへ送るという関係になった。しかし二人の蜜月には反発も多く、保守党内の反ディズレーリ派の貴族院議員ソールズベリー侯は「玉座に君臨しているのは女性であり、ユダヤ人の野心家は彼女を幻惑する術を心得ている」と危機感を露わにしている。
結局1868年11月の総選挙において保守党は惨敗した。これを受けてディズレーリは辞職し、自由党のウィリアム・グラッドストンが後任の首相となった。これは総選挙の敗北を直接の原因として首相が辞任した最初の事例であり、以降イギリス政治において慣例化する。これ以前は総選挙で敗北しても議会内で内閣不信任決議がなされるか、あるいは内閣信任決議相当の法案が否決されるかしない限り、首相が辞職することはなかった。これが慣例化したことは君主が首相選定に果たす役割の減少を意味し、立憲君主制の進展をもたらした。

この後しばらくディズレーリは野党党首に甘んじたが、ヴィクトリアとディズレーリの親密な関係は続いた。

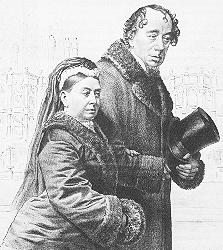
ヴィクトリア女王とディズレーリ首相を描いた絵。

1874年2月の総選挙での保守党の勝利を受けてグラッドストンは辞職した。ヴィクトリアはディズレーリに再度組閣の大命を与えた。このディズレーリの第二次内閣においてヴィクトリアは彼への寵愛を深め、不偏不党を崩してディズレーリびいき、保守党びいきになった。その寵愛ぶりはかつてのメルバーン子爵をも超えるものがあった。1878年のヴィッキー宛ての手紙の中では「彼は広い心の持ち主です。これはビーコンズフィールド卿（ディズレーリ）にあって、グラッドストン氏には完全に欠落している資質です。彼は騎士道精神に満ちあふれ、仕える国と主権（女王）に対して広大な視野を持っています」とディズレーリを絶賛している。ヴィクトリアは第二次ディズレーリ内閣の帝国主義政策を全面的にバックアップし、1876年5月にはインド女帝に即位し、以降ヴィクトリアは「Victoria R&I」と署名するようになった。
しかし1880年4月の総選挙に保守党が敗れたため、ディズレーリは辞職を余儀なくされた。この選挙の報を聞いた時ヴィクトリアはバーデン大公国にいたが、絶望して「私の人生はもはや倦怠と苦しみしかありません。今度の選挙は国全体にとって不幸なことになるでしょう」と語った。ディズレーリは病を患っており、もはや首相職に復帰する日は来ないと覚悟していたが、ヴィクトリアは出来るだけ早くディズレーリが首相に返り咲く日を期待していた。ヴィクトリアはディズレーリに「これが永遠の別れになるなどと思ってはいけませんよ。私は必ず近況を貴方に知らせますから貴方もそうすると約束してください」という手紙を送っている。ディズレーリは女王と文通を続け、ウィンザー城にもしばしば通ったが、1881年4月には死去した。
ディズレーリの訃報に接したヴィクトリア女王は悲しみのあまり、しばらく口をきけなかったという。当時女王が臣民の葬儀に出席することを禁じる慣例があったので、葬儀への出席は見合わせたが、代わりにディズレーリが好きだった花プリムラを「彼の好きだった花をオズボーンから、女王からの親愛の供花」というメッセージとともに葬儀に送った。
葬儀後、ディズレーリの墓参りを希望し、ディズレーリの自邸と埋葬された教会があるヒューエンデンへ赴いた。女王は、ディズレーリがヒューエンデンにいた時、最後に歩いた道を歩いてから教会へ向かった。女王は掘り返されたディズレーリの棺の上に陶器の花輪を供えた後、教会内に「君主であり友人であるヴィクトリアR&Iから、感謝と親愛をこめて」と刻んだ大理石の記念碑を置かせた。
彼女はディズレーリの遺言執行人に「ディズレーリほど厚い忠誠心で私に仕えてくれた大臣、また私に誠意を尽くしてくれた友人はいません。その情愛ある配慮と賢明な助言は野党の時でも変わる事はありませんでした。私はこれまで大事な友人を大勢亡くしましたが、今回ほど辛いことはありませんでしたし、今後もないでしょう。大英帝国にとって、そして世界にとって掛け替えのない損失です。」という手紙を書いている。

#### グラッドストンとの対立

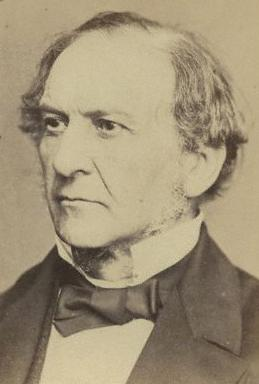
1866年のウィリアム・グラッドストン

1868年11月の総選挙に自由党が勝利し、第一次グラッドストン内閣が成立した。ウィリアム・グラッドストンはもともと保守党の議員だったが、1846年の穀物法廃止をめぐる保守党分裂の際に自由貿易を奉じるピール派に属して1859年に自由党に合流、1867年にラッセル伯爵の引退で代わって自由党党首となった人物である。敬虔なイングランド国教会の信徒であり、キリスト教の精神を政治に反映させることに使命感を持っていた。1868年はアイルランド独立を目指す秘密結社フェニアンの暴動が問題になった年であり、グラッドストンはアイルランド問題についてアイルランド国教会の廃止、アイルランド土地制度改革、アイルランド人に多いカトリックの信仰を侵されることのない大学の創設という3つの公約を掲げて総選挙を戦い、勝利したのだった。
政権についたグラッドストンは、アイルランド土地法によりアイルランド小作農の権利を保護し、またアイルランド国教会を廃止した。しかし前者は地主貴族、後者はヴィクトリア女王が反発した。1869年初めにグラッドストンはアイルランドにも女王の居城を置いて積極的にアイルランドを訪問するべきと進言したが、ヴィクトリアは拒否した。女王はディズレーリの退任後、再び公務に出席しなくなっていたが、それに対してグラッドストンがたびたび公務復帰を要求してくることも女王には不快だった。女王はグラッドストンからの公務復帰要請は退位をちらつかせてでも拒否した。
1874年の総選挙での自由党の敗北により、グラッドストンは首相職をディズレーリに譲り、1875年に自由党党首職からも退いたが、その後も自由党の実質的な指導者であり続け、ディズレーリ保守党政権批判の急先鋒として「人民のウィリアム」などと呼ばれた。自分のお気に入りの首相を攻撃しまくるグラッドストンへの女王の嫌悪感はいよいよ強まり、ヴィッキーに宛てた手紙の中では「グラッドストン氏は狂人のように進撃しています。私は代議士の中で、これほど愛国心が欠如し、不謹慎な人物を他に知りません。」と怒りを露わにしている。
1880年4月の総選挙にディズレーリ率いる保守党が敗れたため、再びグラッドストンに大命降下せねばならない事態となったが、ヴィクトリアは自由党政権を誕生させるとしてもグラッドストンの首相就任だけは阻止したいと願い、自由党下院指導者ハーティントン侯爵を首相にしようと画策したが、グラッドストンや自由党内からの反発を招き、結局グラッドストンに再度組閣の大命を与えることを余儀なくされた。
グラッドストンには君主は象徴的役割に限定されるべきという持論があり、「女王の忠臣」ディズレーリ時代を機に本格的に政治に介入し始めていたヴィクトリアを再び政治から遠ざけようと図った。彼はアイルランド問題についてヴィクトリアの意見を聞くつもりはなかった。ヴィクトリアは王太子バーティ宛ての手紙の中で「女王に相談すべき大問題なのに女王を完全に無視するこの恐るべき急進的政府には仮面を付けた共和主義者が大勢いる。彼らはアイルランド自治派に頭が上がらない。グラッドストンは計り知れない過ちを犯している。」と怒りを露わにしている。
1884年、地方の炭鉱などの労働者にまで選挙権を広げる第三次選挙法改正法案が議会に提出されたが、地方に基盤を持つ自由党と都市部に基盤を持つ保守党の間で紛糾し、8月にはグラッドストンもヴィクトリアに仲裁を依頼する羽目になった。女王がグラッドストンと保守党党首ソールズベリー侯爵の間を取り持った結果、11月に自由党と保守党の妥協が成立し、第三次選挙法改正法案が可決されて有権者数が更に増加した。これにはグラッドストンも女王の強力な仲裁に深く感謝した。
1885年6月に予算案が否決されたことでグラッドストン内閣が辞職し、保守党のソールズベリー侯爵に大命降下した。ヴィクトリアはグラッドストン辞職を心より喜んだが、11月の総選挙は自由党とアイルランド国民党が勝利した。グラッドストンはソールズベリー侯爵内閣の倒閣のためアイルランド国民党と手を組もうといよいよアイルランド自治を主張し始めた。グラッドストンが再び首相に就任することを恐れるヴィクトリアは自由党内のアイルランド自治反対派をソールズベリー侯爵と連携させようとした。さらにソールズベリー侯爵内閣に「王室のお墨付き」を与えようと1886年の議会開会式に10年ぶりに出席した（これがヴィクトリア最後の議会開会式出席となった）。
しかしこうした女王の工作もむなしく、自由党とアイルランド国民党の共同はなり、ソールズベリー侯爵は議会で敗北して辞職に追い込まれた。ヴィクトリアはアイルランド自治に反対する自由党議員ジョージ・ゴッシェンを召集して後継首相について諮問することでなおもグラッドストンに大命降下するのを阻止しようとしたが、ゴッシェンが参内を拒否したため、1886年2月1日グラッドストンに三度目の組閣の大命を与えることを余儀なくされた。しかしヴィクトリアは組閣後ただちに倒閣に動き、保守党と自由党内のアイルランド自治法反対派が党を割って創設した自由統一党の連携の仲介を取り、その結果6月にアイルランド自治法案は僅差で否決された。続く解散総選挙もグラッドストンの自由党の敗北、保守党の勝利におわり、グラッドストンは辞職した。
しかし1892年7月の総選挙で保守党が敗北した結果、8月にグラッドストンに四度目の組閣の大命を与える羽目となった。グラッドストンはライフワークのアイルランド自治法案をまた提出した。今回は自由党内が一つにまとまっており、またアイルランド国民党が指導者チャールズ・スチュワート・パーネルを失って立場が弱い時期だったため無条件に自由党に協力した結果、庶民院で同法案が可決された。しかしソールズベリー侯爵の尽力で貴族院が圧倒的多数で否決した。ヴィクトリアはソールズベリー侯爵の功績を称えている。グラッドストンももはや高齢であり、ついにアイルランド自治法案を諦め、1894年に引退を決意して辞職を願い出た。ヴィクトリアは二度とグラッドストンの顔を見ずに済むことに大喜びした。彼の最後の伺候にも労いの言葉はまったくかけなかった。
グラッドストンは1898年に死去したが、ヴィクトリアは弔意を出すことを求められても「嫌ですよ。私はあの男が好きではありません。気の毒と思っていないのにどうして気の毒などと言えるでしょうか」と述べて断っている。

#### 在位50周年・60周年記念式典
1887年6月20日にヴィクトリア女王は在位半世紀を迎え、在位50周年記念式典（ゴールデン・ジュビリー）が挙行された。各国の王室・皇室が招かれての祭典となった。ベルギー(レオポルド2世)、デンマーク(クリスチャン9世)、ギリシャ(ゲオルギオス1世)、ザクセン(アルベルト）の四か国は君主が自ら出席し、それ以外の国々も高位の王族・皇族が出席した。日本からは小松宮彰仁親王が出席した。ヴィクトリアは高官や彼女のために集まった世界中の王族・皇族たちを随伴しながら群衆の間を通ってウェストミンスター寺院へ向かい、そこで神に感謝をささげた。バッキンガム宮殿に戻った後ヴィクトリアは「大変疲れましたが、とても満足です」と述べている。
1897年6月の在位60周年記念式典（ダイヤモンド・ジュビリー）はヴィクトリアの希望で各国の王室・皇室を招いた式典ではなく、世界各地の植民地の首相や駐留連隊代表者を集めた「帝国の祭典」として行われることになった。各国代表使節の出席も認められたが、君主の出席は断っている。日本からは有栖川宮威仁親王と伊藤博文が出席した。ロンドン市民の熱狂の中、カナダ・オーストラリア・インド・香港など世界各地に駐留するイギリス軍連隊が行進して大英帝国の威を示した。ヴィクトリアは植民地首相たちにジュビリー・メダルを授与し、また全世界の臣民たちに向けて「愛する臣民たちに感謝する。神の御加護があらんことを。」と演説した。
- 1887年のヴィクトリア女王在位50周年記念式典（英語版）でのウェストミンスター寺院記念礼拝を描いたウィリアム・エワート・ロックハート（英語版）の絵画。
- 1897年、在位60年を迎えたヴィクトリア女王。

#### 消極的な晩年

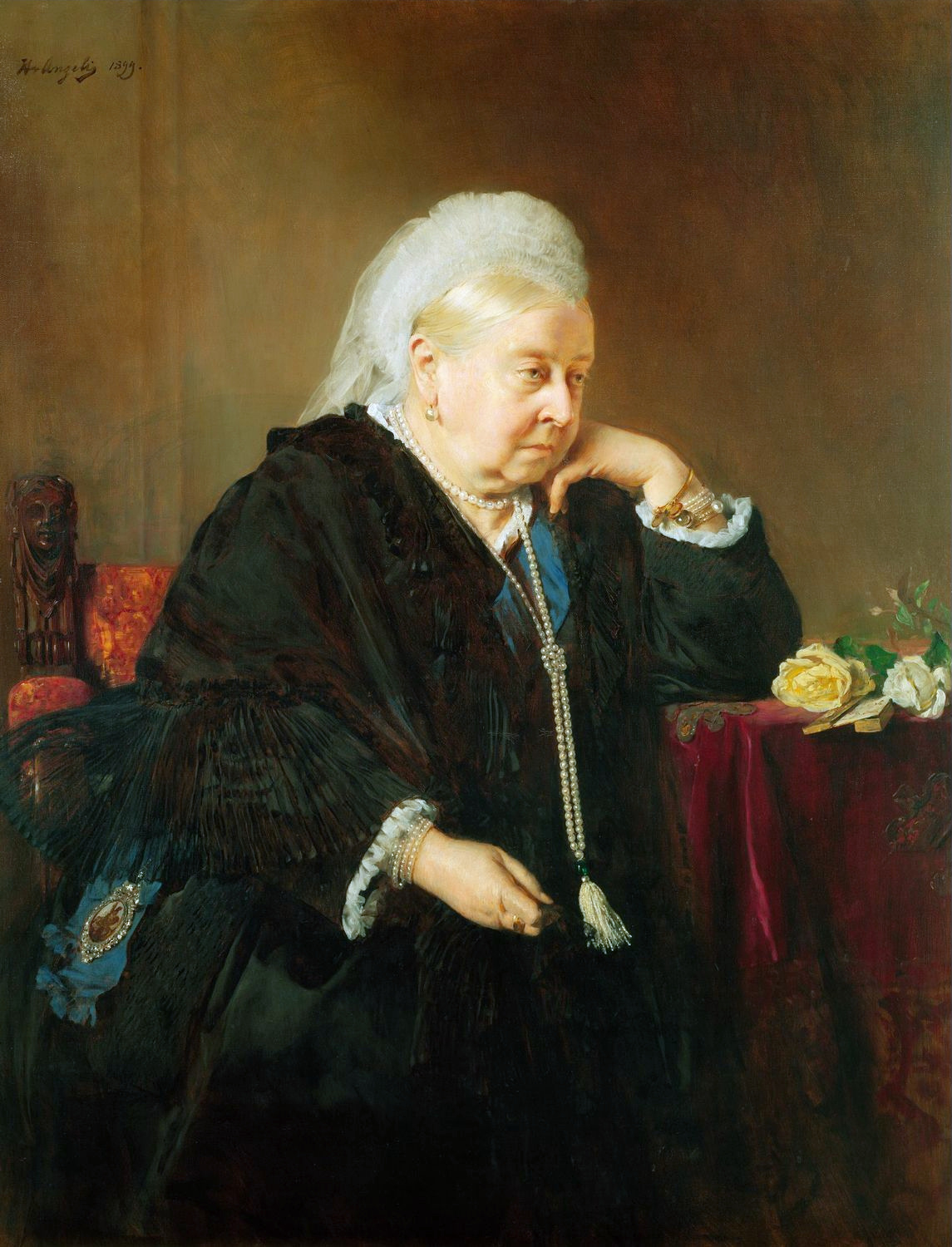
1899年のヴィクトリアを描いたハインリヒ・フォン・アンゲリの肖像画

通常女王は退任する首相に推挙する後任の首相を下問するのが慣例だったが、グラッドストン第四期目の退任の際にヴィクトリアは彼に一切下問せずにお気に入りの外務大臣ローズベリー伯爵を独断で後任の首相に任じた。しかし自由党内や世論は大蔵大臣ウィリアム・バーノン・ハーコートを推す声が多かったので、この女王の独断には批判があった。
ローズベリー伯爵はエジプトと南アフリカに大きな利権を持つロスチャイルド家から妻を迎えており、自由党内の帝国主義者「自由帝国派」の議員であった。彼はただちにヴィクトリアに海軍増強を提案してヴィクトリアの帝国主義の矜持を満足させた。一方でローズベリーも自由党の政治家であり、貴族院批判を行ったり相続税値上げなどグラッドストンと似通った傾向も多々あり、ヴィクトリアもやや警戒していたが、結局ローズベリー伯爵は貴族院改革にもアイルランド自治にも熱を入れなかったのでヴィクトリアも安堵した。しかし世論ではハーコート人気が高まり、ローズベリー伯爵の権威は失墜していった。嫌になってきたローズベリー伯爵はつまらない法案の否決を理由にさっさと総辞職して保守党のソールズベリー侯爵に政権を譲ってしまった。ヴィクトリアとローズベリー伯爵は必ずしも意見は一致しなかったが、それでも彼女は政権交代を残念がっていた。
保守党のソールズベリー侯爵が自由統一党と連立して第三次内閣を組閣した。以降ヴィクトリアの崩御まで彼が首相を務めた。ソールズベリー侯爵は民主主義を進展させることを拒否し、貴族の特権を守るために全力を尽くす極めて保守的な人物だった。社会主義と帝国主義を結合させた「社会帝国主義者」として知られるジョゼフ・チェンバレンを植民相として積極的な帝国主義政策に乗り出した。ヴィクトリアはソールズベリー侯爵には安心して国政を任せることができ、彼女が政治に口を出すこともあまりなくなっていき、身の回りのことや趣味に集中することが増えた。またソールズベリー侯爵は以前からヴィクトリアに政治的影響力を「温存しておくよう」説得するのがうまかった。
加えてヴィクトリア朝末期、女王は高齢で体力が低下していき、政府に対する影響力を減少させ続けた。女王の旅行の際に女官の切符の手配が忘れられるという事態さえ発生した。1900年には三男コノート公アーサーをサー・ガーネット・ヴォルズリーに代わる陸軍総司令官に任命しようとしたが、ソールズベリー侯の推挙が優先されてロバーツ卿がその任についた。さらに同年ソールズベリー侯は首相の職に専念するとして彼が兼務していた外務大臣職に陸軍大臣ランズダウン侯爵を就任させた。ランズダウン侯爵はかつて陸軍のスキャンダルを公表した人物だったのでヴィクトリアは嫌っていたが、この時も彼女の反対は何の効力も発揮せず、彼女にできたのは日記に不満を書くことだけだった。
- 1898年のイギリス王室四代。女王ヴィクトリア、王太子バーティ(エドワード7世)、孫ヨーク公ジョージ(ジョージ5世)、曾孫エドワード王子(エドワード8世)
- 1897年、南フランスを旅行中のヴィクトリア女王を描いた絵

### 外交

#### 帝国主義

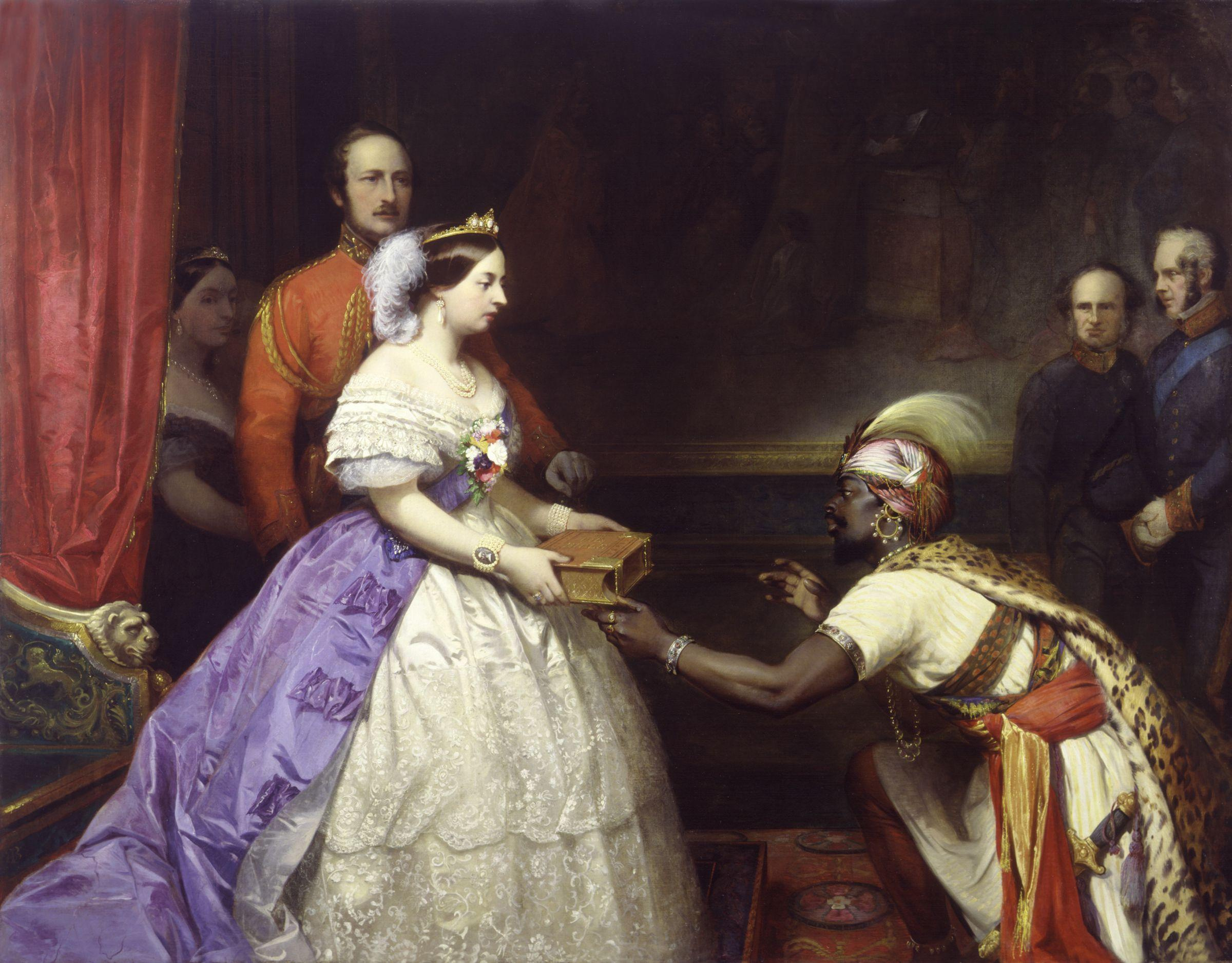
トーマス・ジョネス・バーカー画『イングランドの偉大さの秘訣』。イングランドの偉大さの秘訣を聞いたアフリカ黒人王に聖書を手渡すヴィクトリアを描いた絵。実際の出来事ではないとされるが、「文明化する使命」へのイギリス人の強い自負心を象徴する絵画である。

ヴィクトリア朝64年の間に大英帝国は世界中の非白人国家・民族集団に対して覇道の限りを尽くし、その領土を10倍以上に拡大させ、地球の全陸地面積の4分の1、世界全人口の4分の1（4億人）を支配する史上最大の帝国となるに至った。大英帝国の維持・拡大のためにヴィクトリアとその政府は世界各地で頻繁に戦争を行い、ヴィクトリア朝全期を通じてイギリスが戦争をしていない時期は稀であった（ヴィクトリア朝64年間にイギリス軍が全く戦闘しなかった時期は2年だけだったといわれる）。
ヴィクトリアは非白人国家に対する帝国主義には全面的に賛成していた。「帝国主義には二種類あり、一つは皇帝専制などの誤った帝国主義。もう一つは平和を維持し、現地民を教化し、飢餓から救い、世界各地の臣民を忠誠心によって結び付け、世界から尊敬される英国の帝国主義である。英国の領土拡張は弱い者イジメではなく、英国の諸制度と健全な影響を必要とあれば武力をもって世界に押し広げるものである。」とするディズレーリ内閣植民相カーナーヴォン伯爵の見解を熱烈に支持していたためである。
イングランド人、スコットランド人、アイルランド人、ボーア人、アフリカ人、アラブ人、インド人、中国人、ビルマ人、アボリジニ、マオリ、ポリネシア人、インディアン、エスキモーなど無数の人種、また三大宗教やヒンドゥー教をはじめとする様々な宗教を版図におさめる大英帝国には統一感はまるでなかったが、その彼らを「女王陛下の臣民」として一つに結び付け、統合の象徴の役割を果たしたのがヴィクトリア女王であった。
この時期の英国君主が女性であったことは大英帝国の成功の秘訣であった。実際のヴィクトリアはイギリスの植民地支配を揺るがす反乱に対して容赦のない主張をしていたが、被支配民の間では「帝国の母」としてその「子供」たちである世界中の臣民たちに慈愛を注ぐヴィクトリアのイメージが広まり、大英帝国の支配への抵抗心を和らげたのである。カナダのインディアンのスー族やクリー族はヴィクトリアを「白い母」と呼んで敬意を払っていた。あるインド藩王はヴィクトリアのインド女帝即位にあたってのデリーでの大謁見式（ヴィクトリアは欠席）において「ああ、母上。ロンドンの宮殿にいます親愛なる陛下。」と呼びかけている。1865年に反乱を起こしたジャマイカの黒人たちもヴィクトリア女王個人には忠誠を誓っており、裁判所を襲撃して囚人を解放した際に「我々はヴィクトリア女王陛下に反乱を起こしているわけではないから、陛下の所有物を略奪してはならない」として囚人服を置いていかせたという。かのガンジーもヴィクトリアをインドの自由のために尽くす女帝として敬愛していた。
ヴィクトリア自身も支配下におさめた非白人国家の王や首長の子供たちを後見したり、教育を与えたり、自分の名前（男性の場合はヴィクトリアの男性名ヴィクターや夫の名前アルバートなど）を与えるなどして「女王は人種に寛大」というイメージを守ることに努めた。

##### アフガン戦争

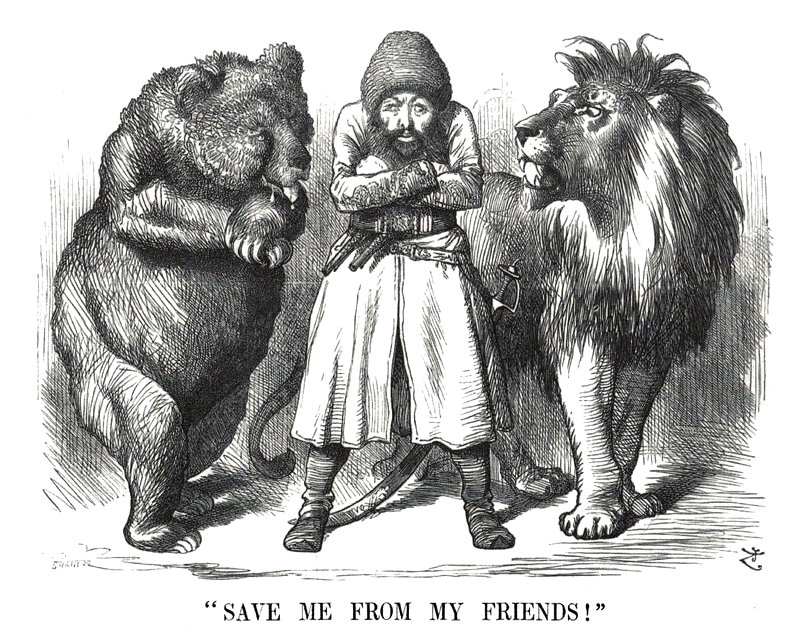
クマ（ロシア）とライオン（イギリス）に狙われたアフガニスタンの風刺画（パンチ誌）

ヴィクトリアが即位したばかりの頃、イギリス東インド会社支配下のインドの北西が大英帝国の弱点となっていた。イギリスはシク王国と連携してインダス川まで勢力を伸ばしたものの、ロシア帝国もブハラ・ハン国、ヒヴァ・ハン国を事実上の勢力下におさめ、ついでアフガニスタン王国を窺っていた。そのためアフガニスタンがイギリスとロシアの中央アジア覇権争い（「グレート・ゲーム」）の中心舞台になろうとしていた。
ヴィクトリアの戴冠式から間もない1838年10月、イギリス軍はアフガニスタンへ侵攻し、首都カーブルを陥落させた。アフガン王(アミール)ドースト・ムハンマド・ハーンは北方ブハラ・ハン国へ亡命したため、イギリスはインドに亡命していたシュジャー・シャーを傀儡の王に即位させた。しかし1841年11月カーブルで反英闘争が激化し、掌握不可能となり、それに乗じてトルキスタンに亡命していた前王の息子アクバル・ハーンがウズベク族を率いてカーブルへ戻ってきたため、イギリス軍は降伏を余儀なくされた。アクバルはイギリス軍の安全な撤退を保障したが、約束が守られることなく、現地部族民が略奪をしかけてきてイギリス軍は大量の死者を出しながら撤退する羽目となった。結局16000人のカーブル駐留イギリス軍で生き残ったのは軍医のウィリアム・ブライドンのみであった（第一次アフガン戦争）。大英帝国の威信は傷つき、メルバーン子爵内閣は厳しい追及を受け、退陣に追いこまれた。
イギリスの後ろ盾を失ったシュジャー・シャー王は殺害され、ドーストがアフガンに帰還してアミールの座を取り戻した。イギリスは敗戦したとはいえ、すでにアフガン南西部を半植民地状態にしていることは変わらなかった。結局ドーストは外交権を事実上イギリスに委ねざるをえなかった。さらに1864年にドーストが崩御するとシール・アリー・ハーン、ムハンマド・アフザル・ハーン、ムハンマド・アーザム・ハーンの三兄弟の王位継承争いが発生し、アフガンは内戦状態となった。インド総督はアフガン弱体化を狙い、内戦を煽るべく不干渉を建前に「兄弟のうち王位を固めた者を承認する」と宣言した。イギリスの狙い通り内戦は激化し、王位の奪い合いの末、最終的には1869年にシール・アリー・ハーンが王位を固めた。
一方ロシア帝国は1868年にブハラ・ハン国、1873年にヒヴァ・ハン国、1875年にコーカンド・ハン国へ攻め込み、中央アジアの3ハーン国をすべて保護領としていた。警戒したイギリスはアフガン支配強化の必要性を感じ、シール王に対してイギリス外交団をカーブルに常駐させるよう求めた。しかしシール王はこれを認めず、逆に1878年8月にはロシア皇帝から送られてきたロシア将校団の使節の受け入れを認めた。イギリス・インド総督リットン伯爵はこの扱いの差に激怒した。
ヴィクトリアの怒りも激しく、彼女はアフガニスタン懲罰の必要性を感じたが、第一次アフガン戦争の苦い思い出もあり、外交圧力をかけて解決させるようディズレーリ首相に指示している。しかし現地インド軍は早々にアフガニスタンへ侵攻を開始していた。ヴィクトリアもやむなくインド軍を全面支援するよう首相と外相に要求した。アフガンとしてはロシアの軍事援助を期待するしかなかったが、ロシアは露土戦争の戦後処理国際会議ベルリン会議で孤立していることに焦り、安易な出兵をして孤立を深めたくない時期だったため、アフガンは見殺しにされた。
こうしてはじまった第二次アフガン戦争でイギリス軍はアフガン軍のゲリラ戦に苦しめられながらもロバーツ将軍の指揮の下にアフガン軍を撃破し、1879年6月にムハンマド・ヤークーブ・ハーン王にガンダマク条約を締結させて戦争は終結した。イギリスはロシアでの長い亡命生活でロシアからの信頼も厚いアブドゥッラフマーン・ハーンをアミールに即位させ、外交を完全にイギリスが掌握しつつ内政は彼に任せてアフガンから撤収していった。
- 1842年第一次アフガン戦争で全滅する直前のイギリス第44連隊を描いた絵画
- 第二次アフガン戦争でカンダハールを攻略するイギリス陸軍第92歩兵連隊「ゴードン・ハイランダー」（英語版）を描いたリチャード・ケートン・ウッドヴィル Jr.の絵画
- マイワンドの戦い（英語版）で突撃をかけるイギリス王立騎馬砲兵（英語版）を描いたリチャード・ケートン・ウッドヴィル Jr.の絵画

##### 阿片戦争と中国半植民地化

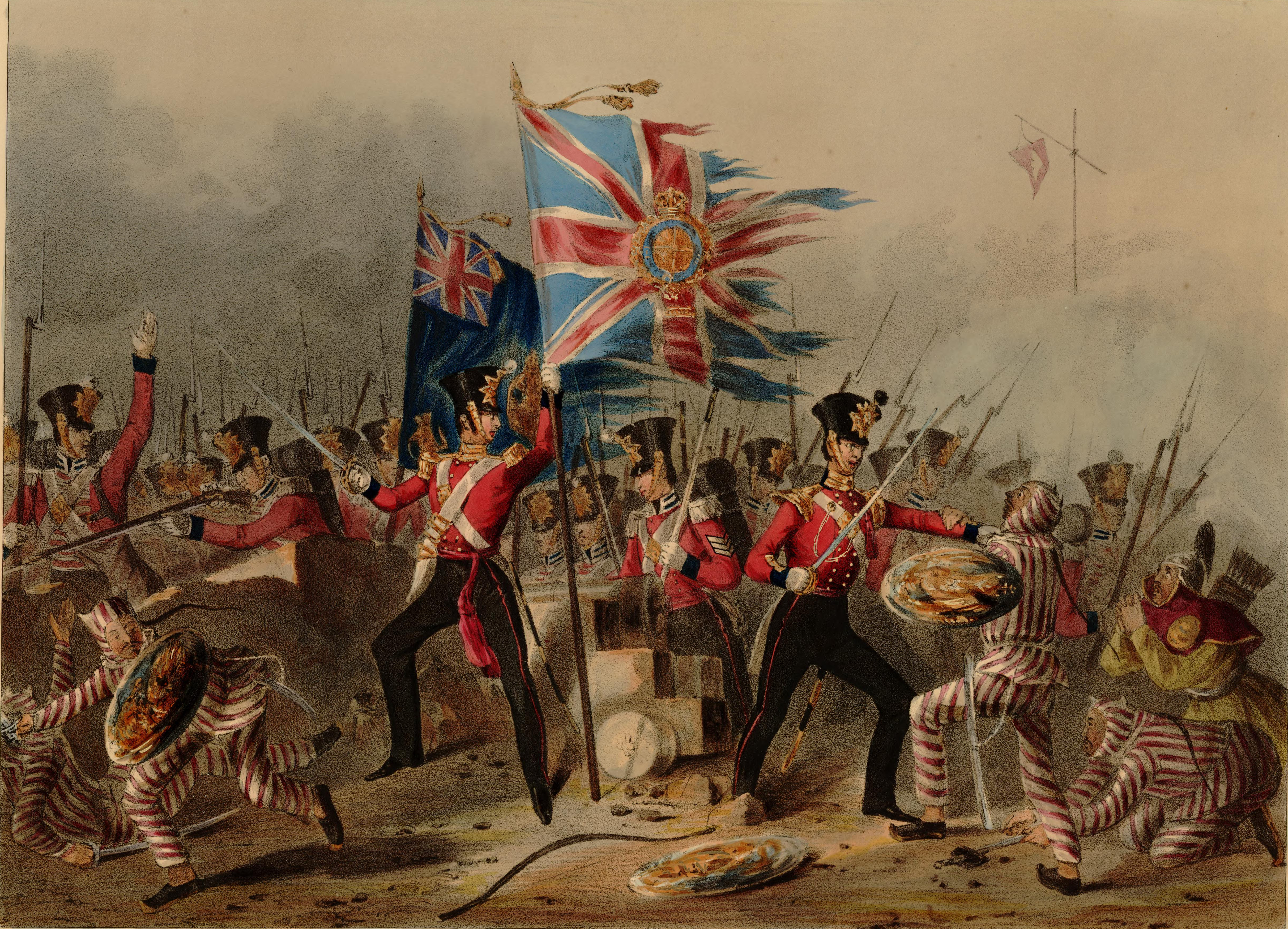
1841年8月廈門の戦いで清軍を蹴散らすイギリス軍を描いた絵画

清は広東港でのみヨーロッパ諸国と交易を行い、公行という清政府の特許を得た商人にしかヨーロッパ商人との交易を認めてこなかった（広東貿易制度）。しかしインド産アヘンはこの枠外であり、イギリス商人が密貿易によって中国人アヘン商人に売っていたため清国内にアヘンが大量流入していた。1823年にはアヘンがインド綿花を越えて清の輸入品の第一位となり、清は輸入超過（銀流出）を恐れるようになった。1839年に清がアヘン取り締まりを強化したことで英清関係は緊張し、小競り合いが発生するようになった。
外相パーマストン子爵は1840年6月にイギリス艦隊や陸軍兵力を広東に集結させて阿片戦争を開始し、1842年春に清政府に南京条約、五港通商章程、虎門寨追加条約など不平等条約を締結させた。これによりそれまでの広東貿易制度や公行制度は廃止され、清はイギリスの世界自由貿易体制の底辺に組み込まれる形となった。アヘン輸入も一層拡大され、香港がイギリス領として割譲されることになった。東アジアでの更なる覇権確立の足場の確保にヴィクトリアも喜び、叔父ベルギー王レオポルドに宛てた手紙の中で「ヴィクトリア（1840年に生まれたばかりの長女）を香港大公女(Princess of Hong Kong)に叙そうかと考えています。」と冗談交じりに書いている。
しかしイギリスの主要輸出品木綿の清への輸出量はその後もあまり増えず、マンチェスター綿産業を中心に清に更なる市場開放を迫るべしという声が強くなっていった。また中国では清政府や中国人の無法ぶりが目につくようになっていた。広東では、中国半植民地化に反発する民衆が排外暴動を起こすようになり、イギリス香港総督がこれについて抗議しても、清政府はまともに応じなかったのである。また「夷狄の首府侵入」を許すことによって権威が低下することを恐れていた清政府は、南京条約に違反して、イギリス外交官と北京政府の直接交渉を認めず、外交窓口を広東に派遣する欽差大臣に限定し続けた。
そのため1850年代から上海領事サー・ラザフォード・オールコックらを中心に清に対する再武力行使論が盛んになった。1855年に強硬派のパーマストン子爵が首相となり、クリミア戦争にけりがつくとその傾向は強まった。クリミア戦争を経て同盟関係を深めていたフランス皇帝ナポレオン3世もそれに賛同し、英仏連合軍は1856年10月から清に対してアロー戦争（第二次アヘン戦争）を開始した。追い詰められた清は北京陥落を防ぐため、1858年6月に天津条約を締結して終戦させたが、清が条約を守る姿勢を見せなかったため、英仏連合軍は再度開戦し、1860年8月にも北京を占領し、改めて清に北京条約を締結させた。これにより中国半植民地化は決定的となったが、同時に清朝そのものの弱体化も決定的となり、太平天国の乱が活発になり、イギリスが内政干渉（清朝支持）をせねばならない機会が増加した。また統治能力のない清政府に代わってイギリスが中国沿岸ほぼ全域の防衛を担当せねばならなくなり、その負担は大きかった。
- アヘンを吸う中国人
- イギリス植民地香港で発効されたヴィクトリア女王が描かれた96セント切手

##### インド大反乱とインド統治

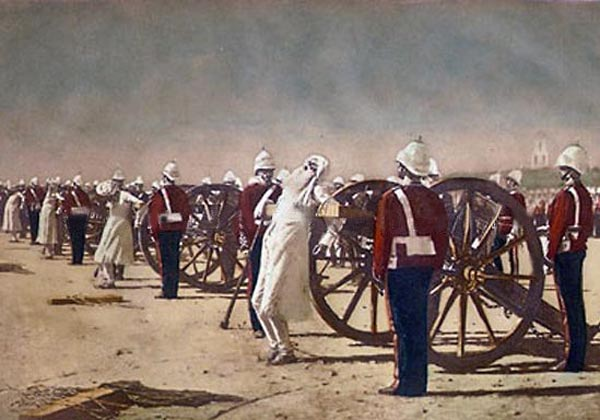
インド大反乱に参加したインド人を大砲で吹き飛ばす死刑に処すイギリス軍を描いた絵画。

第一次アフガン戦争の敗北後、イギリス東インド会社はシンド、シク王国、ビルマ王国などに次々と攻め込み、順調に会社領の拡張を図っていた。そのためセポイ(東インド会社の傭兵)の数は増加の一途をたどった。セポイは身分的にはヒンドゥー教の高いカーストの者や上流階級ムスリムが多かった。プライドの高い彼らは劣悪になっていく待遇に耐えられず、出兵拒否などイギリス東インド会社に逆らう事が増えていった。
そんな中、1857年5月にインドのメーラトでセポイたちがヒンドゥー教やイスラム教の教えに従って牛脂や豚脂が塗油として使われるイギリス軍ライフル銃の弾薬筒の使用を拒否する事件が発生した。これに対してイギリス軍司令官はこのセポイたちを事実上の死刑である重労働刑に処した。彼らの解放を求める運動が反乱と化し、メーラトは反乱セポイ軍によって占領された。反乱セポイ達はイギリス支配下で形だけの存在になっていたムガル帝国皇帝バハードゥル・シャー2世（この頃にはイギリスから支給される年金で細々と生きながらえている「乞食僧」同然の存在になっていた）のいるデリーへ向かい、彼を擁立してイギリスに対して反乱を起こした（インド大反乱（セポイの反乱））。地方にも続々と反乱政府が樹立されていき、北インド全域に反乱が拡大した。
反乱がおきて最初の数カ月、英軍は反乱軍におされぎみで首相パーマストン子爵は弱腰になっていたが、ヴィクトリアは毅然とした態度を崩さず、現地に植民している臣民たちを守らねばならないとして主戦論を唱え、政府に発破をかけ続けた。反乱軍に陥落させられたコーンポー駐屯地でイギリス人婦女子が虐殺されたことがイギリス人の怒りに火を付けた。ヴィクトリアも「気の毒な婦人と子供たちに対して犯されたこの恐るべき行為は大昔ならともかく現代ではとても考えられない。誰もが血の凍る思いである」と怒りをあらわにしている。復讐に燃えるイギリス軍はインド人を大量に虐殺する残虐な鎮圧を行った。イギリス軍は1857年9月11日から6日間かけてデリーを攻撃して陥落させた。地方での反乱はその後も続いたが、最終的には1858年6月20日のグワーリヤル陥落でほぼ平定され、7月8日にはインド総督カニング伯爵が正式に平和回復宣言を行っている。反乱者たちは裁判にかけられ、死刑判決を受けた者は大砲に括りつけて身体を吹き飛ばす方法によって処刑された。皇帝も裁判にかけられてラングーン流刑地に流罪となった。インド人の心はすっかり折られ、彼らが大英帝国の支配に対して武装蜂起を起こすことは二度となかった。
反乱鎮圧後の1858年8月2日にヴィクトリアはインドを自らの直接統治下に置く法律に署名した。これによりインド統治は東インド会社ではなくイギリス政府が行うこととなった。（実質的にはとっくに滅んでいた）ムガル帝国は形式的にも崩壊し、以降ヴィクトリアは「インド女帝(Empress of India)」と俗称されるようになった。ヴィクトリアは「巨大な帝国に対して直接責任を負う事に大きな満足感と誇りを覚える」と書いている。
一方でヴィクトリアは再反乱を防ぐには自らの「慈悲深い母」のイメージを前面に出すべきであると考え、信仰の自由を保障することをインド臣民たちに布告した。またヴィクトリアは「インド王侯たちを君主(ヴィクトリア)との個人的な結びつきによって引き付けるべきである。そのためにインドにも高位の勲爵士を置くべきである。」と主張し、1861年アルバート公や政府、インド総督の協力を得てスター・オブ・インディア勲章を制定した。
ディズレーリ時代にはヴィクトリアはインドに強い興味を示すようになり、インド人侍従を側近くに置くようになった。とりわけアブドゥル・カリームをペルシア語で「先生、師」を意味する「ムンシー」と呼んで寵愛し、彼はジョン・ブラウンの死後にブラウンに取って代わったと言っても過言ではない存在となった。ヒンドゥスターニー語の勉強を始めるようになり、ウルドゥー語と英語が併記されたノートも発見されている。
ヴィクトリアはかねてよりロシア皇帝、オーストリア皇帝が世界一の大国の君主である自分を差し置いて皇帝号(Emperor)を名乗っているのが気に入らなかった。最近（1871年のドイツ統一以後）ではプロイセン国王までドイツ皇帝を名乗り始めており、イギリス君主も皇帝号を得る時だと考えるようになった。またドイツ皇帝ヴィルヘルム1世の高齢化が進むと、ヴィクトリアはその皇太子フリードリヒ（フリードリヒ3世）に嫁がせた長女ヴィッキーが近いうちに「Queen」より上格の「Empress(皇后,女帝)」号を得ることを懸念するようになった。娘より下に置かれるわけにはいかないと考えたヴィクトリアは「インド女帝(Empress of India)」号を公式に得たがるようになった。1876年1月に首相ベンジャミン・ディズレーリにその旨を指示し、彼に議会との折衝にあたらせた結果、4月に王室称号法が制定されによって「インド女帝」の称号を公式に獲得した。彼女はその日の日記に嬉々として「これで私は今後署名する時に『女王および女帝』と書く事ができる」と書いている。
1877年1月1日にデリーでインドの藩王たちや大地主たちが召集されてヴィクトリアの女帝即位宣言式「大謁見式(Great Durbar)」が開催された。もちろんヴィクトリア本人がデリーを訪れることはなく（彼女は生涯ヨーロッパ以外の地域を訪れることはなかった）、インド総督リットン伯爵がその名代を務めた。
- スター・オブ・インディア勲章
- 女帝位を欲しがるヴィクトリア女王を皮肉った風刺画。インド人の格好をしたディズレーリがヴィクトリアとインド帝冠とイギリス王冠の交換をしている。
- ヴィクトリア女帝のインド人侍従アブドゥル・カリーム。

##### アシャンティ族との戦い
イギリス人は1820年代から西アフリカの英領ゴールド・コーストにおいてその周辺の最強の部族であるアシャンティ族と小競り合いを続けてきた。アシャンティ族は天から授かったという伝承のレガリア「黄金の床几」を崇拝し、生贄をささげる風習のある部族だった。生贄は王（アシャンタヘネ）の代替わりや戦争などの緊急事態の際に捧げられ、時に何百人という数に及んだ（生贄にささげられるのは基本的にはその時のために生かされている囚人だった。戦争の場合はその場で無造作に生贄が決定された）。ヨーロッパの価値観からは到底認めることのできない文化であり、イギリス人は「迷信深い野蛮な民族」と看做して軽蔑していた。アシャンティ族もイギリス人を「二枚舌の卑怯者」と看做して嫌った。
1872年に好戦的なコフィ・カルカリがアシャンタヘネとなり、またオランダが黄金海岸から撤収する際にアシャンティ族が領有権を主張していたエルミナ城をイギリスに売却したことでイギリスとアシャンティの対立が深まった。エルミナ城とケープ・コースト城が一時アシャンティ族に包囲されるもイギリス軍がこれを撃退し、アシャンティ族はヨーロッパ人宣教師を数名捕虜にして撤退した。
これに対してヴィクトリアの委任を受けたサー・ガーネット・ヴォルズリー将軍率いるイギリス軍が1873年11月からアシャンティ族討伐を開始した。これはイギリス軍とアフリカ現地民の組織的な軍隊との最初の本格的な武力衝突となった。イギリス軍は1874年2月にはアシャンティ族の首都クマシを占領し、アシャンティ族の心を折るためここを全て爆破解体した。生贄をささげる「死の木立」も切り倒された。コフィ・カリカリも大英帝国に背くことを諦め、巨額の賠償、捕虜の解放、エルミナ城の所有権の放棄、生贄の風習の根絶を受け入れた。
普仏戦争でプロイセン軍の快進撃を見せつけられたイギリス陸軍や国民は自国陸軍に自信を無くしていた時期であったが、この軍事的成功にイギリス陸軍もいざとなれば迅速な作戦行動ができるのだという自信を強め、以降点在するアフリカの黒人王国に対して積極的に戦争を仕掛けるようになった。
- アシャンティ族の生活
- アシャンティ族に発砲するイギリス軍
- アシャンティ族との戦争を描いた絵

##### ズールー族との戦い

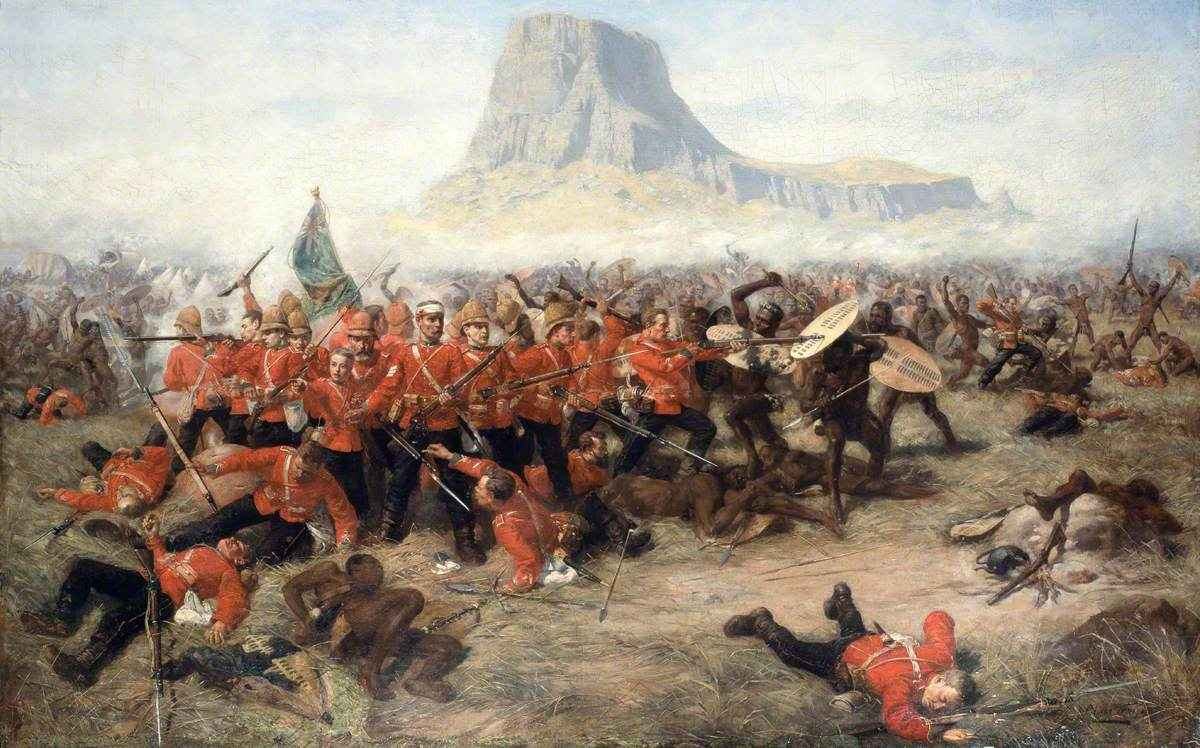
イサンドルワナの戦いでズールー族に全滅させられる直前のイギリス軍を描いた絵。

同じころ南アフリカには英国植民地が2つ（ケープ植民地、ナタール共和国）、オランダ人植民者の子孫でイギリス支配に反発してグレート・トレックで内陸部へ移住したボーア人による国家が2つ（オレンジ自由国、トランスヴァール共和国）、計4つの白人植民者共同体があった。オレンジ自由国は比較的親英的で英国と協力関係にあったが、トランスヴァール共和国は反英的だった。
そしてその周囲に白人植民者の20倍にも及ぶ数の原住民である黒人が暮らしていた。黒人たちの中ではズールー族が大きな勢力であった。このズールー族はイギリス・ボーア人問わず現地の白人が最も恐れた戦闘民族だった。ズールー族の独立国家ズールー王国は国民皆兵をとっており、男子は槍を血で洗うまで一人前と認められず、また戦闘で敵を一人殺すか傷つけるまで妻帯が認められないという風習があったため、非常に好戦的だった。銃はほとんどもっておらず、昔ながらの投げ槍を武器にしていた。
このズールー族の脅威や1876年のペディ族との戦争、財政難などによりトランスヴァール共和国は1877年4月12日に（この時には何の抵抗もなく）イギリスに併合された。大英帝国の一員となったボーア人とズールー族の間で国境争いが起こる中、英領ナタール行政府の長である高等弁務官バートル・フレアはズールー族を武力で制圧することを決意した。イギリス本国に応援を頼みつつ、その到着を待たずに1879年1月にズールー王国に対して「軍隊を廃棄し、非人道的な法・慣習を廃し、首都に英国人を監視役に置くことを認めるなら国境争いになっている土地を譲る」という最後通牒を送った。ズールー族からの返事はなく、現地イギリス軍は本国に独断でズールー戦争を開始した。装備のうえではイギリス軍が圧倒的に優位だったにもかかわらず、ズールー族は勇敢に戦い、イサンドルワナの戦いにおいて現地イギリス軍を全滅させた。
本国から増援が送り込まれることとなったが、この際にイギリス亡命中のフランス第二帝政時代の元フランス皇太子ナポレオン4世がイギリスに恩返しがしたいと従軍を希望した。首相ディズレーリはフランス第三共和政の反発を恐れて慎重だったが、ヴィクトリアと元フランス皇后ウジェニーが強硬にナポレオン4世の意思を支持したため、ディズレーリが折れた。しかし結局ナポレオン4世は現地でズールー族の槍を食らって戦死した。この報を聞いたヴィクトリアはショックのあまり泣き出し、その日の日記に「恐ろしい出来事、おぞましいズールー人の姿が脳裏に浮かんできます。」と書いている。ヴィクトリアはディズレーリの反対を退けてナポレオン4世の葬儀に出席し、悲しみにくれるウジェニーを慰めつつ、ズールー族を倒す決意を新たにした。
ナポレオン4世の葬儀から10日後にヴィクトリアは植民地の軍備増強を怠った政府の責任であるという叱責の書簡をディズレーリ首相に送った。ヴィクトリアの寵愛を失う事を恐れたディズレーリ首相は更なる大部隊を現地に送りこみ、ついに1879年8月末にズールー王国首都ウルンディを陥落させ、ズールー族をイギリス支配下に組み込んだ。
しかしズールー族の脅威がなくなったことでボーア人がトランスヴァール共和国再独立を求めてイギリスに対して蜂起し、現地イギリス軍がこれに敗れた結果、首相ウィリアム・グラッドストンはヴィクトリアと保守党の不興を買いながらもトランスヴァールからの撤退を決意した。ヴィクトリア女王の宗主権という条件付きで1881年8月にトランスヴァール共和国独立を認めることとなった。
- ズールー族の戦士たちに殺害される直前のナポレオン4世を描いた絵。
- カンブラの戦い（英語版）でズールー族を撃破したイギリス軍を描いた絵。
- イギリス軍に焼き払われるズールー王国の首都ウルンディを描いた絵。

##### エジプト保護国化

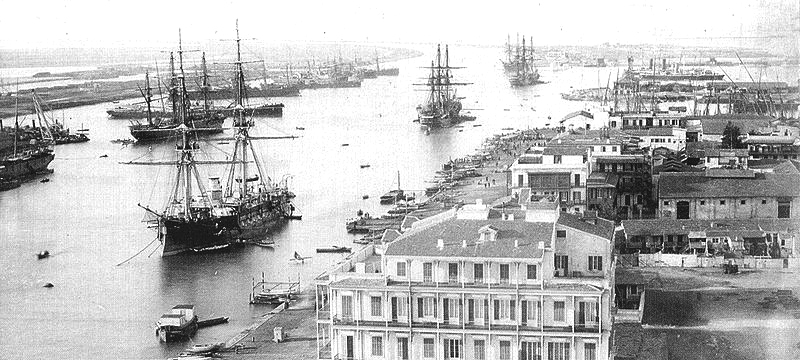
1880年のスエズ運河。

1875年にディズレーリ首相は喜望峰ルートに代わって増えていくエジプトからインドへ向かうイギリス船籍のルートを確保するため、フランス資本で作られ、株をフランスが多く握るスエズ運河に注目するようになった。フランス資本家が破産しかけだったエジプト副王イスマーイール・パシャが所持するスエズ運河の株（全株式40万株中17万7000株）を買収するという情報をつかんだディズレーリは友人のライオネル・ド・ロスチャイルド男爵に協力を依頼して資金を確保し、先手を打ってその17万7000株を買収した。これによりイギリス政府がスエズ運河の最大株主となった。ディズレーリはヴィクトリア女王に「陛下、これでスエズ運河は貴女の物です。フランスに作戦勝ちしました」と報告した。ヴィクトリアはフランスよりドイツ宰相ビスマルクが悔しがっているだろうと思って、この報告を大いに喜んだという（ビスマルクが「イギリスは政治力を失った」などと豪語していることにヴィクトリアが憤慨していた時期だった）。
1876年、運河を買収されたエジプト政府は財政破綻し、債権者のイギリスとフランスを中心としたヨーロッパ諸国によりエジプト財政が管理されることとなった。1878年にはイギリス人とフランス人が財政関係の閣僚として入閣した。英仏はエジプト人から過酷な税取り立てを行い、エジプトで反英・反仏感情が高まっていった。高まる反ヨーロッパ感情を利用して副王イスマーイールはイギリス人やフランス人閣僚たちを罷免したが、英仏から激しい反発を受け、彼は退位を余儀なくされた。
そもそもエジプトを統治するムハンマド・アリー朝は原住民のアラブ系エジプト人にとってはトルコからの「輸入王朝」であり、人事ではトルコ系が優先された。これにアラブ系エジプト人は不満を抱いており、1881年2月にはアラブ系将校の待遇をトルコ系将校と同じにすることを求めるアフマド・オラービー大佐の指揮の下にオラービー革命が発生した。エジプト副王タウフィーク・パシャの宮殿が占拠され、彼はオラービーの推挙したアラブ系将軍を陸軍大臣に任命することを余儀なくされた。その後オラービーは軍の人事問題だけではなく、憲法制定や議会開設など政治的要求まで付きつけるようになった（英仏はエジプト議会が予算審議権を持つことで自由に債権回収ができなくなることを恐れていた）。タウフィークはオラービーに屈して1882年2月4日には彼を陸相とする民族主義内閣を誕生させるに至った。オラービーはただちにヨーロッパへの債務の支払いを全面停止して、反ヨーロッパ姿勢を示した。さらに1882年4月にオラービー暗殺を企てたとして50名のトルコ系将校を逮捕し、副王タウフィークとの対立も深めた。
6月11日、アレクサンドリアで反ヨーロッパ暴動が発生し、英国領事をはじめとするヨーロッパ人50人が死傷する事件が発生し、それをきっかけに英国地中海艦隊とオラービー政府の間に小競り合いが発生し、オラービー政府は13日にイギリスに宣戦布告した。いつ殺されてもおかしくない状態だった副王タウフィークはイギリス軍の下に逃れ、「オラービーは反逆者」と宣言した。
このような状況の中でヴィクトリアは「キリスト教徒が咎めなくして殺されている」と主張してグラッドストンに武力介入を促した。自由主義者であるグラッドストンは民族運動に理解があり、帝国主義政策に消極的だったが、スエズ運河の確保はもはやイギリスにとって死活問題になっており、またヨーロッパ人虐殺で英国世論が硬化していた事もあり、しぶしぶながら武力介入を決定した。しかし他のヨーロッパ諸国は参戦を拒否し、イギリスが単独でオラービー追討を行う事になった。
ガーネット・ヴォルズリー将軍率いるイギリス軍は1882年8月19日にアレクサンドリアに上陸してスエズ運河一帯を占領し、ついで9月13日にテル・エル・ケビールの戦いにおいて2万2000人のオラービー軍を壊滅させ、カイロを無血占領した。オラービーは逮捕されて死刑を宣告されるもタウフィークの恩赦で英領セイロン島へ流罪となった。
この戦いに王太子バーティが従軍を希望していたが、ヴィクトリアはこの不健康な肥満体の王太子がエジプトのような不衛生な土地へ行ったらすぐにも病を患うだろうと心配していた。それにそもそもヴィクトリアは王太子の能力をまったく信用していなかった。ヴィクトリアは王太子の代わりに三男コノート公アーサーを王室代表で出征させた。アーサー王子らエジプト遠征軍が帰還するとヴィクトリアは彼らが持ち帰ってきたオラービーが使用していた絨毯の上に立って勝利を誇示し、アーサー王子らに勲章を与えた。
この戦いによりエジプトは英仏共同統治状態からイギリス単独の占領下に置かれることになった。依然としてエジプトは形式的にはオスマン皇帝に忠誠を誓う副王の統治下にあったが、実質的支配権はイギリス総領事クローマー伯爵が握るようになった。彼の下にインド勤務経験のある英国人チームが結成され、エジプト政府の各部署に助言役として配置された。エジプト政府は全面的に彼らに依存した。イギリス人らは副王アッバース2世を傀儡にして税制改革からナイル川の運航スケジュールまであらゆることを自ら決定した。スーダンで発生したマフディーの反乱の鎮圧にエジプト軍が動員された際、アッバース2世には何も知らされず、彼は出兵の翌日になって酔っ払った英国軍将校からそれを聞かされるような始末だった。
- イギリスに反乱を起こしたアフマド・オラービー大佐
- テル・エル・ケビールの戦いでオラービー軍に突撃をかけるイギリス軍を描いた絵
- 戦争後、実質的なエジプト統治者となったイギリス総領事クローマー伯爵

##### マフディーの反乱・ゴードン将軍の死

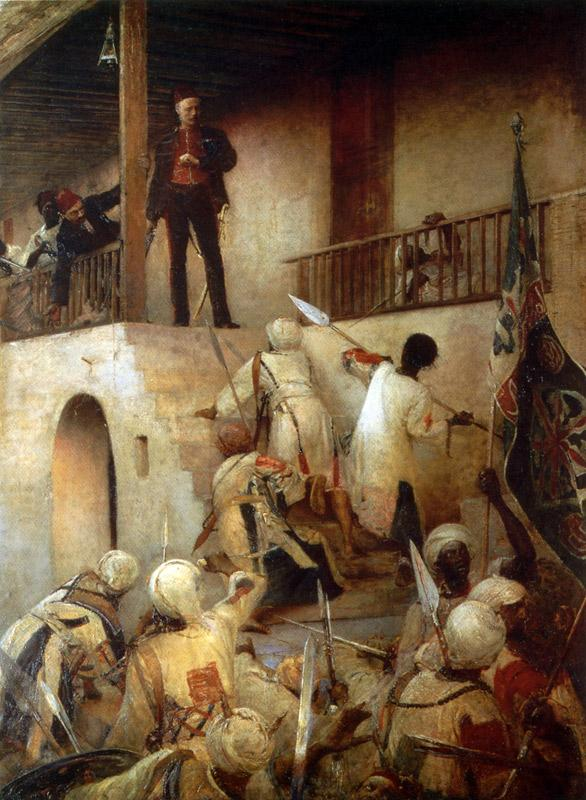
マフディー軍に殺害されるゴードン将軍を描いた絵画

ついでエジプト支配下スーダンでイギリスに支配されたエジプトに対する反発が強まり、1882年夏にマフディー(救世主)を名乗ったムハンマド・アフマドによるマフディーの反乱が発生した。マフディー軍は1883年1月19日に西部の都市エル・オベイドを占領して、同地のエジプト軍の武器やスーダン兵を確保し、大幅に戦力増強された。1883年9月にイギリス軍大佐ウィリアム・ヒックス率いるエジプト軍がマフディー軍討伐に出たが、惨敗してヒックス大佐も戦死した。
反乱の第一報を聞いたヴィクトリアはエジプトの反乱と同様にこれも武力で鎮圧すべきと考えたが、グラッドストンはこれ以上自己の信念に反する帝国主義政策を遂行することを嫌がり、スーダンからエジプト守備軍を撤退させることを決定した。エジプト守備軍の撤退を指揮する人物として「チャイニーズ・ゴードン」の異名を取っていたチャールズ・ゴードン少将をスーダン総督に任じてハルトゥームに派遣した。
だがゴードン将軍にはそもそも撤退の意思がなく、またマフディー側に寝返ったスーダン北方の部族により電線が切られて本国からの指示を受け取れなくなったことにより、グラッドストン政府の意思に反して同地に留まり、マフディー軍に包囲された。イギリス世論はゴードン救出を求める声に沸き立ったが、グラッドストンはスーダン問題への深入りを嫌がってなかなか援軍派遣を認めようとしなかった。ヴィクトリアは陸相ハーティントン侯爵を通じて政府にゴードン救出を命じ続け、ついにグラッドストンも折れて遠征軍派遣を決定した。
しかし遠征軍は間に合わず、1885年1月26日にハルトゥームは陥落してゴードンはマフディー軍に殺害された。この報を聞いたヴィクトリアは激怒して暗号電文ではなく通常電文でグラッドストン政府を叱責する電報を送った。ヴィクトリアは2月末に何としてもスーダンを奪還してゴードンの仇を取るべしと命じたが、グラッドストンは4月の閣議で「マフディー軍は意気揚々としており、今はスーダン奪還の時期ではない」と決定した。グラッドストンの態度に怒り心頭に発したヴィクトリアはディズレーリの命日にあたって「親愛なるビーコンズフィールド伯爵が生きていてくれたなら」と日記上で嘆いている。
ゴードンの戦死で世論や議会はグラッドストンへの不満を高め、彼の第三次内閣が崩壊する一因となった。ゴードンは「帝国の殉教者」に祭り上げられ、イギリスがエジプト支配を手放すことはプライドにかけてできなくなった。1895年頃からイギリスはスーダン奪回を最優先課題とするようになり、そのためにそれ以外の地域の植民地争いを一時的に収束させようと「栄光ある孤立」を再考さえした。具体的には中国植民地化をめぐるロシアとの対立、トルコの利権をめぐるドイツとの対立、西部スーダン植民地化をめぐるフランスとの対立を、彼らに譲歩することによって回避した。そしていよいよ1898年4月からホレイショ・キッチナー将軍率いるイギリス・エジプト連合軍がスーダン攻撃を開始し、9月までにマフディー軍主力を壊滅させてハルトゥームを奪還した。ゴードン戦死から13年たっての悲願達成であった。ヴィクトリアも日記で「ゴードンの仇をとった」と喜んだ。
この直後キッチナー軍が更に南下したため、フランス植民地軍と睨みあう形となりファショダ事件が発生したが、フランスの譲歩のおかげで英仏戦争の危機は何とか収束した。

##### 中国分割をめぐって

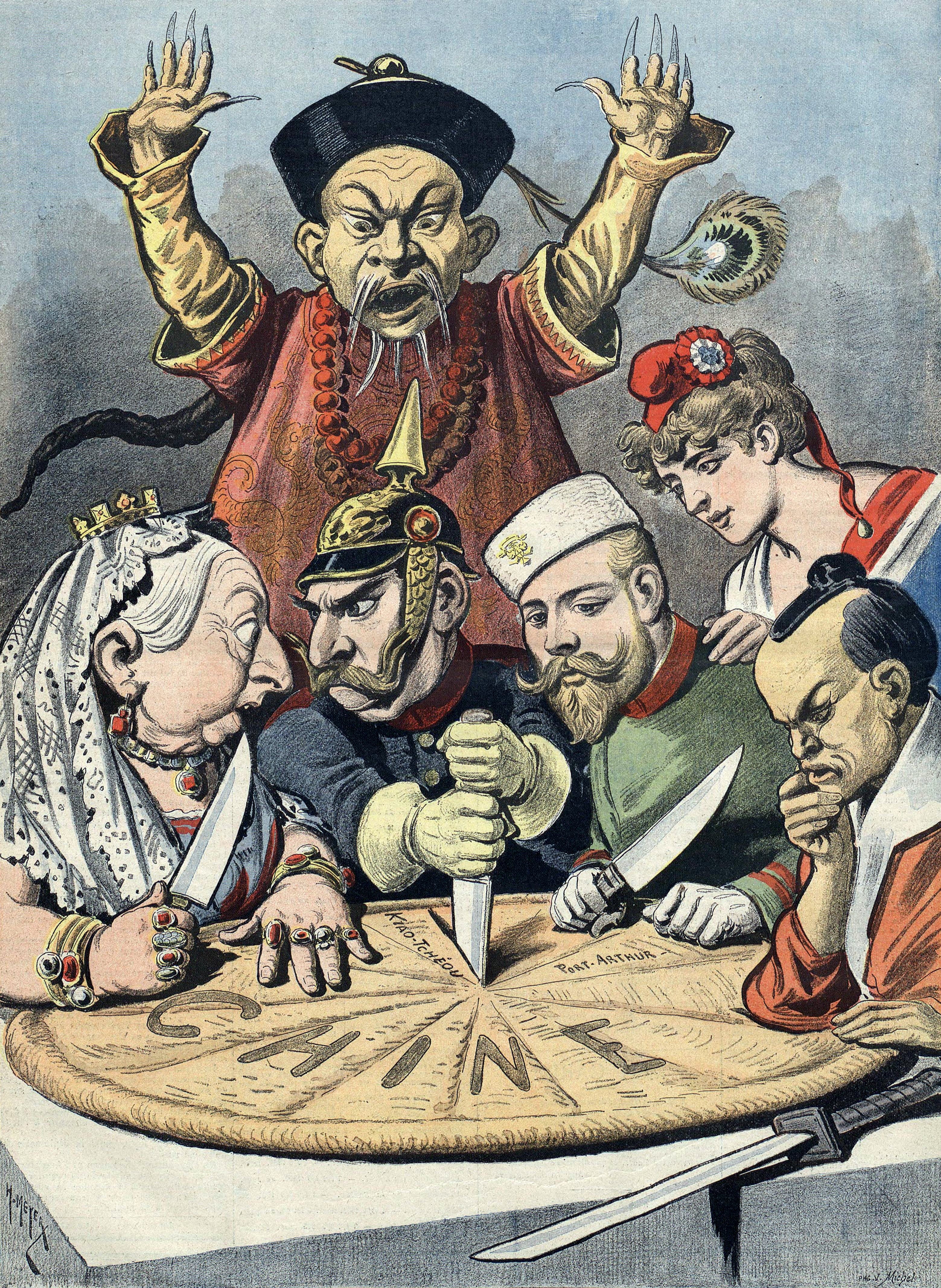
列強諸国による中国分割を描いた風刺画。孫にあたるドイツ皇帝ヴィルヘルム2世と睨みあうヴィクトリア女王。

長らく中国はイギリスの非公式帝国状態で落ち着いていたのだが、1895年の日清戦争で清が日本に敗れて以降、中国情勢は一変した。日本への巨額の賠償金を支払うために清政府は露仏から借款し、その見返りとして露仏両国に清国内における様々な権益を付与し、これがきっかけとなり、急速に列強諸国による中国分割が進み、阿片戦争以来のイギリス一国の半植民地状態が崩壊したのである。とりわけ満洲や北中国を勢力圏にしていくロシアと、フランス領ベトナムから進出してきて南中国を勢力圏にしていくフランスはイギリスにとって脅威であった（この両国は1893年に露仏同盟を結んでおり、三国干渉に代表されるように中国分割でも密接に連携していた）。
これに対抗して首相ソールズベリー侯爵は「清国の領土保全」「門戸開放」を掲げて露仏の増長に歯止めをかけようとした。一方ヴィクトリアはヨーロッパ列強諸国が調和して中国分割を行うことを希望し、「我々が我々以外の何者にも分け前を渡すつもりがないという印象を列強に与えないように注意しなければならない。しかし同時に我が国の権利と影響は死守せねばならない」と第一大蔵卿アーサー・バルフォアに訓令している。だがヴィクトリアは非ヨーロッパの日本の増長は面白く思っておらず、三国干渉の際にはロシアとともに東京に圧力をかけたがっていた。
1897年11月に山東省でドイツ人カトリック宣教師が殺害された事件を口実にドイツ皇帝ヴィルヘルム2世が山東省に派兵し、膠州湾を占領して、そのまま清政府から同地を租借地として獲得し、山東半島全域をドイツ勢力圏と主張し始めるようになった。これに対抗してロシア皇帝ニコライ2世も翌12月に遼東半島の旅順と大連に軍艦を派遣して占領し、清政府を威圧してロシア租借地とした。首相ソールズベリー侯爵もこれまでの「清国の領土保全」の建前を覆して、山東半島の威海衛に軍艦を派遣して占領してイギリス租借地とした。だが同時にドイツが露仏と一緒になってこの租借に反対することを阻止するために山東半島をドイツ勢力圏と認める羽目にもなった。これはイギリス帝国主義にとって最も重要な揚子江流域（清国の総人口の三分の二が揚子江流域で暮らしている）にドイツ帝国主義が進出していくことを容認するものとなり、イギリスにとって大きな痛手だった。
列強の中国分割に反発した山東省の農民たちは、1900年6月に「扶清滅洋」をスローガンに掲げる秘密結社義和団を結成し、20万人もの数で北京に押し寄せてきて、ドイツ公使クレメンス・フォン・ケッテラー男爵を殺害した。義和団を味方につけて強気になった西太后は清朝皇帝光緒帝の名前で列強諸国に宣戦布告した。真っ先に危険にさらされたのは北京・外国公使館街に駐在している外国人たちだった。彼らはキリスト教に改宗した中国人とともに公使館街にバリケードを築いて清軍や義和団の攻撃を防いだ。公使を殺害されたドイツ皇帝ヴィルヘルム2世が真っ先に援軍を清に送り込むことを決定。イギリス政府としても援軍を送らないわけにはいかなかったし、ヴィクトリアも援軍派遣を希望したが、イギリス軍は目下ボーア戦争中であり、極東に割く余分な兵力はなかったので日本に協力を要請した。日本政府はこれを快諾し、2万の兵を清に送り込んだ。これを聞いたヴィクトリアは素直に日本に感謝し、駐英日本公使林董に「貴国が派兵を約束してくださったと聞いて感謝の念に堪えません」と述べている。日本軍とロシア軍を主力とする8か国連合軍は、8月に義和団や清軍を倒して、西太后や光緒帝を追って北京を占領し、外国公使街で立てこもっている人々を解放したのであった。

##### セシル・ローズとジェームソン侵入事件

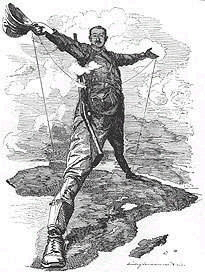
ケープ植民地とカイロを繋ぐと豪語したセシル・ローズの風刺画

ケープ植民地では1890年よりセシル・ローズが首相を務めていた。彼はトランスヴァール共和国の北方にローデシアと呼ばれるイギリス植民地を作り、最大規模のイギリス勅許状会社南アフリカ会社を創設した男だった。1894年にはアパルトヘイトの萌芽ともいうべき「グレン・グレイ法」を可決させて原住民の黒人に対して年に一回以上の居住区外での労働を強制し、また居住区の隔離を行った。ヴィクトリアと謁見した際に最近何をしていたのか下問されると「陛下の御料地に属州を二つ追加しておりました」と大真面目に述べるような強烈な帝国主義者だった。
ローズには北アフリカのエジプト・カイロと南アフリカのケープ植民地を鉄道で繋いでアフリカ大陸を縦断する大英帝国通商路を建設するという壮大な計画があった。だがこの計画に邪魔なのは反英的なボーア人国家トランスヴァール共和国であった。トランスヴァールは隣接するポルトガル領モザンビークの港と鉄道で通じており、英国領土を通商路に使う必要がない国だった。折しもトランスヴァール共和国のウィットウォーターズランドで金鉱が発掘され、ヨハネスブルグの町が建設されてトランスヴァール共和国は潤い始めていた。ローズはウィットウォーターズランドの金鉱を奪うべきことをヴィクトリアに上奏していた。だがイギリス本国政府は1890年代に入っても白人国家に対しては露骨な帝国主義を行う気にはなれず、トランスヴァール共和国に対しては弱腰だった。
1895年末から1896年初頭にかけてローズの友人である南アフリカ会社ローデシア行政官レアンダー・スター・ジェームソンは、ヨハネスブルクの在留イギリス人の内乱準備と連携して500名ほどの南アフリカ会社所属の騎馬警察隊を率いて突然トランスヴァール共和国へ侵入を開始したが、計画があまりに杜撰すぎて早々にボーア人民兵隊に包囲されて降伏した。ヨハネスブルクの在留イギリス人たちの反乱もまもなく鎮圧された（ジェームソン侵入事件）。この事件はイギリス本国植民相ジョゼフ・チェンバレンが後押ししていたものと見られるが、イギリス本国政府は公式にはこのジェームソンの行動を批判することで関与を否定し、セシル・ローズも「20年来の友人にこんな事件を起こされて破滅させられるとは」と語って無関係を装ったが、彼は植民省のスケープゴートとして本国の査問委員会から弾劾を受けて退任を余儀なくされた。ドイツ皇帝ヴィルヘルム2世はトランスヴァール共和国大統領ポール・クリューガーに宛てて祝電を送っている。
だがイギリスの国民世論はローズやジェームソンたちの行動を称賛しており、『タイムズ』紙をはじめとするマスコミ各紙はトランスヴァールに祝電を送ったヴィルヘルム2世とドイツを批判する論説を載せた。ヴィクトリアもこの事件には複雑な思いでおり、とりあえず祝電を送ったヴィルヘルム2世に対して「貴方がいつも多大な愛情を捧げ、また手本にしていると言ってくれている祖母より」との書き出しで「貴方の書状に深い悲しみを覚えます。この行為はイギリスへの敵対行為と看做されます。私は貴方の意思で行われた行為ではないと信じていますが、英国民に非常に悪い印象を与えたといわざるをえません」とする忠告文を送った。結局イギリス政府が処罰を行う事を条件にトランスヴァール共和国はジェームソンらを釈放した。これを聞いたヴィクトリアはクリューガー大統領に「貴方の寛大な処置は南アフリカの平和に寄与するでしょう」というメッセージを送っている。
- セシル・ローズの肖像画
- 植民相ジョゼフ・チェンバレン
- トランスヴァール共和国へ侵入するレアンダー・スター・ジェームソンらイギリス人たちを描いた絵。

##### ボーア戦争
しかしジェームソン侵入事件以降、イギリスとトランスヴァール共和国の関係は悪化の一途をたどった。比較的親英的だったオレンジ自由国もジェームソン侵入事件以降、同じアフリカーナー（ボーア人）としてトランスヴァール共和国の反英的姿勢に共感を示すようになっていった。1898年2月のトランスヴァール共和国大統領選挙でクリューガーが四選するとケープ植民地高等弁務官アルフレッド・ミルナーはトランスヴァールとの交渉による和解の見込みはないと判断してトランスヴァールとの戦争を煽るようになった。ミルナーの高圧的な要求に激怒しクリューガー大統領はオレンジ自由国と結託してイギリスと戦争する決意をした。
ボーア人の祖先の国であるオランダの女王ウィルヘルミナが戦争回避を望む手紙をヴィクトリアに送ったが、ヴィクトリアは「私も戦争は避けたいですが、私に保護を求めてくる臣民を私は見捨てることはできません。すべてはクリューガー大統領次第です」と回答した。1899年10月9日トランスヴァール共和国から高圧的な最後通牒を受けてソールズベリー侯爵は同国との交渉打ち切りを決意し、開戦やむなしとの結論を下した。ヴィクトリア女王もそれを支持した。
かくして19世紀イギリス最後の戦争ボーア戦争がはじまった。緒戦はイギリス軍の攻撃をことごとく退けたボーア人側が優勢だったが、イギリス軍は1900年3月にヨハネスブルグ、5月にブルームフォンテーンとプレトリアを占領して優勢に立った。それに対抗してボーア人側はゲリラ戦術を激化させた。イギリス軍はこのゲリラ戦術に苦しめられ、当初6週間でケリを付けるつもりであったところ、勝利を得るまでに2年6カ月もかかった。
ボーア戦争の損害は甚大であった。2億3000万ポンドという膨大な戦費が費やされて、イギリス人・ボーア人側双方とも戦死者・戦病死者2万人を超え、またイギリスはボーア人ゲリラへの支援を防ぐため各地に強制収容所を創設してボーア人婦女子を収容した結果、そこでも2万人以上の死者が出た。
多くのイギリス人兵士が死傷しているという報告を受けたヴィクトリアはインド人兵士を戦わせるべきであると考え、インド藩王たちに高位の勲章を与える代わりにインド人兵士を南アフリカの戦地へ続々と送らせた。ソールズベリー侯爵も「安価で出兵に議会の承認がいらない軍隊」としてインド兵を積極的に戦地に送り出していた。
この悲惨な戦争はこれまで成功に継ぐ成功で帝国主義に輝かしいイメージしか持たなかったイギリス人の心が初めて折れた戦争となった。だがヴィクトリアは強気で大臣たちに「戦争がどんなに長期化しようとどんなに犠牲が増えようと幸せな結末に導くという断固たる決意があることを敵軍に思い知らせれば、戦果は心配に及びません」と述べていた。ボーア戦争は1902年5月に終わったが、その時にはヴィクトリアはすでに崩御していた。
- 1899年12月11日、マガースフォンテインの戦い（英語版）で装甲列車から銃撃するイギリス軍
- 1900年1月24日、スピオンコップの戦い（英語版）で戦死したイギリス兵たち
- ボーア人強制収容所

#### 対ヨーロッパ外交

##### ルイ・フィリップとニコライ1世
1843年9月にヴィクトリアはフランス王ルイ・フィリップを訪問した。これはヘンリー8世以来のイングランド王の訪仏であった。
ルイ・フィリップはオルレアン家の当主だが7月革命でブルボン家からフランス王位を簒奪した者と看做されており、またブルジョワへの人気取り的政策からヨーロッパの他の君主たちから嫌われていた。だがヴィクトリアは叔父ベルギー王レオポルド1世がルイ・フィリップの娘ルイーズ＝マリーと結婚していた関係で親オルレアン家だった。ルイ・フィリップと親交を深めたヴィクトリアは「このことをロシア皇帝が知ったらきっと酷く不機嫌になるでしょう。しかし我々にはあまり関係のないことです」と日記に書いた。
実際フランスを敵視するロシア皇帝ニコライ1世はヴィクトリアの訪仏を警戒し、フランスに出し抜かれぬよう英露関係を強化すべく1844年6月に訪英した。ヴィクトリアはこのロシア皇帝訪英に警戒するフランス世論について「気に入らないならフランス人も彼らの国王なり王子なりを我が国に送ってくればいいだけです。」とレオポルド王への手紙の中で述べた。ヴィクトリアはバッキンガム宮殿の宴会の席でニコライ1世に「フランスには嫌悪、トルコには侮蔑の感情を持っている」と外交儀礼を欠いた物言いをした。これは自分をないがしろにして政治を行うアルバートやピールにわざと聞かせる目的があったという。
1848年革命によってフランスではルイ・フィリップが廃位に追いやられ、彼はヴィクトリアにイギリス亡命を請願した。ヴィクトリアは首相ジョン・ラッセルからフランスにできた共和政政府（フランス第二共和政）から睨まれる様な事をしないようにと忠告を受けていたが、結局叔父ベルギー王レオポルド所有のクレアモント館をルイ・フィリップに与えた。
- オルレアン家のフランス王ルイ・フィリップ
- ロシア皇帝ニコライ1世

##### ナポレオン3世の登場とクリミア戦争

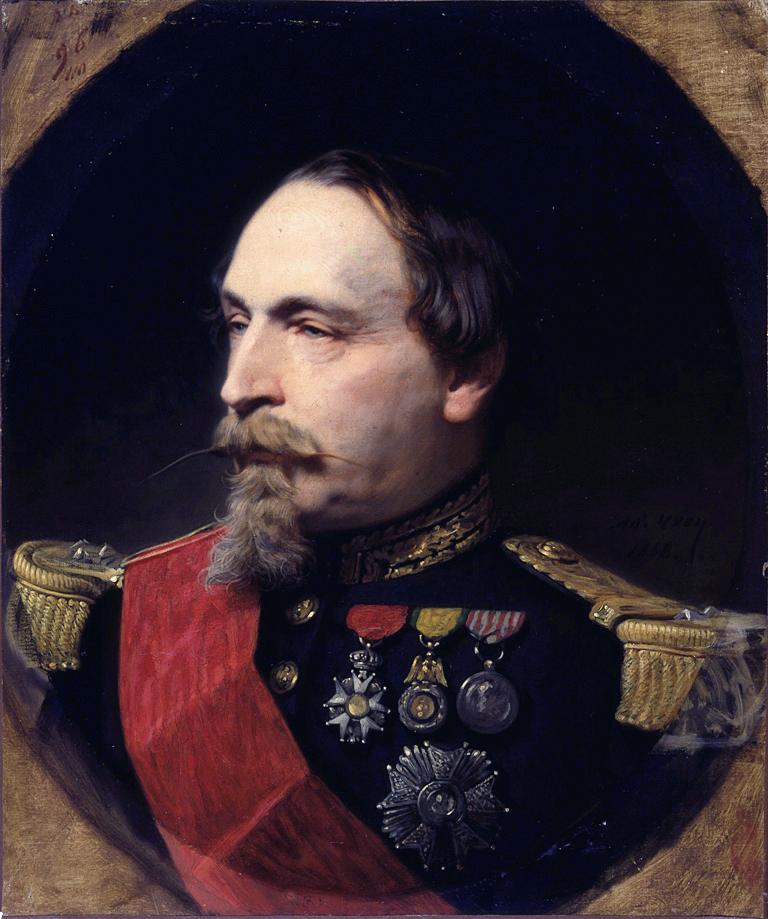
フランス皇帝ナポレオン3世。

フランス第二共和政で大統領に選出されたルイ・ナポレオン・ボナパルトは議会と対立を深める中で1851年にクーデタを起こして成功させ、1852年に皇帝に即位してナポレオン3世となった。ナポレオン3世のクーデタの際にイギリスは中立を宣言していたが、パーマストン外相が独断でナポレオン3世にクーデタ成功の祝電を送ったため、ヴィクトリアはラッセル首相に彼の解任を求め、首相もそれに応じた。1852年12月にロンドンで締結された秘密議定書によってイギリス、プロイセン、オーストリア、ロシアは皇帝ナポレオン3世を承認したが、反仏的なロシア皇帝ニコライ1世はナポレオン3世に王号を認めず、ナポレオン3世を苛立たせた。
ロシア帝国は当時崩壊寸前だったオスマン＝トルコ帝国の切片を拾い上げる目的で当時トルコ領だったバルカン半島に在住する正教徒の保護権を求めてトルコと対立を深めていた。これに対抗してナポレオン3世はトルコに加担するようになり、トルコからエルサレムのローマ・カトリック教徒の保護権を認められた。トルコの態度に激怒したロシア軍は1853年7月からトルコ領へ侵攻を開始した。11月に両国が宣戦布告してクリミア戦争が始まった。
アバディーン伯爵内閣は閣内分裂状態で初めどちらに付くべきか結論が出なかった。だが海洋の覇者イギリスとしてはロシアが黒海から地中海に出てきたり、あるいは北方のバルト海を支配することは避けたかった。ヴィクトリアもロシア軍の地中海南下に危機感を露わにしていた。ナポレオン3世が英仏共同でロシアに最後通牒を突きつけようと提案してきたこともあり、結局イギリスはそれに乗ることになった。最後通牒で一カ月以内の占領地からの撤収をロシアに求めたが、ロシア皇帝ニコライ1世はこれを無視したため英仏はオスマン側で参戦した。
しかし40年間ヨーロッパでの戦闘経験がないイギリス陸軍は脆弱であり、しかも英仏軍はナポレオン戦争を引きずってどこかギクシャクしていた。戦争は泥沼化し、前線は多くの死傷者、病人を出した。ヴィクトリアは王女や女官たちとともに前線の兵士たちのためにマフラーや手袋を編んだ。戦死者の寡婦に弔慰状を書く事にも精を出した。1854年にはクリミア・メダルを制定し、閲兵式において兵士たちに自ら授与した。負傷兵の慰問にも出かけた。またプロイセン王フリードリヒ・ヴィルヘルム4世に書状を送り、最低でも中立を保つよう依頼した。
クリミア戦争中の1855年4月16日にナポレオン3世と皇后ウジェニーが訪英した。親オルレアン家のヴィクトリアは革命から生まれ出たボナパルト家を嫌っていたが、ナポレオン3世とウジェニーのことはすっかり気に入ったようだった。二人と別れる際にはヴィクトリアは涙ぐんでお別れの言葉を述べた。ただこの頃ナポレオン3世はクリミア半島へ自ら出陣する意思を固めており、ヴィクトリアは大臣たちからそれを諌止してほしいと頼まれていたが、彼女の説得にもナポレオン3世は翻意しなかった（結局彼は自らの暗殺未遂事件があった後にこの計画を断念した）。
パリ万国博覧会開催中の同年8月、返礼としてヴィクトリアとアルバート、ヴィッキー、バーティが訪仏した。ヴィクトリアは子供たちも皇帝が好きになったと日記に書いている。バーティはナポレオン3世に「貴方の息子だったらよかったのに」と語ったという。ナポレオン3世にとって何より重要な儀式となったのは、ヴィクトリアが廃兵院を訪問してナポレオンの棺を詣でたことだった。その場ではナポレオンに敬意を払っていたヴィクトリアだったが、帰国後にはナポレオンの棺について「見事でしたけどプールに似ていたわ」と嫌味を述べた。
一方前線ではセヴァストポリ要塞攻防戦でロシア軍と英仏軍が激戦を繰り広げていた。ヴィクトリアは外相クラレンドン伯爵に「ここを陥落させればオーストリアとプロイセンもこちら側で参戦するはず。文明世界を食らう野蛮国ロシアは周辺の列強全てで封じ込めなければいけません」と語った。1855年9月にセヴァストポリ要塞が陥落したことでロシア皇帝アレクサンドル2世は戦意を喪失し、ナポレオン3世の提唱するパリ講和会議を受け入れ、1856年3月30日にパリ条約が締結されて終戦した。だがこれはイギリスの意に反する形で行われ、ヴィクトリアはナポレオン3世に不信感を持つようになった。とはいえイギリスも一人で粘るわけにはいかず結局この条約に追従する羽目になった。
しかしパリ条約は双方利益が少なく、これでは何のために多くのイギリス人の命が失われたのか分からないとヴィクトリアは不満だった。伯父レオポルド王に宛てて「イギリスの目的は野蛮大国ロシアの危険な野望からヨーロッパを救う事です。オーストリアとプロイセンが1853年の段階でロシアに断固たる姿勢をとっていたらこんなことにはならなかったのに」と書いた。
- 1855年8月25日、ヴェルサイユ宮殿のオペラ劇場。訪仏したヴィクトリアとアルバートの歓迎晩餐会を描いたウジェーヌ・ラミの絵画
- バラクラヴァの戦いにおいてロシア軍の突撃を防いだ第93歩兵連隊の「シン・レッド・ライン（英語版）」を描いたロバート・ギブ（英語版）の絵画
- クリミア戦争の負傷者を慰問するヴィクトリア、アルバート、バーティ王太子、アルフレッド王子を描いたジェリー・バレット（英語版）の絵画

##### ビスマルク、ナポレオン3世との対立

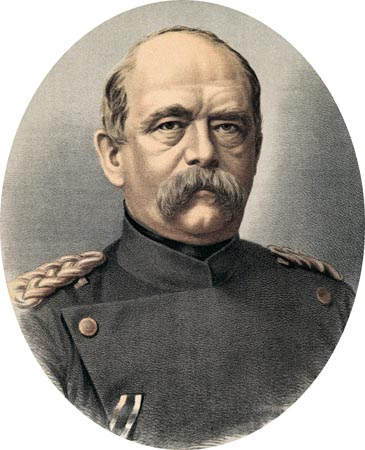
ドイツ帝国・プロイセン王国宰相オットー・フォン・ビスマルク。

ヴィクトリアの長女ヴィッキーは1858年にプロイセン王国国王代理ヴィルヘルム1世の長男フリードリヒ王子（フリードリヒ3世）と結婚した。二人は1859年に後にヴィクトリアと因縁になる長男ヴィルヘルム王子（ヴィルヘルム2世、愛称ウィリー）を儲けた。ヴィクトリアは1860年9月にザクセン＝コーブルク＝ゴータ公国のコーブルクを訪問した際に初めてウィリーと出会った。ヴィクトリアはこの初孫について日記に「素晴らしく良い子だ。白い美しい肌と繊細な輪郭、ヴィッキーやフリッツのような素晴らしい顔、髪の毛はブロンドの巻き毛。私たちは彼を見ることができて幸せだ」と書いている。
1861年にヴィルヘルム1世がプロイセン王に即位し、1862年にオットー・フォン・ビスマルクがプロイセン宰相となり、プロイセンは軍拡・ドイツ統一に乗り出した。だがドイツ統一をめぐっては大ドイツ主義（オーストリア中心の統一）と小ドイツ主義（プロイセン中心の統一）の対立があった。1863年にオーストリアは大ドイツ主義的なドイツ連邦改革を行おうとフランクフルトでドイツ連邦諸侯会議を開催するもプロイセンが反発して出席を拒否し対立が深まった。ヴィクトリアは1863年8月にアルバートの銅像の完成記念にコーブルクを訪問したが、この際にコーブルクまで彼女に会いにやってきたプロイセン王ヴィルヘルム1世やオーストリア皇帝フランツ・ヨーゼフ1世と会見した。ヴィクトリアは両国君主に協調を求めたが、ヴィルヘルム1世もフランツ・ヨーゼフ1世もにべもなく自国の譲歩を拒否した。
1863年11月にデンマーク王に即位したクリスチャン9世がロンドン議定書に違反してシュレースヴィヒ公国へのデンマーク憲法の適用を強行したのに対して、プロイセンとオーストリアはデンマークにロンドン議定書を守らせるとして第二次シュレースヴィヒ＝ホルシュタイン戦争を開始した。王太子バーティはデンマーク王女アレクサンドラを妃に迎えており、一方長女ヴィッキーはプロイセン王太子の妃となっていた。だがヴィクトリアにとって決定的なことは生前アルバートがシュレースヴィヒ＝ホルシュタイン問題で常にプロイセンを支持してきたことであり、彼女もその立場を踏襲した。大臣たちに対して「ヨーロッパの平和のため重要なことは一つ。自らこの事態を招いたデンマークを支援しないことです」と主張した。閣内でも「平和派」が主導権を握り、最終的にイギリスはデンマークを見殺しにすることになった。
だがプロイセンへの肩入れもそこまでだった。その後のヴィクトリアはプロイセンへの警戒感を強めた。彼女はロンドン議定書に反してシュレースヴィヒやホルシュタインを併合しようとしているプロイセンに強い怒りを感じていた。ヴィルヘルム1世に宛てて「この恐ろしい時期に私も口を閉ざすわけにはいきません。貴方はある男に騙されているのです。」と書いて送った。1865年には伯父レオポルド王への手紙の中で「プロイセンは極悪非道の限りを尽くしています。不愉快千万です」と怒りを露わにしている。プロイセンは小ドイツ主義統一を確固なものとするため1866年に普墺戦争を起こし、オーストリアを打倒して北ドイツ連邦を樹立した。この際に従兄妹であるゲオルク5世(カンバーランド公)が国王として君臨するハノーファー王国はプロイセンに併合された。
一方ナポレオン3世は1863年に彼の伯父を否定するウィーン体制を破壊しようと1815年のウィーン議定書とパリ条約の改正のためにパリで国際会議を開催することを提唱した。もともとクリミア戦争末の裏切りでナポレオン3世に不信感をもっていたヴィクトリアはこれによって本格的に彼を嫌うようになった。ヴィクトリアはこのナポレオン3世の提案を「無礼千万」と非難している。
ヴィクトリアはビスマルクとナポレオン3世の二人こそがウィーン体制を破壊する元凶と確信した。
- 1858年、結婚したばかりの頃の長女ヴィッキーと娘婿フリードリヒ(プロイセン王子)
- 1862年、プロイセン王太子フリードリヒと王太子妃ヴィッキー。彼らの子供であるヴィルヘルム王子とシャルロッテ王女とともに。

##### 普仏戦争
1867年春にルクセンブルクをめぐって普仏戦争の危機が高まる中、ヴィクトリアは介入に消極的な首相ダービー伯爵や外相スタンリー卿（首相ダービー伯爵の息子）に活を入れてロンドン会議を開催させ、ルクセンブルクを永世中立国にするロンドン条約の締結で危機を収束させた。だがビスマルクは南ドイツ諸国を取り込むためにフランスとの戦争を欲していた。結局スペイン王位継承問題を利用したビスマルクの策動で1870年にナポレオン3世はプロイセンへの宣戦布告に追い込まれ、普仏戦争が勃発した。ナポレオン3世は緒戦でプロイセン軍の捕虜となり、完全に失脚した。ビスマルクは戦争で高揚したドイツ・ナショナリズムを背景にプロイセン王ヴィルヘルム1世をドイツ皇帝に即位させてドイツ帝国を樹立した。
この間ヴィクトリアにできたことはベルギーの中立を守ることをプロイセン、フランス双方に約束させること、イギリスへの亡命を希望するウジェニー皇后を受け入れてやること、そして新生ドイツ帝国がフリッツやヴィッキーの望む形になる事を祈ることのみだった。1871年3月にプロイセン軍から釈放されたナポレオン3世の亡命も受け入れた。彼はウィンザー城でヴィクトリアと会見したが、落胆しきって涙ぐんでいたといい、ヴィクトリアは日記に「前回（1855年）勝利者としてここにやってきた時の彼と何という違いか」と書いている。
また戦後ヴィクトリアは親仏派の王太子バーティがドイツ皇太子夫妻（ヴィッキー・フリッツ）と疎遠になって一族がばらばらにならないよう関係を取り持つことに努めた。ヴィクトリアもバーティもドイツ皇太子夫妻もビスマルクを危険人物とする点では見解は一致していた。

##### 露土戦争

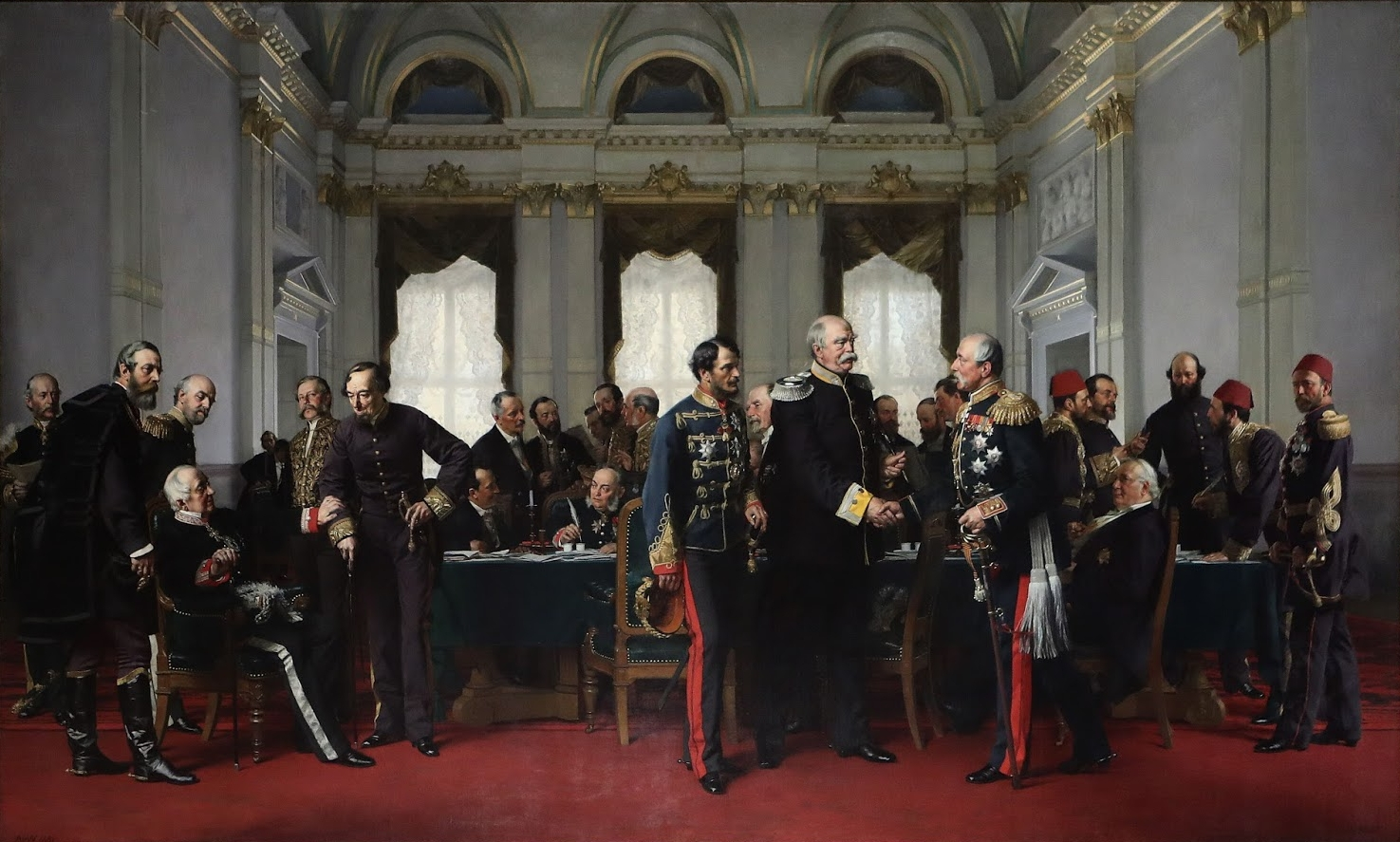
1878年のベルリン会議。左側で椅子に座っている人物がロシア帝国外相アレクサンドル・ゴルチャコフ公爵。彼と話をしている人物が英首相ベンジャミン・ディズレーリ。

1875年にバルカン半島のキリスト教徒のスラブ民族に対して残虐行為を行うオスマン＝トルコ帝国の支配に対してスラブ民族が蜂起した。1877年には汎スラブ主義を高揚させたロシア帝国がバルカン半島支配権をめぐってトルコに戦争を挑み、露土戦争が発生した。ディズレーリ首相は親トルコの立場を取ったが、トルコのキリスト教徒への残虐行為から議会・国民世論から強い反発を受けた。ディズレーリを寵愛するヴィクトリアさえもがディズレーリに「なぜトルコのキリスト教徒虐殺に抗議しないのか」と詰め寄っている。
だがディズレーリはバルカン半島をスラブ人小国家郡の割拠状態にしてしまうとロシアの食い物にされるだけと考えていた。ヴィクトリアもこれについては同じ考えであり、彼女はトルコ批判者が主張するようなトルコを処罰してその国土を分割せよというような案はロシアを利するだけとして批判した。また「トルコの野蛮性」を盛んに主張する英国世論が「ロシアの野蛮性」を主張しないことも不可思議に思っていた。
露土戦争は終始ロシア軍の優位で進み、ヴィクトリアはロシアに対する危機感を強めた。ロシア外相アレクサンドル・ゴルチャコフ公爵はスエズ運河、ダーダネルス海峡、コンスタンティノープルを奪ってイギリスの権益を侵すような真似はしないので中立を保ってほしいとイギリス政府に依頼していたが、ヴィクトリアはロシアの約束など全く信じていなかった。対ロシア開戦に消極的な外相ダービー伯爵（かつての首相ダービー伯爵の息子）を批判し、ディズレーリ首相に軍を出動させるよう発破をかけ続けた。しまいには退位をちらつかせて首相を脅迫した。ソールズベリー侯爵夫人はこの頃のヴィクトリアの状態を「自制心を失っており、閣僚たちをこづきまわしては戦争へ持っていこうとした」と評している。1878年1月にはディズレーリに宛てた書状の中で「私が男だったら自ら出ていって、あの憎たらしいロシア人どもをぶちのめしてやるのに」と激昂している。
結局ディズレーリ首相は軍に臨戦態勢に入らせながらも参戦しないまま、3月にはトルコとロシアの間にサン・ステファノ条約が締結された。この条約によりトルコはヨーロッパにおける領土をほぼ喪失し、ロシアはトルコから90キロに及ぶ黒海沿岸地域の割譲を受け、さらにエーゲ海にまで届く範囲でバルカン半島にロシア衛星国ブルガリア公国が置かれ、地中海におけるイギリスの覇権が危機に晒された。またアルメニア地方のカルスやバトゥミをロシアが領有し、イギリスの「インドへの道」も危険に晒された。イギリスの権益など形だけしか守られていないこの条約に英国世論もヴィクトリアも激高した。ディズレーリもロシアに対してブルガリア公国建国の中止、アルメニア地域のロシア領土の放棄を要求し、ロシアが拒否するならイギリスもキプロスとアレクサンドリアを占領すべきと主張するなど強硬姿勢を示すようになった。
ロシアはドイツの支持を当て込んで（またすでにイギリスを半ば敵に回しているのにドイツまで敵に回すわけにはいかないので）ビスマルクが提唱する露土戦争の戦後処理国際会議ベルリン会議の開催に賛同した。ディズレーリは自らがベルリン会議に出席する決意を固めたが、ヴィクトリアは「ディズレーリは健康を害している。彼の命は私と我が国にとって重要な価値があり、危険に晒されることは許されない」として反対した。だがディズレーリは「鉄血宰相」と対決できる者は自分しかいないと主張して女王を説得した。
ベルリン会議でディズレーリはアジアに通じる大英帝国通商路を守るために全力を尽くした。ベルリン会議の結果、ブルガリア公国は分割され、ロシアのエーゲ海への道は閉ざされた。さらにイギリスはキプロス領有が認められ、東地中海の覇権を確固たるものとした。ビスマルクも「あのユダヤ人の老人はまさに硬骨漢だ」と驚嘆したという。

##### ブルガリア公と孫モレッタの縁談
1884年、フリッツとヴィッキーの娘の一人であるヴィクトリア（モレッタ）はバッテンベルク家出身のブルガリア公アレクサンダルと恋愛関係になり、結婚を希望するようになった。ヴィッキーはこの縁談を積極的に推進した。
ブルガリア公は伯父であるロシア皇帝アレクサンドル2世の意向によりブルガリアの君主に擁立されていた人物だが、ロシアの傀儡君主にされる事を拒否してロシアと対立を深めていた。ブルガリア公としては是非ともこの縁談を成功させて後ろ盾が欲しかった。ヴィクトリアもバッテンベルク家をバルカン半島における対ロシア防波堤と看做しており、バッテンベルク家と自分の子孫の縁談を積極的に推進していた。1883年にはヴィクトリアの次女アリスとヘッセン大公ルートヴィヒ4世の間の長女ヴィクトリア・アルベルタがブルガリア公の兄ルートヴィヒ・フォン・バッテンベルクと婚約し、またヴィクトリアの五女ベアトリスもハインリヒ・モーリッツ・フォン・バッテンベルク（ブルガリア公の弟）と婚約した。
それに続いてモレッタとブルガリア公の婚約が成立すればロシアから「イギリスとブルガリアの接近にドイツが加担している」と疑われる恐れがあった。ロシアとの関係悪化を恐れるビスマルクの策動によりこの縁談は破壊された。ヴィッキーはこれを「自分のことをイングランドから来た破壊者としか看做していないプロイセン人の迫害行為」と認定した。ヴィクトリアもヴィッキーを支援すべくわざわざ訪独してきてこの論争に参加した。ビスマルクはヴィクトリアの動きを「明らかに独露を離間する政治目的」と見て忌々しく感じていた。ヴィクトリアを黙らせるためビスマルクは彼女に私的な謁見を申し入れ、彼女と議論に及び、ついに結婚中止を認めさせた。
1885年にウィリーは「自分とハインリヒがバーティ叔父の招待でサンドリンガムを訪れた時、『鬼ババア』はブルガリアの縁談話がお流れになったのを根に持って自分たちと会おうとしなかった」と外相ヘルベルト・フォン・ビスマルクに報告している。
- ブルガリア公アレクサンダル
- フリッツとヴィッキーの娘モレッタ

##### ビスマルクとの会見と娘婿の死
1888年3月にドイツ皇帝ヴィルヘルム1世が崩御し、娘婿フリッツがフリードリヒ3世としてドイツ皇帝に即位した。しかし彼は喉頭癌を患っており、先は長くなかった。4月にヴィクトリアはフリードリヒ3世のお見舞いも兼ねてイタリア、オーストリア、ドイツ歴訪の外遊に出た。
ドイツに到着すると宰相オットー・フォン・ビスマルクを引見した。ヴィクトリアはビスマルクが噂に聞くより紳士的であったことに驚いたという。ビスマルクはオーストリアがロシアに攻撃されたらドイツはオーストリアを助けねばならない。ロシアはフランスと組むであろうから、そうなるとイギリスが重要になってくると述べた。これに対してヴィクトリアはフランスは政権が不安定なので早々戦争には乗り出さないだろうと無難に返事をした。またヴィクトリアはヴィッキーとフリッツを支えてほしいと依頼した。ビスマルクは自由主義者のこの二人を全く信用していなかったが、その場の口先ではもちろんですと返答した。フリッツとヴィッキーの長男である皇太子ヴィルヘルム(愛称ウィリー)についても話が及び、ヴィクトリアは「ウィリーは未熟であり、イングランド以外にも外遊させて見聞を広げさせるべきではないか」と述べたが、ビスマルクは「殿下はまだ文政をご存じでないですが、もともと頭の良い方なので水の中で放っておいて差し上げればすぐにも泳げるようになりましょう」と回答した。
ついでフリードリヒ3世に面会したが、彼はすでに死にかけの状態でしゃべることはできなかった。ヴィクトリアは彼に接吻し、回復したら是非イングランドへ訪問をと要請した。また駅まで出迎えに出たヴィッキーを慰めた。ヴィクトリアは日記に「ゆっくりと駅を離れる汽車の窓越しに顔をくしゃくしゃにしたヴィッキーを見ながら、私はあの子を待ち受ける恐ろしい運命を思ってぞっとした。哀れな我が子よ。貴女の苦難を少しでも軽くするためなら私はどんなことを厭いません。」と書いている。

##### ヴィルヘルム2世との対立

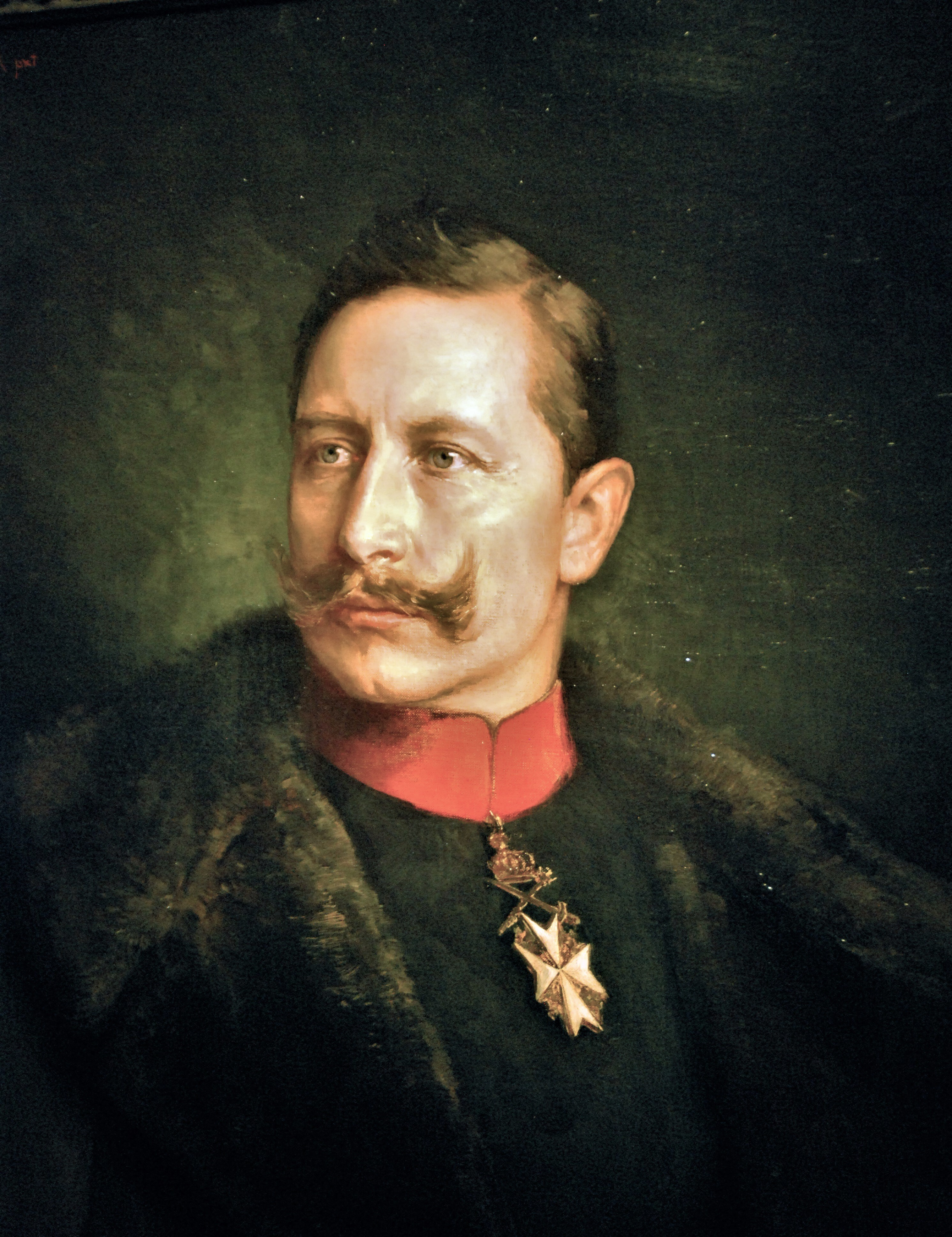
孫にあたるドイツ皇帝ヴィルヘルム2世。

1888年6月、フリードリヒ3世が在位99日にして崩御し、ウィリーがヴィルヘルム2世として第3代ドイツ皇帝に即位した。ヴィクトリアは早速この孫に「私は断腸の思いでいます。気の毒な貴方のお母さんのために出来るだけのことをしなさい。また高貴で慈愛にあふれ、この世で最も偉大であった貴方のお父さんを手本となさい」という手紙を送った。この時にはヴィルヘルム2世も「最愛のおばあちゃま」宛てに「母の願い事を叶えるために最大の努力をしているところです」と母を重んじているかのような返信をした。だが反自由主義者のヴィルヘルム2世とビスマルクは「イギリス女」ヴィッキーを事実上の幽閉状態に置いていた。ついにヴィッキーはイギリスに帰りたいと吐露する手紙をヴィクトリアに送るようになり、それを読んだヴィクトリアは日記に「腸が煮えくりかえる思いである」と書いている。
ビスマルクの外交手腕でドイツ帝国はヨーロッパ政治の中枢になっていたが、海軍力ではイギリスに水をあけられていた。ドイツの工業力は飛躍的に伸びており、強力な海軍を建設することも不可能ではなかったが、ビスマルクはあくまで外交で各国を操ってドイツの国際的地位を優位にしようと考えていたため、他国に警戒感を強めさせる過大な軍事力は邪魔だった。一方ヴィルヘルム2世はいつまでもドイツの海軍力をイギリスの下にしておくつもりはなく、イギリスを越える大植民地帝国を創り上げるつもりだった。それを邪魔立てするつもりなら祖母の国との対決も辞さない覚悟だった。ヴィクトリアはヴィルヘルム2世が6歳の頃「『あの恐ろしいプロイセン流の誇りと野心』を持たないよう育ってほしい」と日記の中で祈願していたが、その願いは叶わなかった。
1889年4月、ヴィルヘルム2世がウィーンを訪問していた際に英国王太子バーティもウィーンを訪問し、バーティは甥に会談を申し込んだが、ヴィルヘルム2世は自分がまず会見して敬意を表すべき相手はオーストリア皇帝フランツ・ヨーゼフであり、まだ王太子に過ぎないバーティではないとして拒否した。この件にヴィクトリアもバーティも「叔父にあたる者に対して無礼である」と激怒した。この騒動は8月にヴィルヘルム2世が訪英してバーティと和解することで何とか解決したが、ヴィクトリアは英独関係に不安を感じるようになり、ビスマルクに自分の肖像画を送るなどして彼を引き込もうとし、ヴィルヘルム2世を抑えさせようとしたが、ビスマルクは1890年にヴィルヘルム2世により辞職に追いやられた。
ヴィルヘルム2世はヴィクトリアやバーティが尊属として自分より上の立場から物を言うことが気にくわず、「イギリスは自分を皇帝として遇していない」と批判するようになった。それに対してヴィクトリアは「私と王太子は、孫であり甥である彼とは親密な関係にあった。にもかかわらず『皇帝陛下』としての待遇を公私問わずに要求してくるとは狂気の沙汰である。」と怒り心頭に発して語っている。しかしこうした見解はヴィルヘルム2世だけのものではなく、多くのドイツ国民も自分たちの皇帝を子供扱いするイギリス女王に無礼なりと感じている人が多かった。
ヴィルヘルム2世は年に一度訪英したが、ヴィクトリアにとっては煩わしい行事になり、外務官僚たちにとっても外交儀礼に苦心させられる行事となった。前述したようにヴィルヘルム2世は1896年ジェームソン侵入事件の際にトランスヴァール共和国大統領クリューガーに祝電を送った。「イギリスに悪気があってしたのではない」というヴィルヘルム2世の弁明をヴィクトリアも一応受け入れたが、ヴィクトリアの内心の怒りは強く、その後様々な理由を付けてヴィルヘルム2世の訪英を拒否するようになった。ようやくヴィクトリアの勘気が解けてヴィルヘルム2世が訪英を許されるようになったのは1899年になってのことだった。

##### ニコライ2世との親交
1894年4月に亡き次女アリスの娘であるアリックス（アレクサンドラ）がロシア皇太子ニコライ（愛称ニッキー）と結婚した。アリックスはヴィクトリアにとってお気に入りの孫娘であり、かつてはバーティの長男エディ王子の妃にと考えていたほどだった。ヴィクトリアは「ロシアは革命運動で政情不安定であり、いつ恐ろしいことが起こるか分からない」と考えていたため、この結婚に不安を感じていたという。
その年の11月にロシア皇帝アレクサンドル3世が崩御し、ニッキーがニコライ2世としてロシア皇帝に即位した。ニコライ2世とアリックスこと皇后アレクサンドラは1895年9月に訪英した。ヴィクトリアは夫妻をスコットランドのバルモラル城に迎えた。ニコライ2世はイギリスの植民地支配を脅かす意思は全くないことを強調しつつ、ヴィルヘルム2世がイギリスの植民地を狙っていることを批判してヴィクトリアを喜ばせた。ヴィクトリアはこの会談でニコライ2世のことがすっかり気に入り、別れる際には「英露は世界最強の二大国として手を取り合うべきです。そうすれば世界平和が保たれます」と語った。ヴィルヘルム2世が「出禁」になっているのを尻目にニコライ2世は毎年のように訪英しヴィクトリアと親交を深めた。
1899年にヴィクトリアはニコライ2世に「私たちのところへ来るたびに貴方の悪口を言うヴィルヘルムが、貴方のところで私たちを中傷しているのではないかと心配しています。その時にはどうか私に直接問い合わせてください。彼の悪意に満ちた不誠実なやり口に止めを刺さなければなりません。」という手紙を送った。
- ロシア皇帝ニコライ2世
- 孫娘にあたるロシア皇后アレクサンドラ（アリックス）

### 崩御

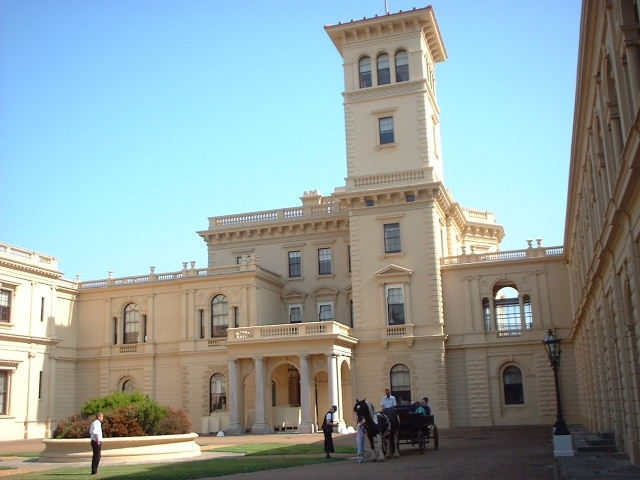
ヴィクトリア女王崩御の地ワイト島のオズボーン・ハウス。

ヴィクトリアは1900年4月のアイルランド訪問でだいぶ疲労した様子を見せるようになった。同年晩夏頃からは不眠症に苦しむようになり、やがて食事もあまり取れなくなっていった。さらに失語症を患うようになった。そのような状態でもヴィクトリアは日々増えるボーア戦争の戦死者の遺族に慰問状を書く激務に励んだ。だが日記の中では「私もそろそろ休息が許されてもいい頃です。81歳でしかも疲れ果てているのですからね」と弱音を吐くこともあった。
1901年に入ると脳出血を起こすようになった。1901年1月16日、オズボーン・ハウスにおいてヴィクトリアはベッドから起き上がれなくなった。侍従医たちは崩御が近いと看做し、1月18日にヴィクトリアの子らに召集がかかった。この時三男コノート公アーサーはベルリン滞在中で、ヴィルヘルム2世はその報を聞くと「ホーエンツォレルン王朝200年祭」を放り出してコノート公とともに緊急訪英した。
四女ルイーズによると1月21日にヴィクトリアは「まだ死にたくない。私にはしなければならないことがまだ残っている。」と述べたという。1月22日正午頃、枕元にすすり泣きながら立つ王太子バーティの存在に気付いたヴィクトリアは、手を広げるような仕草をして「バーティ」と呟いたという。これが判別できる彼女の最期の言葉だった。同日午後4時頃、ヴィクトリアの息遣いが荒くなったため、侍従医リードと買ってでたヴィルヘルム2世の二人掛かりで、ヴィクトリアが息をしやすいように頭を支え、崩御までの2時間半その体勢でいた。ウィンチェスター主教ランダル・デーヴィッドソンが祈祷を捧げ、子供たちや孫たちが見守る中、6時半頃、ヴィクトリアは81歳で崩御した。
ヴィクトリア女王の崩御とともにイギリス新国王となったバーティは最初の枢密院を開くため、1月23日早朝にオズボーン・ハウスを発ってロンドンのセント・ジェームズ宮殿へ向かった。バーティがロンドン滞在で不在の間オズボーン・ハウスの管理はヴィルヘルム2世に委任された。イギリス王室の宮殿が非公式にとはいえ外国君主に委ねられるのは極めて異例だった。ヴィルヘルム2世は彼女の棺の製作と棺を安置する部屋の模様替えを指揮した。この際に彼はウィンチェスター主教に対して「彼女と一緒にいる時、祖母であるという事は常に意識してきた。祖母として愛そうという思いもずっとあった。しかし、話が政治に絡むとその瞬間から私たちは君主同士として対等の関係となった。」と語っている。
バーティは枢密院会議で「自らの王名を『エドワード7世』に定める」と発表した。ファーストネームの「アルバート」にしなかったのは「アルバートといえば誰もが父を思いだすようにしたかった」からだという。枢密院会議を終えたエドワード7世は1月24日午後にはオズボーン・ハウスへ戻った。エドワード7世とコノート公の二人がかりでヴィクトリアの遺体を持ちあげて棺の中に入れた。チャペルに保管された棺にはヴィルヘルム2世の発案でイギリス国旗ユニオンジャックが掛けられ、ヴィルヘルム2世は記念としてその国旗をもらって帰った。
大葬はヴィクトリアの希望通り軍葬で行われた。2月1日、ヴィクトリアの棺は霊柩船でポーツマス、特別列車でヴィクトリア駅まで移送された。そこからエドワード7世とヴィルヘルム2世を先頭にした軍隊の葬列を伴って馬車でセント・ジェームズ宮殿まで移送された。
女王の大葬は2月4日まで行われた。大葬後、エドワード7世の意向で「ムンシー」はじめインド人侍従たちは全てインドへ帰還させられることになり、また「ムンシー」に関する文書も焼却処分された。ジョン・ブラウンの銅像も奥深くに隠された。それ以外にもヴィクトリア思い出の品々が次々と宮殿内から片付けられていった。
ヴィクトリアがエドワード7世に引き渡した王位は、彼女がウィリアム4世から引き継いだ時の王位よりも政治権力の面では大きく弱体化した物ではあったが、国民からの人気はかつてないほど大きくなっていった。世界各地の被支配民からも敬愛の念を一身に集めていたヴィクトリアの名は今日も世界中の地名となって残っている。歴史上彼女ほど多く地図にその名を刻んだ者は存在していない。
- イギリス・バーミンガムにあるヴィクトリア女王像
- カナダ・モントリオールにあるヴィクトリア女王像
- インド・コルカタにあるヴィクトリア女王像
- 中国香港にあるヴィクトリア女王像

## 人物

### 体格・体質

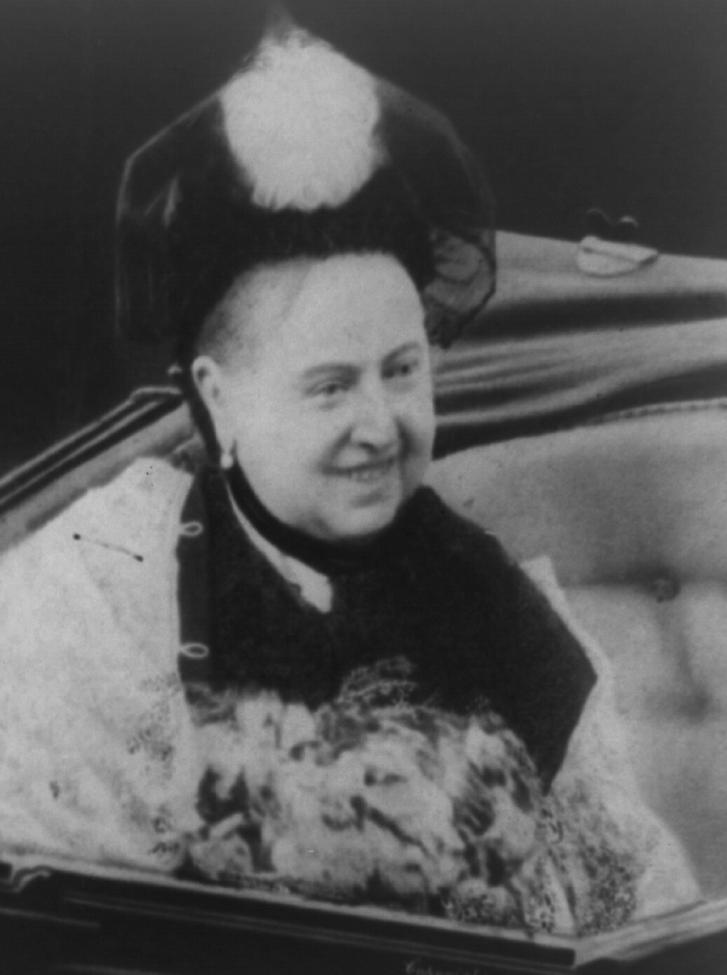
1887年のヴィクトリア女王

ヴィクトリアの身長は145センチメートル足らずであった。一方体重はアルバートとの結婚前にすでに56キログラム、1880年代には76キログラムになっていた。この肥満体質は若い頃にはかなり気にしていたらしく、首相メルバーン子爵に相談したこともあったが、メルバーン子爵は「ハノーファー家はもともと太りやすい体質なのです」と慰めたという。
ヴィクトリアは大変な暑がりであり、宮殿内では女王が立ち寄る予定の部屋は必ず侍従たちが前もって窓を開けておくのが常であった。

### 直情径行
ヴィクトリアは直情径行、我がまま、短気で、理屈は通らない人物だった。
それについてアルバートは「ヴィクトリアは短気で激昂しやすい。私の言う事を聞かずにいきなり怒りだして、私が彼女に信頼を強要している、私が野心を抱いている、と非難しまくって私を閉口させる。そういう時私は黙って引き下がるか（私にとっては母親にしかられて冷遇に甘んじる小学生のような心境だが）、あるいは多少乱暴な手段に出る（ただし修羅場になるのでやりたくない）しかない。」と語っている。ヴィクトリア自身も自らが「矯正不可能」なほど「意見されると感情が激高しやすい性格」であることを語ったことがある。
ヴィクトリアから寵愛を受け続けたディズレーリは「女王陛下とうまく付き合うコツは、決して拒まず、決して反対せず、（受け入れ難い女王の要求に対しては）時々物忘れをすることだ」と語っている。

### 教養の浅薄さ

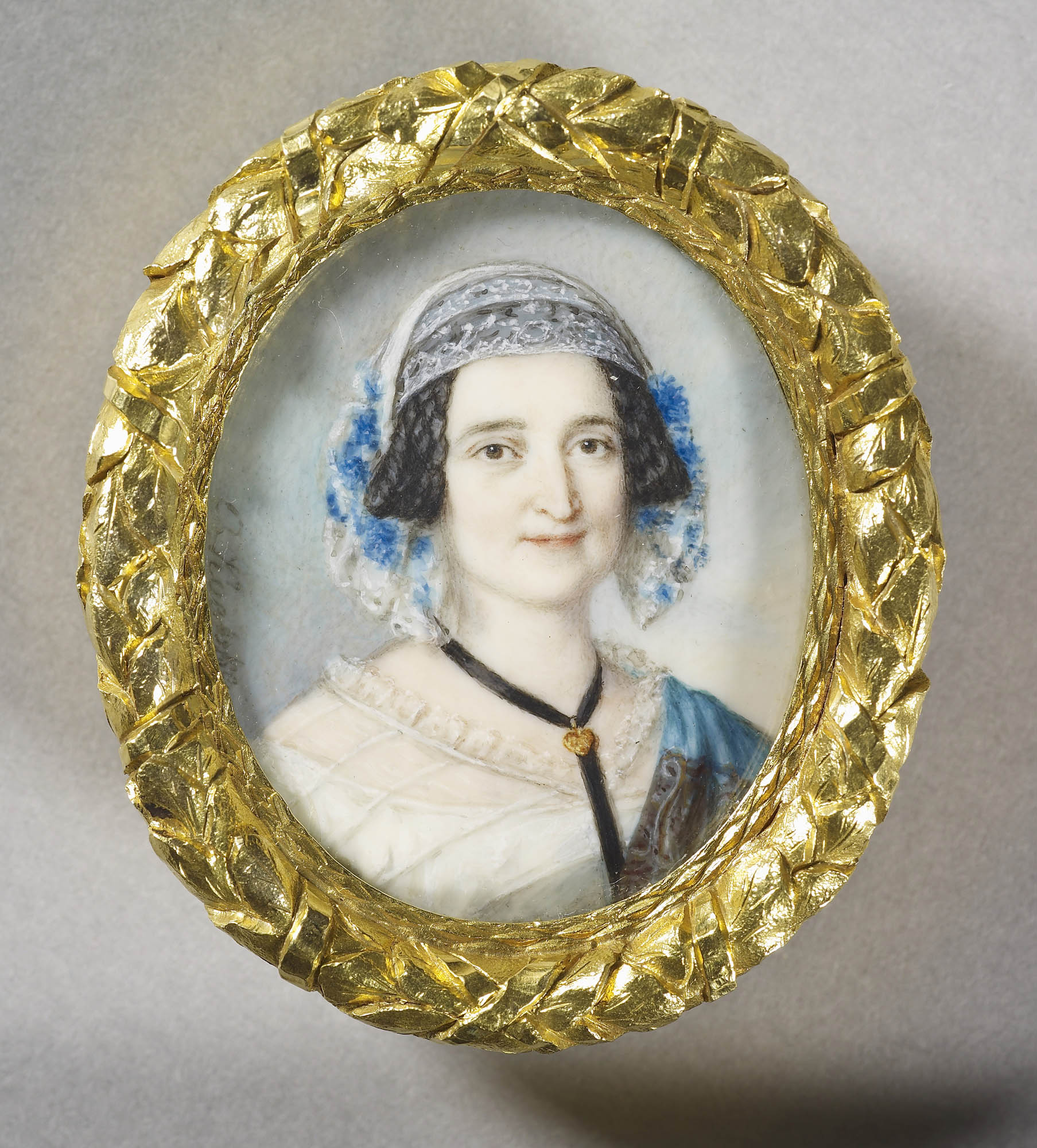
ヴィクトリアの家庭教師レーツェン。女王からの寵愛篤く、ドイツ出身だったことから外国人が宮廷を乱すとして攻撃された

またアルバートは自分に比べてヴィクトリアの教養が浅薄であることを気にかけていた。アルバートは科学や技術に精通していたが、ヴィクトリアにはその分野の知識は皆無であり、そういう話題を避けたがった。芸術や音楽の分野には多少通じていたものの、それもやはりアルバートの高い教養には遠く及ばないレベルだった。アルバートはこれをヴィクトリアの女家庭教師だったルイーゼ・レーツェンの教育のせいであると考えており、それも1842年にアルバートがレーツェンを宮廷から追放した理由であった。レーツェンはヴィクトリアの両親が結婚した時から侍女として仕え、ヴィクトリアが5歳になると家庭教師となり、女王就任時にバロネス（女男爵）の爵位を得た。常に女王の傍に仕え、女王も非常に親愛しており、宮殿から追放されドイツに帰郷したのちも毎週のように書簡をやり取りするほどだった。

### 「ドイツ人」のイギリス女王
ヴィクトリアにはイギリスよりドイツの血の方がはるかに濃く流れている。計算上ヴィクトリアに流れるステュアート家の血は256分の1に過ぎず、残りはほとんどドイツ人の血であった。
このようにドイツの血が濃厚であるという事実はロシア帝国のピョートル3世、エカチェリーナ2世以後のロマノフ家においても同様である。
そのためかヴィクトリアは日ごろから親独派だった。ドイツから来た夫アルバートも同様であったので女王夫妻はドイツ語を日常会話にすることが多かった。アルバートはヴィクトリア以上にドイツ人としての意識が強く、「彼は最終的にドイツ諸国、イギリス、ベルギー、デンマーク、スイスなど『ドイツ民族諸国』を一つにして、ロシア、フランス、およびヨーロッパの民主化の風潮に対抗する勢力にしたいと考えていた」という。
女王夫妻はイギリスの国益を無視してプロイセンを支援しドイツ統一に協力していると疑うイングランド人も多かった。

### 「立憲君主」について

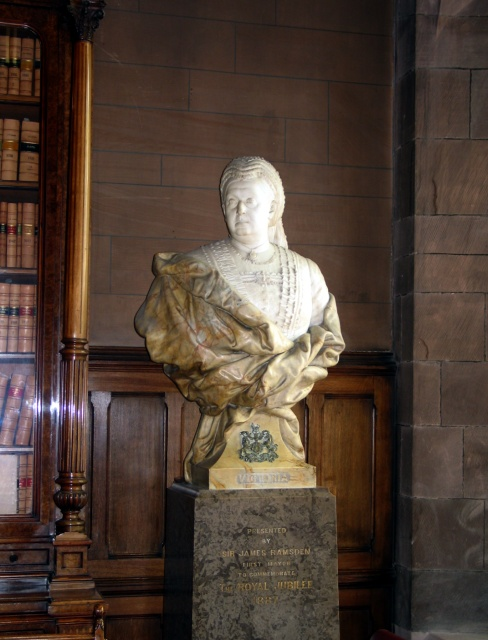
バロー・イン・ファーネス市役所にあるヴィクトリアの胸像

彼女が即位した際の英国王位はいまだ大きな政治的権力を備えていた。とりわけ首相や閣僚の任免、および外交について大きな影響力を持っていた。イギリスは不文憲法の国であり、王の権限も曖昧なところがあった。公的な地位にあったわけでもないアルバートがヴィクトリアに代わって王権を発揮するようなことができたのもそのためだった。
アルバート存命期に王権は伸長したが、彼の死とともに王権は弱体化し、ヴィクトリア朝末期にはイギリス史上かつてないほど王権は小さくなり、立憲君主制が確立されることになった。しかしヴィクトリア当人は自分が持っている物を手放すことに非常に抵抗を感じる性質であり、立憲君主になる意思などなく、受動的にそうなってしまっただけであった。
女王が意見する権利は法律で認められているが、ヴィクトリアはその枠に留まるつもりはなく、首相や陸軍大臣を無視して退任した首相や軍部などに政治について積極的に諮問した。また政府が気に入らない法案を推し進めると退位すると脅迫し、自らを批判する者に対しては怒り狂って反撃した。政府や議会の決定を阻止することができないとしても、その頑固さによって遅延させた。政界の人事にも大きな影響力を持ち、積極的に介入した。
特に女王に独断で政治を進める傾向があったパーマストン子爵に対して「女王の下僕（公務員）や大臣が女王に何も相談せずに行動を起こすことは許さない」という戒めの手紙を送ったことがあった。またその時のパーマストンの上司ジョン・ラッセル首相に対して「1、外務大臣は何を行おうとしているか女王に明確に述べること、女王が何に裁可を与えたか把握するためである。2、一度女王が裁可を与えた場合にはそれ以降外務大臣は独断で政策を変更・修正してはならない。そのような行為は王冠に対する不誠実であり、行われた場合には大臣罷免の憲法上の権限を行使するであろう」と通達している。
アルバートもまた立憲君主の枠に収められるつもりはなかった。彼の側近クリスティアン・フリードリヒ・フォン・シュトックマー男爵は「首相は一時的な指導者に過ぎず、君主こそが永遠の指導者である」と考えており、国王には首相を罷免する権限があると考えていた。アルバートは王に首相を罷免する権利があるかどうかは分からないが、あったとしても罷免を実行すれば最終的に王権が危うくなると考えていたと言われる。
ヴィクトリアは君主としての能力が乏しかったが、アルバートにはその能力があった。アルバートは崩御直前の段階ですでに政府にとっても議会にとってもなくてはならない存在となっていた。その彼がもっと長く生存していたならば、イギリスは立憲君主制とはならなかったのではないかという指摘もある。ディズレーリは「アルバート殿下の崩御によって我々は我々の君主を埋めたのである。このドイツ人君主は歴代イギリス王が誰も持たなかった知力と精力でもって21年間我が国を統治した。彼が我ら老練な政治家たちより長生きしたとすれば、彼は我々に絶対君主制をプレゼントしてくれただろう」と語っている。
アルバートの死後、ヴィクトリアの王権は低下する一方であった。それはなんといっても大臣たちの優秀さの賜物であった。彼らは「政治の素人」の彼女が政治に口を出そうとするのを適切に拒否したのである。晩年の彼女は電報を送る権利さえ奪われそうになった。

### ユダヤ人について

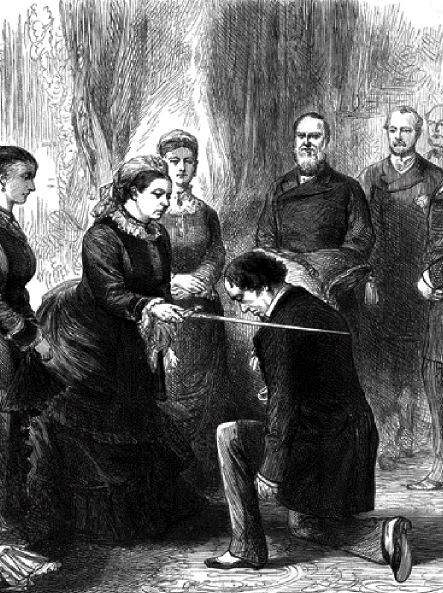
ユダヤ人の首相ベンジャミン・ディズレーリをビーコンズフィールド伯爵に叙するヴィクトリア女王

ヴィクトリア即位の頃にイギリス・ユダヤ人は3万人ほどで、うち半数がロンドンで暮らしていたが、ユダヤ人はキリスト教的な価値観や金融業者のイメージのせいで蔑視され、いまだ政治的に差別的な扱いを受けていた。
ヴィクトリアはヒステリックな反ユダヤ主義者ではなく、ユダヤ人への爵位・ナイト爵の授与はヴィクトリア朝時代から開始された。即位間もない1837年11月9日にロンドン市を公式訪問した際、ユダヤ人シェリフモーゼス・モンテフィオリにナイト爵を授けたのがその最初である。このイギリス史上初のユダヤ人へのナイト爵授与についてヴィクトリアは日記に「正しいと思う事を当然のこととして実行したのは私が最初である。とても嬉しかった。」と書いている。
彼女がとりわけ気に入っていたユダヤ人は首相ベンジャミン・ディズレーリである。ディズレーリは出世のために少年時代にキリスト教に改宗していたが、ユダヤ人をユダヤ教徒ではなく人種(race)ととらえており、自分はユダヤ人種であること、そしてユダヤ人種の優秀性を公言していた。一方ウィリアム・グラッドストンはキリスト教主義的な立場からどこか反ユダヤ主義的であり、ディズレーリ批判を繰り返していたが（たとえばディズレーリの親トルコ外交を「トルコのキリスト教徒虐殺に加担したがっているユダヤ人の本性に根ざしたもの」と批判するなど）、ヴィクトリアはこういうグラッドストンのキリスト教主義的思想を嫌っていた。
一方で1869年にグラッドストンが自由党所属の庶民院議員ライオネル・ド・ロスチャイルドに爵位を与えるべきことを進言してきた際にはヴィクトリアは「ユダヤ貴族は認められない」「貴族は伝統的に地主であるべきで企業家・投機家であってはならない」「准男爵（貴族ではない）までなら許可する」として男爵位以上の授与は拒否している。
しかし1885年7月9日にヴィクトリアはライオネルの息子であるナサニエル・ロスチャイルドに男爵位を与えている。この頃にはロスチャイルド家は所領を手放した貴族たちの土地を買収するようになっており、領民をたくさん従える領主のイメージも付いてきていたため、ヴィクトリアの反発も弱まったものと思われる。先の却下理由の一つである「ユダヤ人貴族は認められない」という点についてはいまだクリアーできていなかったが、恐らくそちらの理由は彼女の中で大きな問題ではなかったのだと思われる。

### 切り裂きジャック事件について
ヴィクトリアは切り裂きジャックのホワイトチャペル殺人事件について興味を持ち、首相ソールズベリー侯爵、内務大臣ヘンリー・マシューズに対して1887年にアーサー・コナン・ドイルの小説で登場したばかりのシャーロック・ホームズのような捜査を求めた。
ヴィクトリアはマシューズに対して夜に婦人ばかりが襲われていることから一人住まいの男を中心に聞き込みすべきだと主張し、また犯人の逃亡ルートを探すため船に対する捜査や夜警の徹底を求めた。
なお王太子バーティの長男エディ王子を切り裂きジャックとする噂が巷に流れていたが、恐らくヴィクトリア女王の耳には入れられていない。

### その他逸話
- カナダの首都は公式にはヴィクトリア女王が選定した。言い伝えによると、この時彼女は目をつぶって地図にピンを突き刺した場所を首都に選び、それがオタワだったという[619][620]。実際にはオタワが東カナダ（英語版）（現ケベック州）と西カナダ（現オンタリオ州）の境界にあり、軍事上守備に適する場所であるため選ばれている[621]。
- 写真好きであり、自分と家族の写真を多く残した。映画フィルムに残っている最初の英国王でもある[597]。
- ある日ヴィクトリアとアルバートが喧嘩してアルバートが部屋の中に閉じこもってしまった。怒ったヴィクトリアはドアを乱暴にノックして部屋の中から「誰だ？」というアルバートの問いかけがあると「イギリス女王です」と答えたが、アルバートは無視したという。何度かこの問答が繰り返された後にヴィクトリアはドアを優しくノックし、アルバートに「誰だ？」と問われると「貴方の妻です。アルバート」と答え、するとアルバートがドアを開いたという。もっともこの逸話は創作であろうといわれている[622]。
- ヴィクトリアの名を冠した伝統的料理にジャムとクリームをスポンジケーキでサンドしたヴィクトリアスポンジがある[623]。

## 家族

### 中産階級の模範として

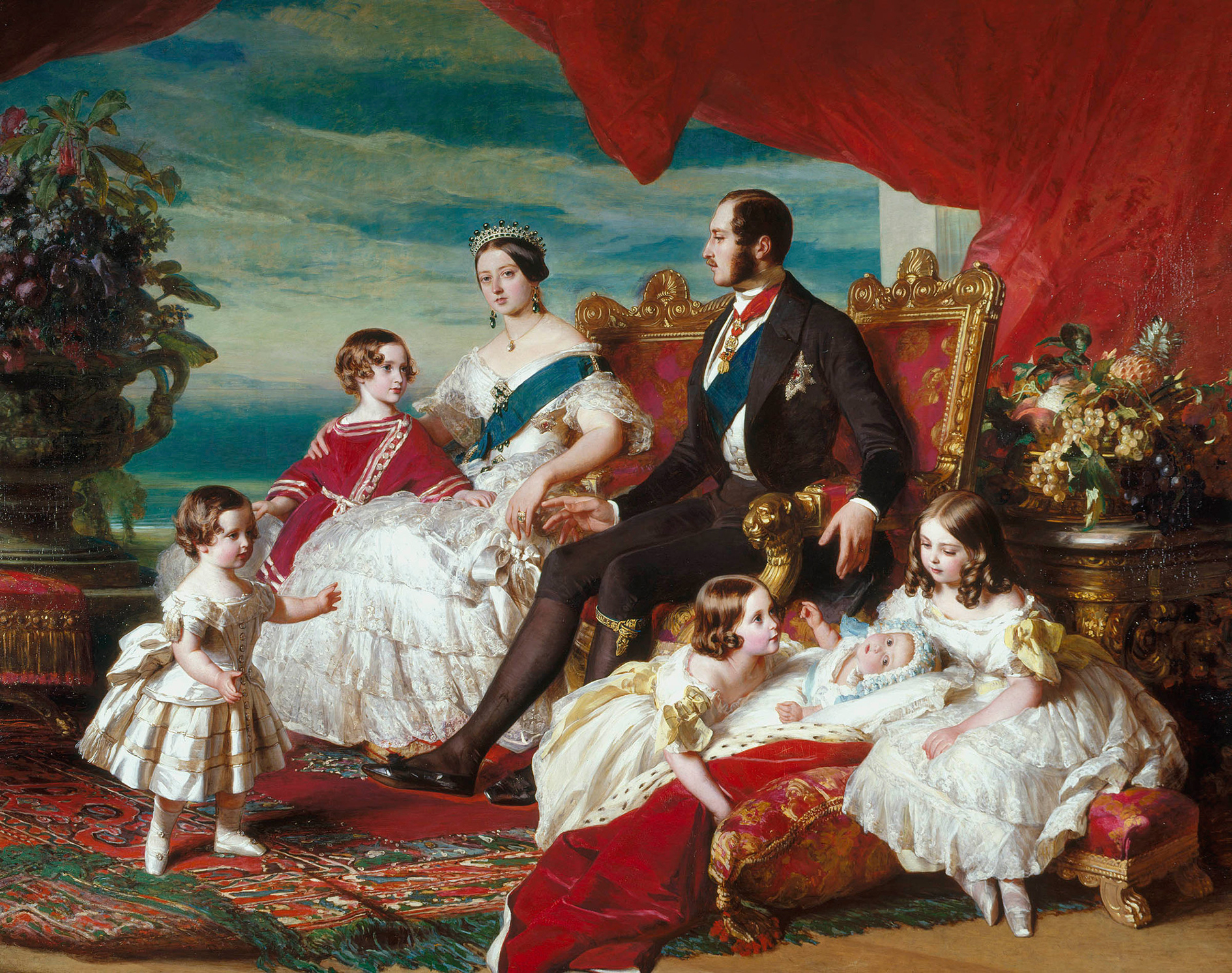
フランツ・ヴィンターハルターの絵画。左から次男アルフレッド、長男バーティ、ヴィクトリア女王、夫アルバート公子、次女アリス、三女ヘレナ、長女ヴィッキー。

ヴィクトリアとアルバートは側近フォン・シュトックマー男爵の忠告で、離婚・愛人・私生児などの不行跡で国民からの人気が皆無だったジョージ3世の息子らのようにならぬよう自らを律していた。イギリスでは王が道徳的に高潔な時にのみ国民から支持が得られるからである。
ヴィクトリアとアルバートは生涯仲睦まじい夫婦であり続け、多くの子供を儲けた。アルバート存命期のヴィクトリアの絵画や写真はほとんどの場合アルバートや子供たちと一緒に映った物である。ヴィクトリア自らがこうした「幸せな王室一家」の構図を描くよう指示したという。
こうした家族団欒の光景は、資本主義の発展で貴族に代わって台頭した中産階級の道徳・価値観に沿うものであり、王室は中産階級の賛美の対象となっていった。ヴィクトリア朝の中産階級では、女性が働くことは下層民への転落の証として忌避され、結婚して家庭に専念することが女性の理想像とされていたのである。
こうしたヴィクトリア朝中産階級の価値観に照らし合わせれば、アルバートを失った後のヴィクトリアの長い喪服も当時の未亡人の理想像といえるものであり、喪服によって王室に親近感を持つ国民も少なくはなかったのである。

### 子女
夫アルバートとの間に4男5女の9子を儲けた。娘達をドイツ帝国を中心とした各国の王族・貴族に嫁がせ、41人の孫、37人の曾孫が誕生した。
晩年には「ヨーロッパの祖母」と呼ばれるに至る。
| 続柄                   | 名前 | 名前                                      | 生年月日       | 没年月日                    | 備考                                                                       |
| ---------------------- | ---- | ----------------------------------------- | -------------- | --------------------------- | -------------------------------------------------------------------------- |
| 第1王女 （第1子/長女） |      | ヴィクトリア （愛称：ヴィッキー）         | 1840年11月21日 | 1901年8月5日 （満60歳没）   | ドイツ皇帝フリードリヒ3世皇后 子女：4男4女（8人）                          |
| 第1王子 （第2子/長男） |      | アルバート・エドワード （愛称：バーティ） | 1841年11月9日  | 1910年5月6日 （満68歳没）   | サクス＝コバーグ＝ゴータ朝初代国王『エドワード7世』 子女：3男3女（6人）    |
| 第2王女 （第3子/次女） |      | アリス （愛称：アリー）                   | 1843年4月25日  | 1878年12月14日 （満35歳没） | ヘッセン大公ルートヴィヒ4世妃 子女：2男5女（7人）                          |
| 第2王子 （第4子/次男） |      | アルフレッド （愛称：アッフィ）           | 1844年8月6日   | 1900年7月30日 （満55歳没）  | ザクセン＝コーブルク＝ゴータ公、エディンバラ公爵 子女：1男4女（5人）       |
| 第3王女 （第5子/三女） |      | ヘレナ （愛称：レンチェン）               | 1846年5月25日  | 1923年6月9日 （満77歳没）   | シュレースヴィヒ＝ホルシュタイン公子クリスティアン夫人 子女：4男2女（6人） |
| 第4王女 （第6子/四女)  |      | ルイーズ (愛称:ロッシー)                  | 1848年3月18日  | 1939年12月3日 （満91歳没）  | アーガイル公爵ジョン・ダグラス・サザーランド・キャンベル夫人 子女：なし    |
| 第3王子 （第7子/三男)  |      | アーサー                                  | 1850年5月1日   | 1942年1月16日 （満91歳没）  | コノート公爵 子女：1男2女（3人）                                           |
| 第4王子 （第8子/四男)  |      | レオポルド (愛称:レオ)                    | 1853年4月7日   | 1884年3月28日 （満30歳没）  | オールバニ公爵 子女：1男1女（2人）                                         |
| 第5王女 （第9子/五女)  |      | ベアトリス （愛称：ベイビィ）             | 1857年4月14日  | 1944年10月26日 （満87歳没） | バッテンベルク公子ハインリヒ・モーリッツ夫人 子女：3男1女（4人）           |

- 女王夫妻と9人の子供たち
- ヴィクトリアと親族たち。それぞれが誰かについてはここを参照。
- 五女ベアトリスと。

### ドイツ皇室・ロシア皇室との関係
|                         |                         |                         |                         |                            |                            |                            |                            |                            |                            | 英国女王 ヴィクトリア      | 英国女王 ヴィクトリア      | 英国女王 ヴィクトリア      | 英国女王 ヴィクトリア      | 英国女王 ヴィクトリア | 英国女王 ヴィクトリア |                      |                      |                      |                      |                        |                        | 王配 アルバート        | 王配 アルバート        | 王配 アルバート         | 王配 アルバート        | 王配 アルバート        | 王配 アルバート        |                           |                           |                           |                           |                              |                              |                              |                              |                              |                              |
|                         |                         |                         |                         |                            |                            |                            |                            |                            |                            | 英国女王 ヴィクトリア      | 英国女王 ヴィクトリア      | 英国女王 ヴィクトリア      | 英国女王 ヴィクトリア      | 英国女王 ヴィクトリア | 英国女王 ヴィクトリア |                      |                      |                      |                      |                        |                        | 王配 アルバート        | 王配 アルバート        | 王配 アルバート         | 王配 アルバート        | 王配 アルバート        | 王配 アルバート        |                           |                           |                           |                           |                              |                              |                              |                              |                              |                              |
|                         |                         |                         |                         |                            |                            |                            |                            |                            |                            |                            |                            |                            |                            |                       |                       |                      |                      |                      |                      |                        |                        |                        |                        |                         |                        |                        |                        |                           |                           |                           |                           |                              |                              |                              |                              |                              |                              |
|                         |                         |                         |                         |                            |                            |                            |                            |                            |                            |                            |                            |                            |                            |                       |                       |                      |                      |                      |                      |                        |                        |                        |                        |                         |                        |                        |                        |                           |                           |                           |                           |                              |                              |                              |                              |                              |                              |
| ドイツ皇后 ヴィクトリア | ドイツ皇后 ヴィクトリア | ドイツ皇后 ヴィクトリア | ドイツ皇后 ヴィクトリア | ドイツ皇后 ヴィクトリア    | ドイツ皇后 ヴィクトリア    |                            |                            | ドイツ皇帝 フリードリヒ3世 | ドイツ皇帝 フリードリヒ3世 | ドイツ皇帝 フリードリヒ3世 | ドイツ皇帝 フリードリヒ3世 | ドイツ皇帝 フリードリヒ3世 | ドイツ皇帝 フリードリヒ3世 |                       |                       | 英国王 エドワード7世 | 英国王 エドワード7世 | 英国王 エドワード7世 | 英国王 エドワード7世 | 英国王 エドワード7世   | 英国王 エドワード7世   |                        |                        | ヘッセン 大公妃 アリス  | ヘッセン 大公妃 アリス | ヘッセン 大公妃 アリス | ヘッセン 大公妃 アリス | ヘッセン 大公妃 アリス    | ヘッセン 大公妃 アリス    |                           |                           | ヘッセン大公 ルートヴィヒ4世 | ヘッセン大公 ルートヴィヒ4世 | ヘッセン大公 ルートヴィヒ4世 | ヘッセン大公 ルートヴィヒ4世 | ヘッセン大公 ルートヴィヒ4世 | ヘッセン大公 ルートヴィヒ4世 |
| ドイツ皇后 ヴィクトリア | ドイツ皇后 ヴィクトリア | ドイツ皇后 ヴィクトリア | ドイツ皇后 ヴィクトリア | ドイツ皇后 ヴィクトリア    | ドイツ皇后 ヴィクトリア    |                            |                            | ドイツ皇帝 フリードリヒ3世 | ドイツ皇帝 フリードリヒ3世 | ドイツ皇帝 フリードリヒ3世 | ドイツ皇帝 フリードリヒ3世 | ドイツ皇帝 フリードリヒ3世 | ドイツ皇帝 フリードリヒ3世 |                       |                       | 英国王 エドワード7世 | 英国王 エドワード7世 | 英国王 エドワード7世 | 英国王 エドワード7世 | 英国王 エドワード7世   | 英国王 エドワード7世   |                        |                        | ヘッセン 大公妃 アリス  | ヘッセン 大公妃 アリス | ヘッセン 大公妃 アリス | ヘッセン 大公妃 アリス | ヘッセン 大公妃 アリス    | ヘッセン 大公妃 アリス    |                           |                           | ヘッセン大公 ルートヴィヒ4世 | ヘッセン大公 ルートヴィヒ4世 | ヘッセン大公 ルートヴィヒ4世 | ヘッセン大公 ルートヴィヒ4世 | ヘッセン大公 ルートヴィヒ4世 | ヘッセン大公 ルートヴィヒ4世 |
|                         |                         |                         |                         |                            |                            |                            |                            |                            |                            |                            |                            |                            |                            |                       |                       |                      |                      |                      |                      |                        |                        |                        |                        |                         |                        |                        |                        |                           |                           |                           |                           |                              |                              |                              |                              |                              |                              |
|                         |                         |                         |                         | ドイツ皇帝 ヴィルヘルム2世 | ドイツ皇帝 ヴィルヘルム2世 | ドイツ皇帝 ヴィルヘルム2世 | ドイツ皇帝 ヴィルヘルム2世 | ドイツ皇帝 ヴィルヘルム2世 | ドイツ皇帝 ヴィルヘルム2世 |                            |                            |                            |                            |                       |                       |                      |                      |                      |                      | ロシア皇帝 ニコライ2世 | ロシア皇帝 ニコライ2世 | ロシア皇帝 ニコライ2世 | ロシア皇帝 ニコライ2世 | ロシア皇帝 ニコライ2世  | ロシア皇帝 ニコライ2世 |                        |                        | ロシア皇后 アレクサンドラ | ロシア皇后 アレクサンドラ | ロシア皇后 アレクサンドラ | ロシア皇后 アレクサンドラ | ロシア皇后 アレクサンドラ    | ロシア皇后 アレクサンドラ    |                              |                              |                              |                              |
|                         |                         |                         |                         | ドイツ皇帝 ヴィルヘルム2世 | ドイツ皇帝 ヴィルヘルム2世 | ドイツ皇帝 ヴィルヘルム2世 | ドイツ皇帝 ヴィルヘルム2世 | ドイツ皇帝 ヴィルヘルム2世 | ドイツ皇帝 ヴィルヘルム2世 |                            |                            |                            |                            |                       |                       |                      |                      |                      |                      | ロシア皇帝 ニコライ2世 | ロシア皇帝 ニコライ2世 | ロシア皇帝 ニコライ2世 | ロシア皇帝 ニコライ2世 | ロシア皇帝 ニコライ2世  | ロシア皇帝 ニコライ2世 |                        |                        | ロシア皇后 アレクサンドラ | ロシア皇后 アレクサンドラ | ロシア皇后 アレクサンドラ | ロシア皇后 アレクサンドラ | ロシア皇后 アレクサンドラ    | ロシア皇后 アレクサンドラ    |                              |                              |                              |                              |
|                         |                         |                         |                         |                            |                            |                            |                            |                            |                            |                            |                            |                            |                            |                       |                       |                      |                      |                      |                      |                        |                        |                        |                        |                         |                        |                        |                        |                           |                           |                           |                           |                              |                              |                              |                              |                              |                              |
|                         |                         |                         |                         |                            |                            |                            |                            |                            |                            |                            |                            |                            |                            |                       |                       |                      |                      |                      |                      |                        |                        |                        |                        | ロシア皇太子 アレクセイ |                        |                        |                        |                           |                           |                           |                           |                              |                              |                              |                              |                              |                              |

### 血友病
ヴィクトリアの子孫の男子は血友病を発症して苦しむ者が多かった。血友病はX染色体上の遺伝子の欠陥による劣性遺伝であり、かつ、アルバート自体は血友病でなかったこと、及びヴィクトリアの息子で血友病である者がいる（息子は父親からはX染色体を受け継がないため、父親が血友病であっても息子は血友病にならない）ことからヴィクトリアが血友病の因子を持っていたと考えられるが、ヴィクトリアの家系には血友病になった者の記録はないため、突然変異で血友病の因子を持ったのだと思われる。ヴィクトリアが血友病の因子を持っていた場合、父ケント公が51歳という高齢でヴィクトリアを儲けたのがその原因ではないかといわれる（父親が高齢だと子のX染色体に突然変異が発生する可能性が高まるという）。
ヴィクトリアの四男レオポルドは血友病で苦しんだ。二女アリスと五女ベアトリスも血友病の因子を持っており、アリスを通じてロシア皇室ロマノフ家、ベアトリスを通じてスペイン王室ボルボン家にも血友病がもたらされた。また長女ヴィッキーの三男ジギスムントと四男ヴァルデマールは感染症で幼くして薨去しているが、彼らには血友病の疑いもあり、そのせいで死期が早まったのではないかともいわれる。アリスの娘アレクサンドラはロシア皇帝ニコライ2世の皇后となったが、血友病の因子を持っており、そのため皇太子アレクセイが血友病をもっていた。このことはニコライ2世とアレクサンドラがグリゴリー・ラスプーチンに入れ込む原因となった。

## 栄典

### イギリス勲章
- ガーター勲章（1826年）[48]

### 外国勲章
64年の長期にわたって世界一の大国大英帝国の王座に君臨したヴィクトリアだが、女性であるためにいずれの国からも最高勲章は授与されず、勲爵士の称号が伴わない勲章のみを授与されている。最高勲章は彼女の夫であるアルバート王配が代わりに授与されていた。
故にか、ヴィクトリア自身も諸外国に対して同じ女性君主だからとガーター勲章を贈るようなことはせず、スペイン女王イサベル2世が「ガーター勲章を授与してほしい」と打診してきた際にも「私自身もそうであるように、騎士の称号を伴う外国の勲章を女性君主は授与されることができないのが慣習である」として拒否した。
ヴィクトリアが外国から授与された勲章は以下の通りである。以下、国名五十音順。（　）内の年は授与された年。
- エチオピア帝国：ソロモン勲章（1897年）
- スペイン王国：マリア・ルイサ勲章（スペイン語版）（1834年）、カルロス3世勲章（スペイン語版）
- セルビア王国：タコヴォ勲章（セルビア語版）（1882年）、白鷲勲章（英語版）（1883年）、聖サヴァ勲章（1897年）
- シャム：白象勲章（1880年）、大チャクリー勲章（1897年）
- ハワイ王国：カメハメハ勲章（英語版）（1881年）
- ヘッセン大公国：金獅子勲章（ドイツ語版）（1862年?）
- ブラジル帝国：ペドロ1世勲章（ポルトガル語版）（1872年）
- ブルガリア公国：赤十字勲章（1886年）
- プロイセン王国：ルイーゼ勲章（ドイツ語版）（1857年）
- ペルシア王国 ：太陽勲章（ペルシア語版）（1873年）
- ポルトガル王国：聖イザベル勲章（ポルトガル語版）（1836年）、我らが貴婦人ヴィラ・ヴィコサ勲章（ポルトガル語版）
- モンテネグロ公国：ダニーロ1世勲章（セルビア語版）（1897年）
- ロシア帝国：聖エカテリーナ勲章（英語版、ロシア語版）（1839年）

## ヴィクトリア女王を題材にした作品

### 映画
- 『ヴィクトリア女王（英語版）』 - 1937年、イギリス映画
  - 演：アンナ・ニーグル
- 『Sixty Glorious Years』 - 1938年、イギリス映画
  - 演：アンナ・ニーグル
- 『女王さまはお若い』 - 1954年、オーストリア映画
  - 演：ロミー・シュナイダー
- 『Queen Victoria 至上の恋』 - 1997年、イギリス映画
  - 演：ジュディ・デンチ
- 『ヴィクトリア女王 世紀の愛』 - 2009年、イギリス映画
  - 演：エミリー・ブラント
- 『ヴィクトリア女王 最期の秘密』 - 2017年、イギリス映画
  - 演：ジュディ・デンチ
- 『ドクター・ドリトル』 - 2020年、アメリカ映画
  - 演：ジェシー・バックリー

### テレビドラマ
- 『ドクター・フー』エピソード「女王と狼男」2006年（日本語吹き替え版：NHK）
  - 演：ポーリーン・コリンズ
- 『女王ヴィクトリア 愛に生きる』：2016年 - 、ITV（日本語吹き替え版：2017年 - 、NHK）
  - 演：ジェナ・コールマン（日本語吹き替え版：蓮佛美沙子）

### 漫画
- 『ドリーナ姫童話―クイーン・ヴィクトリア冒険譚』（もとなおこ）

### アニメ
- 『女王陛下のプティアンジェ』 - 1977年-1978年、日本アニメーション・テレビ朝日製作

### バレエ作品
- 『ヴィクトリア』（振付・演出キャシー・マーストン）英国ノーザン・バレエ団